# Vitesse in het seizoen 2020/21
|               | Eredivisie | KNVB beker | Totaal |
| ------------- | ---------- | ---------- | ------ |
| Wedstrijden   | 34         | 5          | 39     |
| Gewonnen      | 18         | 4          | 22     |
| Gelijk        | 7          | 0          | 7      |
| Verloren      | 9          | 1          | 10     |
| Thuis         | 17         | 2          | 19     |
| Uit           | 17         | 3          | 20     |
| Gele kaarten  | 60         | 6          | 66     |
| 2× gele kaart | 2          | 0          | 2      |
| Rode kaarten  | 5          | 1          | 6      |
| Doelsaldo     | +14        | +5         | +19    |
| voor          | 52         | 8          | 60     |
| tegen         | 38         | 3          | 41     |
| ‘De Nul’      | 12         | 3          | 15     |

Vitesse kwam in het seizoen 2020/2021 voor het 32e seizoen op rij uit in de hoogste klasse van het betaald voetbal, de Eredivisie. Daarnaast nam het Arnhemse elftal deel aan de KNVB Beker waarin de finale behaald werd.

## Voorbereiding

### Maart & april
- Op 12 maart 2020 werden de voetbalduels tot en met 31 maart afgelast door de KNVB in verband met het Coronavirus.[1] Drie dagen later werd de periode zonder voetbalwedstrijden verlengd tot en met 6 april, waarbij ook stadions en trainingsfaciliteiten gesloten moesten blijven.[2] De periode zonder betaald voetbal werd uiteindelijk verlengd tot 1 september waardoor de resterende wedstrijden niet meer gespeeld zouden worden.[3]
- Op 24 april maakte de KNVB bekend dat het seizoen 2019-2020 wordt beëindigd met de stand na 26 speelronden.[4] Er is geen kampioen, geen degradatie en de top vijf krijgt de tickets voor Europees voetbal in het seizoen 2020-2021. Vitesse eindigt als zevende, dus zonder plaatsing voor Europees voetbal.

### Mei
- Op 18 mei maakte Vitesse bekend dat het contract van Remko Pasveer met één seizoen is verlengd tot 2021.
- Op 19 mei maakte Vitesse bekend dat Edward Sturing komend seizoen geen hoofdtrainer meer zal zijn, maar wel weer met een andere rol aan Vitesse verbonden blijft.
- Op 20 mei maakte Vitesse bekend dat Patrick Vroegh een nieuw contract heeft getekend tot 2023.
- Op 26 mei maakte Vitesse bekend dat Thomas Letsch is aangesteld als nieuwe hoofdtrainer.[5] Hij tekende een contract voor twee jaar.

### Juni
- Op 3 juni werd bekendgemaakt dat Edward Sturing het nieuwe Hoofd Vitesse Voetbal Academie wordt.[6]
- Op 4 juni werd bekendgemaakt dat Joseph Oosting een contractverlenging van twee jaar heeft getekend.[7] Hij blijft assistent-trainer bij het eerste elftal.
- Op 5 juni werd bekendgemaakt dat Nicky Hofs trainer wordt bij Vitesse O21.[8] Hofs was de afgelopen drie seizoenen assistent-trainer bij het eerste elftal.
- Op 19 juni werd bekendgemaakt dat spelers, technische staf en directie akkoord zijn over een tijdelijke salarisverlaging.[9]
- Op 19 juni werd bekendgemaakt dat keeperstrainer Raimond van der Gouw vertrekt naar PSV.[10] Van der Gouw was sinds 2009 als keeperstrainer actief bij Vitesse.
- Op 25 juni maakte Vitesse de stafindeling van het eerste elftal voor het seizoen 2020-2021 bekend.[11] Rein Baart wordt keeperstrainer (promotie vanuit Jong Vitesse / Vitesse Voetbal Academie), Jan Fießer wordt assistent-trainer en Dennis van der Meulen wordt video-analist.
- Op 26 juni werd bekendgemaakt dat academie-spelers Enzo Cornelisse, Daan Huisman en Espen van Ee hun eerste contract hebben getekend.

### Juli
- Op 1 juli vond de eerste training van het seizoen 2020-2021 plaats, onder leiding van de nieuwe hoofdtrainer Thomas Letsch.[12] De selectie bestond uit keepers Remko Pasveer, Bilal Bayazit, Jeroen Houwen, verdedigers Eli Dasa, Danilho Doekhi, Tomáš Hájek, Max Clark, middenvelders Matúš Bero, Sondre Tronstad, Thomas Bruns, Patrick Vroegh, Riechedly Bazoer, aanvallers Oussama Tannane, Roy Beerens, Thomas Buitink, Oussama Darfalou, Filip Delaveris en talenten Yassin Oukili, Richie Musaba, Roy Kuijpers, Daan Huisman, Million Manhoef, Enzo Cornelisse en Brend Leeflang.
- Op 2 juli werd bekendgemaakt dat academie-spelers Brend Leeflang en Eelco Mostert een contract hebben getekend. Beide spelers hebben een contract voor twee jaar, met optie voor een extra jaar.
- Op 3 juli werd bekendgemaakt dat Waterontharder.com de nieuwe hoofdsponsor is van Vitesse.[13] Er werd een contract voor twee seizoenen getekend.
- Op 9 juli werd het "Protocol veilige opstart betaald voetbal 2020/’21" door de KNVB gepubliceerd.[14] Deze handleiding beschrijft hoe de competitie ten tijde van coronamaatregelen kan worden opgestart, met bijvoorbeeld beperkingen aan de aanwezigheid van publiek.
- Op 17 juli werd het nieuwe uittenue gepresenteerd.[15] Het Arnhems-blauwe tenue werd door supporters ontworpen.
- Op 18 juli speelde Vitesse een eerste oefenwedstrijd tegen Jong FC Utrecht achter gesloten deuren, met een 3–3 gelijkspel als resultaat. De Vitesse-doelpunten werden gemaakt door Oussama Darfalou (2x) en Daan Huisman.
- Op 21 juli, de laatste dag van het eerste deel van de zomerse transferperiode, werd een drietal nieuwe spelers gepresenteerd: Maximilian Wittek, Jacob Rasmussen en Loïs Openda. Wittek werd transfervrij ingelijfd en tekende voor drie jaar, Rasmussen en Openda worden gehuurd.
- Op 25 juli werd bekendgemaakt dat COVID-19 is vastgesteld bij Hilary Gong na terugkeer uit Nigeria.[16] Hij had nog geen contact gehad met staf of spelers.
- Op 26 juli won Vitesse een oefenwedstrijd tegen FC Volendam met 5–0. De doelpunten werden gemaakt door Oussama Darfalou, Daan Huisman, Loïs Openda (2x) en Thomas Bruns.
- Op 30 juli maakte de KNVB bekend dat er dit seizoen vijf wissels per wedstrijd zijn toegestaan.[17] Hiervoor mogen maximaal drie wisselmomenten (plus de rust) gebruikt worden, zodat de wedstrijd niet te vaak stil ligt. Bij wedstrijden met verlenging blijft bovendien nog een extra wissel toegestaan.
- Op 31 juli won Vitesse een oefenwedstrijd tegen KVC Westerlo met 4–2. De Vitesse-doelpunten werden gemaakt door Loïs Openda, Oussama Darfalou, Oussama Tannane en Riechedly Bazoer.

### Augustus
- Op 7 augustus won Vitesse een oefenwedstrijd uit tegen sc Heerenveen met 1–2. De Vitesse-doelpunten werden gemaakt door Matúš Bero en Thomas Buitink.
- Op 12 augustus werd het nieuwe thuistenue gepresenteerd.[18]
- Op 15 augustus speelde Vitesse een oefenwedstrijd uit tegen PSV met 1–1 gelijk. Het Vitesse-doelpunt werd gemaakt door Danilho Doekhi.
- Op 20 augustus sloot Hilary Gong aan bij de selectie, na hersteld te zijn van COVID-19.[19]
- Op 21 augustus maakte Vitesse bekend dat Armando Broja voor één seizoen wordt gehuurd van Chelsea.
- Op 22 augustus speelde Vitesse een oefenwedstrijd tegen ADO Den Haag met 2–2 gelijk. De Vitesse-doelpunten werden gemaakt door Oussama Tannane en Oussama Darfalou.
- Op 23 augustus won een combi-elftal (met jeugd) Vitesse met 4–0 van een combi-elftal Go Ahead Eagles. De doelpunten werden gemaakt door Armando Broja (2x), Enrico Hernández en Daan Huisman.
- Op 24 augustus maakte Vitesse bekend dat Million Manhoef een nieuw contract tot 2023 heeft getekend en dat Enzo Cornelisse aan de A-selectie is toegevoegd.
- Op 28 augustus speelde Vitesse een oefenwedstrijd tegen Fortuna Düsseldorf met 2–2 gelijk. De Vitesse-doelpunten werden gemaakt door Oussama Tannane en Matúš Bero.

### September
- Op 3 september maakte Vitesse bekend dat Idrissa Touré voor één seizoen wordt gehuurd van Juventus.
- Op 4 september maakte Vitesse bekend dat Richie Musaba een transfer heeft gemaakt naar Fortuna Sittard; hij werd direct doorverhuurd aan FC Dordrecht.
- Op 5 september speelde Vitesse een oefenwedstrijd tegen SV Darmstadt 98 met 2–2 gelijk. De Vitesse-doelpunten werden gemaakt door Oussama Tannane en Jacob Rasmussen. (Alleen) Seizoenkaarthouders op de Charly Bosveld (Oost) tribune hadden toegang tot het duel, hiermee werden meteen de coronamaatregelen getest.

## Competitieseizoen

### September
- Op 13 september won Vitesse de eerste officiële wedstrijd van het seizoen, uit tegen RKC Waalwijk werd het 0–1; het doelpunt werd gemaakt door Oussama Darfalou. De wedstrijd was het debuut van Armando Broja, Loïs Openda, Jacob Rasmussen, Idrissa Touré en Maximilian Wittek.
- Op 14 september won Vitesse (combiteam van reserves en jeugd) een oefenwedstrijd met 1–2 uit bij FC Utrecht (combiteam met jeugd). De Vitesse-doelpunten werden gemaakt door Million Manhoef en Armando Broja.
- Op 17 september werd bekend dat acht stafleden van Vitesse positief zijn getest op het Coronavirus en voorlopig dus in (thuis)quarantaine moesten.[20] Omdat (o.a.) hoofdtrainer Thomas Letsch en assistent-trainers Joseph Oosting en Jan Fiesser onder de geïnfecteerden zijn verleende de KNVB dispensatie aan technisch directeur Johannes Spors om de functie van hoofdtrainer waar te nemen, hij wordt geassisteerd door Edward Sturing en Nicky Hofs. Het spelen van wedstrijden komt niet in gevaar omdat er geen spelers geïnfecteerd zijn.
- Op 18 september werd bekendgemaakt dat ook Jacob Rasmussen geïnfecteerd is met Corona.
- Op 19 september won Vitesse thuis van Sparta Rotterdam met 2–0; dit duel was tevens het jaarlijkse Airborne-duel. De doelpunten werden gemaakt door Oussama Tannane en Armando Broja. De wedstrijd was het debuut van Daan Huisman. Johannes Spors, Edward Sturing en Nicky Hofs zaten als staf op de bank.
- Op 25 september werd bekendgemaakt dat de gehele staf en selectie Corona-negatief is getest; de staf en Jacob Rasmussen zijn dus weer inzetbaar.
- Op 26 september verloor Vitesse uit van Ajax met 2–1. Het Vitesse-doelpunt werd gemaakt door Riechedly Bazoer, de wedstrijd was tevens het debuut van Million Manhoef.

### Oktober
- Op 3 oktober won Vitesse thuis van Heracles Almelo met 3–0. De doelpunten werden gemaakt door Loïs Openda, Oussama Darfalou en Oussama Tannane. De wedstrijd was het debuut van Enzo Cornelisse.
- Op 10 oktober testte Danilho Doekhi positief op Corona en verliet daarom de selectie van Jong Oranje.[21]
- Op 18 oktober won Vitesse uit van ADO Den Haag met 0–2 door doelpunten van Armando Broja. Oussama Tannane kreeg een rode kaart in de 45e minuut. De wedstrijd was het debuut van Filip Delaveris. Thomas Bruns en Million Manhoef ontbraken bij de selectie na een positieve Corona-test.
- Op 25 oktober won Vitesse thuis van PSV met 2–1, dit was de eerste overwinning op PSV in GelreDome. De Vitesse-doelpunten werden gemaakt door Jacob Rasmussen en Loïs Openda.
- Op 31 oktober won Vitesse uit van Willem II met 1–3. De Vitesse-doelpunten werden gemaakt door Loïs Openda, Armando Broja en Patrick Vroegh. Oussama Tannane ontbrak door een positieve Corona-test.

### November
- Op 8 november won Vitesse thuis van FC Emmen met 3–1. De Vitesse-doelpunten werden gemaakt door Oussama Tannane (2x) en Loïs Openda. Riechedly Bazoer kreeg een rode kaart in de 29e minuut. Met 21 punten uit acht duels is dit de beste start van Vitesse ooit in de Eredivisie.
- Op 9 november bestrafte de tuchtcommissie betaald voetbal Riechedly Bazoer met een schorsing van twee duels (plus één voorwaardelijk) voor de overtreding in het duel tegen FC Emmen waarbij het met rood van het veld werd gestuurd.
- Op 10 november presenteerde Vitesse het jaarverslag en de jaarcijfers over het seizoen 2019-2020; het netto resultaat was 4,3 miljoen euro negatief.[22]
- Op 11 november won Vitesse een oefenwedstrijd van sc Heerenveen met 3–1. De Vitesse-doelpunten werden gemaakt door Sieben Dewaele (e.d.), Tomáš Hájek en Million Manhoef.
- Op 17 november maakte de KNVB bekend dat de amateurclubs uit het bekertoernooi worden genomen, omdat zij door de coronamaatregelen in elk geval niet voor half december in actie kunnen komen. Vitesse speelt daardoor geen eerste ronde wedstrijd meer tegen HHC Hardenberg en gaat zonder te spelen door naar de tweede ronde.[23]
- Op 21 november speelde Vitesse uit tegen FC Groningen met 1–1 gelijk. Het Vitesse-doelpunt werd gemaakt door Loïs Openda. Later op de avond lootte Vitesse een uitwedstrijd tegen Willem II voor de tweede ronde van de KNVB beker.
- Op 29 november won Vitesse thuis van Fortuna Sittard met 2–0. De Vitesse-doelpunten werden gemaakt door Oussama Darfalou en Armando Broja.

### December
- Op 4 december werd bekend dat Patrick Vroegh positief is getest op Corona.
- Op 5 december verloor Vitesse uit van PEC Zwolle met 2–1. Het Vitesse-doelpunt werd gemaakt door Oussama Darfalou; Idrissa Touré kreeg een rode kaart in de 64e minuut. Eli Dasa ontbrak bij de selectie, hij is positief getest op Corona.
- Op 7 december werd bekend dat Idrissa Touré een schorsing van twee wedstrijden (plus één voorwaardelijk) kreeg opgelegd voor zijn rode kaart tegen PEC Zwolle.
- Op 11 december maakte Vitesse bekend dat Marc van Hintum (hoofd scouting) met twee scouts de club verlaat na een verschil van inzicht over de ingeslagen beleidsmatige koers.[24]
- Op 13 december speelde Vitesse thuis tegen sc Heerenveen met 1–1 gelijk; het Vitesse-doelpunt werd gemaakt door Oussama Darfalou. Armando Broja ontbrak bij de selectie, hij is positief getest op Corona.
- Op 17 december won Vitesse de uitwedstrijd tegen Willem II in de tweede ronde van de KNVB beker met 0–2. De doelpunten werden gemaakt door Million Manhoef en Thomas Buitink. De wedstrijd was het debuut van Enrico Hernández.
- Op 18 december tekende Enrico Hernández een contract tot medio 2023.
- Op 19 december lootte Vitesse een thuiswedstrijd tegen ADO Den Haag in de achtste finale van de KNVB beker.
- Op 20 december won Vitesse thuis van Feyenoord met 1–0 door een doelpunt van Oussama Darfalou.
- Op 22 december tekende Daan Huisman een nieuw contract tot 2023 (met optie voor een extra seizoen).
- Op 23 december verloor Vitesse uit van AZ met 3–1. Het Vitesse-doelpunt werd gemaakt door Loïs Openda. Op dezelfde dag maakte Vitesse bekend dat Jeroen Houwen een nieuw contract tot 2023 heeft getekend.
- Op 24 december werd bekendgemaakt dat het contract van Roy Beerens per direct wordt ontbonden, de 33-jarige Beerens zet aan punt achter zijn carrière.

### Januari
- Op 5 januari maakte Vitesse bekend dat er twee nieuwe spelers zijn aangetrokken, verdediger Dominik Oroz en aanvaller Noah Ohio (op huurbasis).
- Op 9 januari won Vitesse uit van Heracles Almelo met 0–2. De doelpunten werden gemaakt door Robin Pröpper (e.d.) en Matúš Bero.
- Op 12 januari won Vitesse thuis van FC Utrecht met 1–0 door een doelpunt van Danilho Doekhi. De wedstrijd was het debuut van Dominik Oroz. Vitesse speelde in shirts met KWF op de borst.
- Op 16 januari won Vitesse uit van FC Emmen met 1–4. De Vitesse-doelpunten werden gemaakt door Thomas Buitink, Oussama Tannane, Armando Broja en Patrick Vroegh.
- Op 19 januari won Vitesse thuis van ADO Den Haag met 2–1 in de achtste finale van de KNVB beker. De Vitesse-doelpunten werden gemaakt door Loïs Openda en Matúš Bero.
- Op 20 januari maakte Vitesse bekend dat Yassin Oukili vertrekt naar RKC Waalwijk.
- Op 22 januari maakte Vitesse bekend dat Thomas Buitink zijn contract heeft verlengd tot 2023 en dat hij tot het einde van het lopende seizoen wordt verhuurd aan PEC Zwolle.
- Op 23 januari won Vitesse thuis van FC Groningen met 1–0 door een doelpunt van Riechedly Bazoer. Ook vond de loting plaats voor de kwartfinale van de KNVB beker waarin Vitesse een uitwedstrijd tegen Excelsior lootte.
- Op 27 januari verloor Vitesse uit van VVV-Venlo met 4–1. Het Vitesse-doelpunt werd gemaakt door Armando Broja; de wedstrijd was tevens het debuut van Noah Ohio.
- Op 28 januari werd bekendgemaakt dat Filip Delaveris vertrekt naar SK Brann.
- Op 30 januari speelde Vitesse thuis tegen RKC Waalwijk met 1–1 gelijk. Het Vitesse-doelpunt werd gemaakt door Riechedly Bazoer.

### Februari
- Op 1 februari werd bekendgemaakt dat Max Clark vertrekt bij Vitesse; hij keert terug bij Hull City.
- Op 6 februari verloor Vitesse uit van sc Heerenveen met 1–0. Voor de eerste keer dit seizoen komt Vitesse niet tot scoren.
- Op 9 februari won Vitesse uit van Excelsior met 0–1 in de kwartfinale van de KNVB beker; het doelpunt werd gemaakt door Loïs Openda.
- Op 13 februari lootte Vitesse een thuiswedstrijd tegen NEC of VVV-Venlo voor de halve finale van de KNVB beker.
- Op 14 februari verloor Vitesse thuis van FC Twente met 0–2.
- Op 21 februari verloor Vitesse uit van PSV met 3–1. Het Vitesse-doelpunt werd gemaakt door Armando Broja.
- Op 27 februari won Vitesse thuis van VVV-Venlo met 4–1. De Vitesse-doelpunten werden gemaakt door Loïs Openda, Riechedly Bazoer, Sondre Tronstad en Armando Broja.

### Maart
- Op 2 maart won Vitesse thuis van VVV-Venlo met 2–0 in de halve finale van de KNVB beker door doelpunten van Armando Broja en Oussama Tannane. Voor de vijfde keer in de clubhistorie en voor de tweede keer in vier jaar behaalde Vitesse de finale in het nationale bekertoernooi.
- Op 7 maart won Vitesse thuis van AZ met 2–1. De Vitesse-doelpunten werden gemaakt door Loïs Openda en Jacob Rasmussen; Enzo Cornelisse kreeg een rode kaart in de 79e minuut.
- Op 8 maart maakte de KNVB bekend dat Enzo Cornelisse één duel schorsing heeft gekregen voor zijn rode kaart een dag eerder; daarnaast ontbreken ook Matúš Bero en Oussama Tannane één duel omdat zij tegen AZ hun vijfde gele kaart kregen.[25]
- Op 14 maart won Vitesse uit van FC Utrecht met 1–3. De Vitesse-doelpunten werden gemaakt door Oussama Darfalou (2x) en Maximilian Wittek; Riechedly Bazoer kreeg een rode kaart (2x geel) in de 82e minuut.
- Op 21 maart speelde Vitesse thuis met 0–0 gelijk tegen Willem II.
- Op 24 maart verloor Vitesse een oefenwedstrijd bij RKC Waalwijk met 3–1. Het Vitesse-doelpunt werd gemaakt door Noah Ohio.
- Op 30 maart werd door de KNVB bekendgemaakt dat er definitief geen publiek aanwezig zou mogen zijn bij de bekerfinale op 18 april.[26]

### April
- Op 3 april won Vitesse uit met 1–2 van FC Twente. De Vitesse-doelpunten werden gemaakt door Oussama Tannane (2x penalty).
- Op 9 april speelde Vitesse thuis met 0–0 gelijk tegen ADO Den Haag.
- Op 12 april maakte Vitesse bekend dat Thomas Letsch een nieuw verlengd contract heeft getekend.[27] De hoofdtrainer tekende een contract tot medio 2023.
- Op 18 april verloor Vitesse de finale van de KNVB beker van Ajax als uitspelend team met 2–1. Het Vitesse-doelpunt werd gemaakt door Loïs Openda; Jacob Rasmussen kreeg een rode kaart in de 86e minuut.
- Op 19 april maakte de KNVB bekend dat Jacob Rasmussen een schorsing kreeg van twee duels (plus één voorwaardelijk) voor zijn rode kaart in de bekerfinale.[28]
- Op 22 april maakte Vitesse bekend dat Remko Pasveer aan het einde van het seizoen vertrekt naar Ajax.
- Op 25 april speelde Vitesse uit tegen Feyenoord met 0–0 gelijk.

### Mei
- Op 1 mei won Vitesse thuis van PEC Zwolle met 2–1. De Vitesse-doelpunten werden gemaakt door Armando Broja en Idrissa Touré.
- Op 7 mei verloor Vitesse uit van Sparta Rotterdam met 3–0.
- Op 13 mei speelde Vitesse uit tegen Fortuna Sittard met 3–3 gelijk; de Vitesse-doelpunten werden gemaakt door Sondre Tronstad, Riechedly Bazoer en Loïs Openda. Vitesse was hiermee zeker van de vierde plaats en daarmee plaatsing voor de derde voorronde (niet kampioenen) van de Europa Conference League.
- Op 16 mei verloor Vitesse thuis van Ajax met 1–3. Het Vitesse-doelpunt werd gemaakt door Loïs Openda.

## Tenue
- Op 1 juni werd bekendgemaakt dat partner en shirtsponsor Prins Petfoods een contractverlenging tot en met het seizoen 2021-2022 heeft getekend.[29]
- Op 3 juli werd bekendgemaakt dat Waterontharder.com de nieuwe hoofdsponsor is van Vitesse.[13] Er werd een contract voor twee seizoenen getekend.
- Op 6 juli werd bekendgemaakt dat Koninklijke Burgers' Zoo minimaal één seizoen als shirtsponsor aan Vitesse verbonden blijft.[30] Dit seizoen staat Burgers' Zoo op de schouder van het shirt.
- Op 17 juli werd het nieuwe uittenue gepresenteerd.[15] Het Arnhems-blauwe tenue werd door supporters ontworpen.
- Op 12 augustus werd het nieuwe thuistenue gepresenteerd.[18]
- Bij de eerste competitiewedstrijd, uit tegen RKC Waalwijk op 13 september, draagt Vitesse een wit-tenue met op de borst de tekst "Bedankt! Samen tegen Corona" en op de rug een van 24 instanties die "in de coronacrisis een bijzondere bijdrage hebben geleverd aan de maatschappij".[31] De zeven tenue-sponsors ontbreken.
- Op 15 september werd het nieuwe Airborne-tenue gepresenteerd.[32] Net als het uittenue is het door supporters ontworpen. Dit tenue, bestaande uit een maroon-rood shirt en sokken met donkerblauwe broek, werd gedragen bij de Airborne-wedstrijd op 19 september.
- In het thuisduel tegen FC Utrecht op 12 januari 2021 speelde Vitesse met KWF op de borst in plaats van shirtsponsor Waterontharder.com. Deze shirts werden later geveild waarbij de opbrengst ten goede kwam aan onderzoek naar alvleesklierkanker.

| Thuis |  | Uit |  | Bedankt! |  | Airborne |

## Clubstatistieken seizoen 2020/21

### Eindstand in Nederlandse Eredivisie
| Stand | Gespeeld | Gewonnen | Gelijk | Verloren | Punten | Doelpunten voor | Doelpunten tegen | Gele kaarten | Twee gele kaarten | Rode kaarten |
| ----- | -------- | -------- | ------ | -------- | ------ | --------------- | ---------------- | ------------ | ----------------- | ------------ |
| 4     | 34       | 18       | 7      | 9        | 61     | 52              | 38               | 60           | 2                 | 5            |

### Stand, punten en doelpunten per speelronde
Winst
Gelijk
Verlies
| Speelronde              | 01              | 02              | 03              | 04              | 05              | 06              | 07              | 08              | 09              | 10              | 11              | 12              | 13              | 14              | 15              | 16              | 17              | 18              | 19              | 20              | 21              | 22              | 23              | 24              | 25              | 26              | 27              | 28              | 29              | 30              | 31              | 32              | 33              | 34              |
| ----------------------- | --------------- | --------------- | --------------- | --------------- | --------------- | --------------- | --------------- | --------------- | --------------- | --------------- | --------------- | --------------- | --------------- | --------------- | --------------- | --------------- | --------------- | --------------- | --------------- | --------------- | --------------- | --------------- | --------------- | --------------- | --------------- | --------------- | --------------- | --------------- | --------------- | --------------- | --------------- | --------------- | --------------- | --------------- |
| Trainer                 | Thomas Letsch*1 | Thomas Letsch*1 | Thomas Letsch*1 | Thomas Letsch*1 | Thomas Letsch*1 | Thomas Letsch*1 | Thomas Letsch*1 | Thomas Letsch*1 | Thomas Letsch*1 | Thomas Letsch*1 | Thomas Letsch*1 | Thomas Letsch*1 | Thomas Letsch*1 | Thomas Letsch*1 | Thomas Letsch*1 | Thomas Letsch*1 | Thomas Letsch*1 | Thomas Letsch*1 | Thomas Letsch*1 | Thomas Letsch*1 | Thomas Letsch*1 | Thomas Letsch*1 | Thomas Letsch*1 | Thomas Letsch*1 | Thomas Letsch*1 | Thomas Letsch*1 | Thomas Letsch*1 | Thomas Letsch*1 | Thomas Letsch*1 | Thomas Letsch*1 | Thomas Letsch*1 | Thomas Letsch*1 | Thomas Letsch*1 | Thomas Letsch*1 |
| Punten per speelronde   | 3               | 3               | 0               | 3               | 3               | 3               | 3               | 3               | 1               | 3               | 0               | 1               | 3               | 0               | 3               | 3               | 3               | 3               | 0               | 1               | 0               | 0               | 0               | 3               | 3               | 3               | 1               | 3               | 1               | 1               | 3               | 0               | 1               | 0               |
| Punten na speelronde    | 3               | 6               | 6               | 9               | 12              | 15              | 18              | 21              | 22              | 25              | 25              | 26              | 29              | 29              | 32              | 35              | 38              | 41              | 41              | 42              | 42              | 42              | 42              | 45              | 48              | 51              | 52              | 55              | 56              | 57              | 60              | 60              | 61              | 61              |
| Stand na speelronde     | 8               | 4               | 6               | 4               | 3               | 2               | 2               | 2               | 2               | 2               | 2               | 4               | 3               | 4               | 4               | 3               | 2               | 2               | 3               | 3               | 3               | 5               | 5               | 4               | 4               | 4               | 4               | 4               | 4               | 4               | 4               | 4               | 4               | 4               |
| Goals per speelronde    | 1               | 2               | 1               | 3               | 2               | 2               | 3               | 3               | 1               | 2               | 1               | 1               | 1               | 1               | 2               | 1               | 4               | 1               | 1               | 1               | 0               | 0               | 1               | 4               | 2               | 3               | 0               | 2               | 0               | 0               | 2               | 0               | 3               | 1               |
| Goals na speelronde     | 1               | 3               | 4               | 7               | 9               | 11              | 14              | 17              | 18              | 20              | 21              | 22              | 23              | 24              | 26              | 27              | 31              | 32              | 33              | 34              | 34              | 34              | 35              | 39              | 41              | 44              | 44              | 46              | 46              | 46              | 48              | 48              | 51              | 52              |
| Doelsaldo na speelronde | +1              | +3              | +2              | +5              | +7              | +8              | +10             | +12             | +12             | +14             | +13             | +13             | +14             | +12             | +14             | +15             | +18             | +19             | +16             | +16             | +15             | +13             | +11             | +14             | +15             | +17             | +17             | +18             | +18             | +18             | +19             | +16             | +16             | +14             |

*1; Thomas Letsch en zijn staf werden tijdens speelronde 2 vervangen door Johannes Spors, Edward Sturing en Nicky Hofs vanwege Coronabesmettingen.
| (Eind)stand         | Kwalificatie voor                                                          |
| ------------------- | -------------------------------------------------------------------------- |
| 1                   | Groepsfase Champions League                                                |
| 2                   | Tweede voorronde (niet kampioenen) Champions League                        |
| 3*2                 | play-offronde Europa League (ticket KNVB Beker)*2                          |
| 3 4*2               | Derde voorronde (niet kampioenen) Europa Conference League                 |
| 4 t/m 7 5 t/m 8*2   | Play-offs voor tweede voorronde (niet kampioenen) Europa Conference League |
| 8 t/m 15 9 t/m 15*2 | –                                                                          |
| 16                  | Play-offs tegen degradatie naar de Eerste divisie                          |
| 17 & 18             | Degradatie naar de Eerste divisie                                          |

*2; Na de bekerwinst door Ajax (na speelronde 29) ging het ticket van de bekerwinnaar naar plaats 3, de overige Europese tickets schoven een positie op.

### Toeschouwersaantallen
| Tegenstander              | ADO | AJA | AZ | EMM | FEY | FOR | GRO | HEE | HER | PEC | PSV | RKC | SPA   | TWE | UTR | VVV | WIL | Totaal (Gem.) |
| ------------------------- | --- | --- | -- | --- | --- | --- | --- | --- | --- | --- | --- | --- | ----- | --- | --- | --- | --- | ------------- |
| Vitesse thuis (GelreDome) | -   | -   | -  | -   | -   | -   | -   | -   | -   | -   | -   | -   | 4.914 | -   | -   | -   | -   | 4.914 (4.914) |
| Vitesse uit               | -   | -   | -  | -   | -   | -   | -   | -   | -   | -   | -   | -   | -     | -   | -   | -   | -   | - (-)         |

### Topscorers
| Nr.                         | Naam                        | Goal |
| --------------------------- | --------------------------- | ---- |
| 1.                          | Armando Broja               | 10   |
| 1.                          | Loïs Openda                 | 10   |
| 3.                          | Oussama Darfalou            | 8    |
| 4.                          | Oussama Tannane             | 7    |
| 5.                          | Riechedly Bazoer            | 5    |
| 6.                          | Jacob Rasmussen             | 2    |
| 6.                          | Sondre Tronstad             | 2    |
| 6.                          | Patrick Vroegh              | 2    |
| 9.                          | Thomas Buitink              | 1    |
| 9.                          | Matúš Bero                  | 1    |
| 9.                          | Danilho Doekhi              | 1    |
| 9.                          | Idrissa Touré               | 1    |
| 9.                          | Maximilian Wittek           | 1    |
| Eigen doelpunt tegenstander | Eigen doelpunt tegenstander | 1    |
| Totaal                      | Totaal                      | 52   |

| Nr.    | Naam            | Goal |
| ------ | --------------- | ---- |
| 1.     | Loïs Openda     | 3    |
| 2.     | Matúš Bero      | 1    |
| 2.     | Armando Broja   | 1    |
| 2.     | Thomas Buitink  | 1    |
| 2.     | Million Manhoef | 1    |
| 2.     | Oussama Tannane | 1    |
| Totaal | Totaal          | 8    |

| Nr.                         | Naam                        | Goal |
| --------------------------- | --------------------------- | ---- |
| 1.                          | Loïs Openda                 | 13   |
| 2.                          | Armando Broja               | 11   |
| 3.                          | Oussama Darfalou            | 8    |
| 3.                          | Oussama Tannane             | 8    |
| 5.                          | Riechedly Bazoer            | 5    |
| 6.                          | Matúš Bero                  | 2    |
| 6.                          | Thomas Buitink              | 2    |
| 6.                          | Jacob Rasmussen             | 2    |
| 6.                          | Sondre Tronstad             | 2    |
| 6.                          | Patrick Vroegh              | 2    |
| 11.                         | Danilho Doekhi              | 1    |
| 11.                         | Million Manhoef             | 1    |
| 11.                         | Idrissa Touré               | 1    |
| 11.                         | Maximilian Wittek           | 1    |
| Eigen doelpunt tegenstander | Eigen doelpunt tegenstander | 1    |
| Totaal                      | Totaal                      | 60   |

## Staf eerste elftal 2020/21
Voorafgaand aan het seizoen vonden een aantal wijzigingen plaats in de staf van het eerste elftal:
- Op 19 mei werd bekendgemaakt dat Edward Sturing in het seizoen 2020-2021 geen hoofdtrainer meer zou zijn; Sturing werd later aangesteld als het nieuwe Hoofd van de Vitesse Voetbal Academie.[6]
- Op 26 mei werd bekendgemaakt dat Thomas Letsch is aangesteld als nieuwe hoofdtrainer.[5] Hij tekende een contract voor twee jaar.
- Op 4 juni werd bekendgemaakt dat Joseph Oosting een contractverlenging van twee jaar heeft getekend.[7] Hij blijft assistent-trainer bij het eerste elftal.
- Op 5 juni werd bekendgemaakt dat Nicky Hofs trainer wordt bij Vitesse O21.[8] Hofs was de afgelopen drie seizoenen assistent-trainer bij het eerste elftal.
- Op 19 juni werd bekendgemaakt dat keeperstrainer Raimond van der Gouw vertrekt naar PSV.[10] Van der Gouw was sinds 2009 als keeperstrainer actief bij Vitesse.
- Op 25 juni maakte Vitesse de stafindeling van het eerste elftal voor het seizoen 2020-2021 bekend.[11] Rein Baart wordt keeperstrainer (promotie vanuit Jong Vitesse / Vitesse Voetbal Academie), Jan Fießer wordt assistent-trainer en Dennis van der Meulen wordt video-analist.
- Op 11 september werd bekendgemaakt dat Theo Schers en Carlijn van den Berg de nieuwe clubartsen zijn.[33] Van den Berg is als clubarts aanwezig bij de wedstrijden en Schers is gedurende de trainingsweek bij het team op Papendal.

Tegen het einde van het seizoen verlengde Thomas Letsch zijn contract tot medio 2023.
Overzicht staf eerste elftal
|                    | Naam                  | Functie                                    | Contract tot |
| ------------------ | --------------------- | ------------------------------------------ | ------------ |
| Vlag van Duitsland | Thomas Letsch         | Hoofdtrainer/Coach                         | 30 juni 2023 |
| Vlag van Nederland | Joseph Oosting        | Assistent-trainer                          |              |
| Vlag van Duitsland | Jan Fießer            | Assistent-trainer                          |              |
| Vlag van Nederland | Rein Baart            | Keeperstrainer                             |              |
| Vlag van Nederland | Jan van Norel         | Fysiek trainer                             |              |
| Vlag van Nederland | Tim Arends            | Fysiek trainer                             |              |
| Vlag van Nederland | Dennis van der Meulen | Video-analist                              |              |
| Vlag van Nederland | Jos Kortekaas         | Coördinator medische staf / Fysiotherapeut |              |
| Vlag van Nederland | Koen Verheijen        | Fysiotherapeut                             |              |
| Vlag van Nederland | Tijmen Gores          | Fysiotherapeut                             |              |
| Vlag van Nederland | Mirjam Clifford       | Teammanager                                |              |
| Vlag van Nederland | Marco Kamphuis        | Materiaalman                               |              |
| Vlag van Nederland | Chris van Dee         | Materiaalman                               |              |
| Vlag van Nederland | Theo Schers           | Clubarts                                   |              |
| Vlag van Nederland | Carlijn van den Berg  | Clubarts                                   |              |

## Selectie in het seizoen 2020/21
Tot de selectie 2020/21 worden alle spelers gerekend die gedurende (een deel van) het seizoen tot de selectie van het eerste elftal hebben behoord volgens de Vitesse-website, dus ook als ze bijvoorbeeld geen wedstrijd gespeeld hebben of tijdens het seizoen zijn vertrokken naar een andere club. De spelers van de Vitesse Voetbal Academie worden hier ook tot de selectie gerekend, als ze bij minimaal één officiële wedstrijd van het eerste elftal tot de wedstrijdselectie behoorden.

### Selectie
| Nr.             | Nat.                                      | Naam                | Contract        | Geboortedatum     | Seizoen         | Vorige club                       | Debuut Vitesse    |
| Doelverdediging | Doelverdediging                           | Doelverdediging     | Doelverdediging | Doelverdediging   | Doelverdediging | Doelverdediging                   | Doelverdediging   |
| --------------- | ----------------------------------------- | ------------------- | --------------- | ----------------- | --------------- | --------------------------------- | ----------------- |
| 22              | Vlag van Nederland                        | Remko Pasveer       | 2021            | 8 november 1983   | 4e              | PSV                               | 5 augustus 2017   |
| 23              | Vlag van Nederland                        | Bilal Bayazit       | 2021            | 8 april 1999      | 4e              | Vitesse Voetbal Academie          | –                 |
| 24              | Vlag van Nederland                        | Jeroen Houwen       | 2023            | 18 februari 1996  | 8e              | Go Ahead Eagles (verhuur Vitesse) | 19 november 2017  |
| 43              | Vlag van Nederland                        | Job Froeling*1      | ?               | 15 april 2002     | 1e              | Vitesse Voetbal Academie          | –                 |
| Verdediging     |                                           |                     |                 |                   |                 |                                   |                   |
| 02              | Vlag van Israël                           | Eli Dasa            | 2022            | 3 december 1992   | 2e              | Maccabi Tel Aviv FC               | 29 september 2019 |
| 03              | Vlag van Nederland                        | Danilho Doekhi      | 2022            | 30 juni 1998      | 3e              | AFC Ajax                          | 26 september 2018 |
| 05              | Vlag van Engeland                         | Max Clark*2         | 2021            | 19 januari 1996   | 3e              | Hull City                         | 9 augustus 2018   |
| 06              | Vlag van Denemarken                       | Jacob Rasmussen     | 2021 (huur)     | 28 mei 1997       | 1e              | ACF Fiorentina                    | 13 september 2020 |
| 16              | Vlag van Kroatië                          | Dominik Oroz        | 2023            | 29 oktober 2000   | 1e              | FC Liefering                      | 12 januari 2021   |
| 18              | Vlag van Tsjechië                         | Tomáš Hájek         | 2022            | 1 december 1991   | 2e              | FC Viktoria Pilsen                | 29 oktober 2019   |
| 32              | Vlag van Duitsland                        | Maximilian Wittek   | 2023            | 21 augustus 1995  | 1e              | SpVgg Greuther Fürth              | 13 september 2020 |
| 39              | Vlag van Nederland                        | Enzo Cornelisse     | 2022            | 1 januari 2003    | 1e              | Vitesse Voetbal Academie          | 3 oktober 2020    |
| 41              | Vlag van Nederland                        | Brend Leeflang*1    | 2022            | 22 oktober 2001   | 2e              | Vitesse Voetbal Academie          | –                 |
| 49              | Vlag van Nederland                        | Giovanni van Zwam*1 | ?               | 2 januari 2004    | 1e              | Vitesse Voetbal Academie          | –                 |
| Middenveld      |                                           |                     |                 |                   |                 |                                   |                   |
| 08              | Vlag van Noorwegen                        | Sondre Tronstad     | 2023            | 26 augustus 1995  | 2e              | FK Haugesund                      | 1 februari 2020   |
| 10              | Vlag van Nederland                        | Riechedly Bazoer    | 2022            | 12 oktober 1996   | 2e              | VfL Wolfsburg                     | 3 augustus 2019   |
| 20              | Vlag van Nederland                        | Thomas Bruns        | 2021            | 7 januari 1992    | 4e              | VVV-Venlo (verhuur Vitesse)       | 5 augustus 2017   |
| 21              | Vlag van Slowakije                        | Matúš Bero          | 2022            | 6 september 1995  | 3e              | Trabzonspor                       | 26 juli 2018      |
| 27              | Vlag van Duitsland                        | Idrissa Touré       | 2021 (huur)     | 29 april 1998     | 1e              | Juventus FC                       | 13 september 2020 |
| 36              | Vlag van Nederland                        | Patrick Vroegh      | 2023            | 29 november 1999  | 2e              | Vitesse Voetbal Academie          | 19 oktober 2019   |
| 40              | Vlag van Nederland                        | Daan Huisman        | 2023            | 26 juli 2002      | 1e              | Vitesse Voetbal Academie          | 19 september 2020 |
| 42              | Vlag van Nederland                        | Million Manhoef     | 2023            | 3 januari 2002    | 1e              | Vitesse Voetbal Academie          | 26 september 2020 |
| 47              | Vlag van Nederland                        | Nouri Cheung*1      | ?               | 15 mei 2002       | 1e              | Vitesse Voetbal Academie          | –                 |
| Aanval          |                                           |                     |                 |                   |                 |                                   |                   |
| 07              | Vlag van België                           | Loïs Openda         | 2021 (huur)     | 16 februari 2000  | 1e              | Club Brugge                       | 13 september 2020 |
| 09              | Vlag van Algerije                         | Oussama Darfalou    | 2022            | 29 september 1993 | 3e              | VVV-Venlo (verhuur Vitesse)       | 12 augustus 2018  |
| 11              | Vlag van Albanië · Vlag van Engeland      | Armando Broja       | 2021 (huur)     | 10 september 2001 | 1e              | Chelsea FC                        | 13 september 2020 |
| 14              | Vlag van Marokko · Vlag van Nederland     | Oussama Tannane     | 2022            | 23 maart 1994     | 2e              | AS Saint-Étienne                  | 3 augustus 2019   |
| 15              | Vlag van Noorwegen                        | Filip Delaveris*2   | 2023            | 10 december 2000  | 2e              | Odds BK                           | 18 oktober 2020   |
| 16              | Vlag van Nederland                        | Roy Beerens*2       | 2021            | 22 december 1987  | 4e              | Reading FC                        | 2 februari 2018   |
| 17              | Vlag van Nigeria                          | Hilary Gong         | 2022            | 10 oktober 1998   | 3e              | AS Trenčín                        | 26 juli 2018      |
| 19              | Vlag van Nederland                        | Noah Ohio           | 2022 (huur)     | 16 januari 2003   | 1e              | RB Leipzig                        | 27 januari 2021   |
| 29              | Vlag van Nederland                        | Thomas Buitink*2    | 2023            | 14 juni 2000      | 4e              | Vitesse Voetbal Academie          | 11 februari 2018  |
| 44              | Vlag van Nederland · Vlag van El Salvador | Enrico Hernández*1  | 2023            | 23 februari 2001  | 1e              | Vitesse Voetbal Academie          | 17 december 2020  |

*1 Betreft een speler van de Vitesse Voetbal Academie.

*2 Speler vertrok gedurende het seizoen.

### Statistieken
Legenda
| - W Wedstrijden - Doelpunten | - Gele kaarten (inclusief 2× geel) - 2× gele kaart in 1 wedstrijd - Rode kaarten (inclusief 2× geel) | - B Bankzitter, zonder speeltijd - min Speelminuten (exclusief blessuretijd) |

| Naam              | Eredivisie      | Eredivisie      | Eredivisie      | Eredivisie      | Eredivisie      | Eredivisie      | Eredivisie      |                 | KNVB beker      | KNVB beker      | KNVB beker      | KNVB beker      | KNVB beker      | KNVB beker      | KNVB beker      |                 | Totaal          | Totaal          | Totaal          | Totaal          | Totaal          | Totaal          | Totaal          |                 |                 |                 |                 |                 |                 |                 |                 |                 |                 |                 |                 |                 |                 |                 |                 |                 |                 |                 |                 |                 |                 |                 |                 |
| Naam              | W               |                 |                 |                 |                 | B               | min             |                 | W               |                 |                 |                 |                 | B               | min             |                 | W               |                 |                 |                 |                 | B               | min             |                 |                 |                 |                 |                 |                 |                 |                 |                 |                 |                 |                 |                 |                 |                 |                 |                 |                 |                 |                 |                 |                 |                 |                 |
| Doelverdediging   | Doelverdediging | Doelverdediging | Doelverdediging | Doelverdediging | Doelverdediging | Doelverdediging | Doelverdediging | Doelverdediging | Doelverdediging | Doelverdediging | Doelverdediging | Doelverdediging | Doelverdediging | Doelverdediging | Doelverdediging | Doelverdediging | Doelverdediging | Doelverdediging | Doelverdediging | Doelverdediging | Doelverdediging | Doelverdediging | Doelverdediging | Doelverdediging | Doelverdediging | Doelverdediging | Doelverdediging | Doelverdediging | Doelverdediging | Doelverdediging | Doelverdediging | Doelverdediging | Doelverdediging | Doelverdediging | Doelverdediging | Doelverdediging | Doelverdediging | Doelverdediging | Doelverdediging | Doelverdediging | Doelverdediging | Doelverdediging | Doelverdediging | Doelverdediging | Doelverdediging | Doelverdediging | Doelverdediging |
| ----------------- | --------------- | --------------- | --------------- | --------------- | --------------- | --------------- | --------------- | --------------- | --------------- | --------------- | --------------- | --------------- | --------------- | --------------- | --------------- | --------------- | --------------- | --------------- | --------------- | --------------- | --------------- | --------------- | --------------- | --------------- | --------------- | --------------- | --------------- | --------------- | --------------- | --------------- | --------------- | --------------- | --------------- | --------------- | --------------- | --------------- | --------------- | --------------- | --------------- | --------------- | --------------- | --------------- | --------------- | --------------- | --------------- | --------------- | --------------- |
| Bilal Bayazit     | 0               | 0               | 0               | 0               | 0               | 22              | 0               |                 | 0               | 0               | 0               | 0               | 0               | 3               | 0               |                 | 0               | 0               | 0               | 0               | 0               | 25              | 0               |                 |                 |                 |                 |                 |                 |                 |                 |                 |                 |                 |                 |                 |                 |                 |                 |                 |                 |                 |                 |                 |                 |                 |                 |
| Job Froeling      | 0               | 0               | 0               | 0               | 0               | 3               | 0               |                 | 0               | 0               | 0               | 0               | 0               | 0               | 0               |                 | 0               | 0               | 0               | 0               | 0               | 3               | 0               |                 |                 |                 |                 |                 |                 |                 |                 |                 |                 |                 |                 |                 |                 |                 |                 |                 |                 |                 |                 |                 |                 |                 |                 |
| Jeroen Houwen     | 1               | 0               | 0               | 0               | 0               | 33              | 90              |                 | 0               | 0               | 0               | 0               | 0               | 5               | 0               |                 | 1               | 0               | 0               | 0               | 0               | 38              | 90              |                 |                 |                 |                 |                 |                 |                 |                 |                 |                 |                 |                 |                 |                 |                 |                 |                 |                 |                 |                 |                 |                 |                 |                 |
| Remko Pasveer     | 33              | 0               | 0               | 0               | 0               | 0               | 2970            |                 | 5               | 0               | 0               | 0               | 0               | 0               | 450             |                 | 38              | 0               | 0               | 0               | 0               | 0               | 3420            |                 |                 |                 |                 |                 |                 |                 |                 |                 |                 |                 |                 |                 |                 |                 |                 |                 |                 |                 |                 |                 |                 |                 |                 |
| Verdediging       |                 |                 |                 |                 |                 |                 |                 |                 |                 |                 |                 |                 |                 |                 |                 |                 |                 |                 |                 |                 |                 |                 |                 |                 |                 |                 |                 |                 |                 |                 |                 |                 |                 |                 |                 |                 |                 |                 |                 |                 |                 |                 |                 |                 |                 |                 |                 |
| Max Clark         | 0               | 0               | 0               | 0               | 0               | 0               | 0               |                 | 0               | 0               | 0               | 0               | 0               | 0               | 0               |                 | 0               | 0               | 0               | 0               | 0               | 0               | 0               |                 |                 |                 |                 |                 |                 |                 |                 |                 |                 |                 |                 |                 |                 |                 |                 |                 |                 |                 |                 |                 |                 |                 |                 |
| Enzo Cornelisse   | 6               | 0               | 0               | 0               | 1               | 24              | 336             |                 | 0               | 0               | 0               | 0               | 0               | 5               | 0               |                 | 6               | 0               | 0               | 0               | 1               | 29              | 336             |                 |                 |                 |                 |                 |                 |                 |                 |                 |                 |                 |                 |                 |                 |                 |                 |                 |                 |                 |                 |                 |                 |                 |                 |
| Eli Dasa          | 30              | 0               | 2               | 0               | 0               | 0               | 2669            |                 | 3               | 0               | 0               | 0               | 0               | 1               | 226             |                 | 33              | 0               | 2               | 0               | 0               | 1               | 2895            |                 |                 |                 |                 |                 |                 |                 |                 |                 |                 |                 |                 |                 |                 |                 |                 |                 |                 |                 |                 |                 |                 |                 |                 |
| Danilho Doekhi    | 32              | 1               | 1               | 0               | 0               | 0               | 2880            |                 | 5               | 0               | 0               | 0               | 0               | 0               | 450             |                 | 37              | 1               | 1               | 0               | 0               | 0               | 3330            |                 |                 |                 |                 |                 |                 |                 |                 |                 |                 |                 |                 |                 |                 |                 |                 |                 |                 |                 |                 |                 |                 |                 |                 |
| Tomáš Hájek       | 14              | 0               | 4               | 0               | 0               | 20              | 760             |                 | 4               | 0               | 0               | 0               | 0               | 1               | 18              |                 | 18              | 0               | 4               | 0               | 0               | 21              | 778             |                 |                 |                 |                 |                 |                 |                 |                 |                 |                 |                 |                 |                 |                 |                 |                 |                 |                 |                 |                 |                 |                 |                 |                 |
| Brend Leeflang    | 0               | 0               | 0               | 0               | 0               | 2               | 0               |                 | 0               | 0               | 0               | 0               | 0               | 1               | 0               |                 | 0               | 0               | 0               | 0               | 0               | 3               | 0               |                 |                 |                 |                 |                 |                 |                 |                 |                 |                 |                 |                 |                 |                 |                 |                 |                 |                 |                 |                 |                 |                 |                 |                 |
| Dominik Oroz      | 7               | 0               | 0               | 0               | 0               | 12              | 265             |                 | 1               | 0               | 0               | 0               | 0               | 3               | 44              |                 | 8               | 0               | 0               | 0               | 0               | 15              | 309             |                 |                 |                 |                 |                 |                 |                 |                 |                 |                 |                 |                 |                 |                 |                 |                 |                 |                 |                 |                 |                 |                 |                 |                 |
| Jacob Rasmussen   | 28              | 2               | 3               | 0               | 0               | 1               | 2476            |                 | 5               | 0               | 0               | 0               | 1               | 0               | 446             |                 | 33              | 2               | 3               | 0               | 1               | 1               | 2922            |                 |                 |                 |                 |                 |                 |                 |                 |                 |                 |                 |                 |                 |                 |                 |                 |                 |                 |                 |                 |                 |                 |                 |                 |
| Maximilian Wittek | 32              | 1               | 5               | 0               | 0               | 0               | 2734            |                 | 5               | 0               | 1               | 0               | 0               | 0               | 448             |                 | 37              | 1               | 6               | 0               | 0               | 0               | 3182            |                 |                 |                 |                 |                 |                 |                 |                 |                 |                 |                 |                 |                 |                 |                 |                 |                 |                 |                 |                 |                 |                 |                 |                 |
| Giovanni van Zwam | 0               | 0               | 0               | 0               | 0               | 1               | 0               |                 | 0               | 0               | 0               | 0               | 0               | 0               | 0               |                 | 0               | 0               | 0               | 0               | 0               | 1               | 0               |                 |                 |                 |                 |                 |                 |                 |                 |                 |                 |                 |                 |                 |                 |                 |                 |                 |                 |                 |                 |                 |                 |                 |                 |
| Middenveld        |                 |                 |                 |                 |                 |                 |                 |                 |                 |                 |                 |                 |                 |                 |                 |                 |                 |                 |                 |                 |                 |                 |                 |                 |                 |                 |                 |                 |                 |                 |                 |                 |                 |                 |                 |                 |                 |                 |                 |                 |                 |                 |                 |                 |                 |                 |                 |
| Riechedly Bazoer  | 29              | 5               | 8               | 1               | 2               | 0               | 2457            |                 | 5               | 0               | 1               | 0               | 0               | 0               | 434             |                 | 34              | 5               | 9               | 1               | 2               | 0               | 2891            |                 |                 |                 |                 |                 |                 |                 |                 |                 |                 |                 |                 |                 |                 |                 |                 |                 |                 |                 |                 |                 |                 |                 |                 |
| Matúš Bero        | 27              | 1               | 6               | 0               | 0               | 0               | 2288            |                 | 4               | 1               | 1               | 0               | 0               | 0               | 360             |                 | 31              | 2               | 7               | 0               | 0               | 0               | 2648            |                 |                 |                 |                 |                 |                 |                 |                 |                 |                 |                 |                 |                 |                 |                 |                 |                 |                 |                 |                 |                 |                 |                 |                 |
| Thomas Bruns      | 21              | 0               | 5               | 0               | 0               | 10              | 1163            |                 | 2               | 0               | 0               | 0               | 0               | 3               | 89              |                 | 23              | 0               | 5               | 0               | 0               | 13              | 1252            |                 |                 |                 |                 |                 |                 |                 |                 |                 |                 |                 |                 |                 |                 |                 |                 |                 |                 |                 |                 |                 |                 |                 |                 |
| Nouri Cheung      | 0               | 0               | 0               | 0               | 0               | 1               | 0               |                 | 0               | 0               | 0               | 0               | 0               | 0               | 0               |                 | 0               | 0               | 0               | 0               | 0               | 1               | 0               |                 |                 |                 |                 |                 |                 |                 |                 |                 |                 |                 |                 |                 |                 |                 |                 |                 |                 |                 |                 |                 |                 |                 |                 |
| Daan Huisman      | 20              | 0               | 1               | 0               | 0               | 12              | 562             |                 | 3               | 0               | 0               | 0               | 0               | 2               | 122             |                 | 23              | 0               | 1               | 0               | 0               | 14              | 684             |                 |                 |                 |                 |                 |                 |                 |                 |                 |                 |                 |                 |                 |                 |                 |                 |                 |                 |                 |                 |                 |                 |                 |                 |
| Million Manhoef   | 11              | 0               | 1               | 0               | 0               | 19              | 320             |                 | 2               | 1               | 0               | 0               | 0               | 3               | 179             |                 | 13              | 1               | 1               | 0               | 0               | 22              | 499             |                 |                 |                 |                 |                 |                 |                 |                 |                 |                 |                 |                 |                 |                 |                 |                 |                 |                 |                 |                 |                 |                 |                 |                 |
| Sondre Tronstad   | 23              | 2               | 5               | 0               | 0               | 2               | 1793            |                 | 3               | 0               | 0               | 0               | 0               | 0               | 270             |                 | 26              | 2               | 5               | 0               | 0               | 2               | 2063            |                 |                 |                 |                 |                 |                 |                 |                 |                 |                 |                 |                 |                 |                 |                 |                 |                 |                 |                 |                 |                 |                 |                 |                 |
| Idrissa Touré     | 20              | 1               | 2               | 0               | 1               | 10              | 533             |                 | 2               | 0               | 1               | 0               | 0               | 2               | 57              |                 | 22              | 1               | 3               | 0               | 1               | 12              | 590             |                 |                 |                 |                 |                 |                 |                 |                 |                 |                 |                 |                 |                 |                 |                 |                 |                 |                 |                 |                 |                 |                 |                 |                 |
| Patrick Vroegh    | 16              | 2               | 1               | 0               | 0               | 10              | 516             |                 | 2               | 0               | 0               | 0               | 0               | 2               | 105             |                 | 18              | 2               | 1               | 0               | 0               | 12              | 621             |                 |                 |                 |                 |                 |                 |                 |                 |                 |                 |                 |                 |                 |                 |                 |                 |                 |                 |                 |                 |                 |                 |                 |                 |
| Aanval            |                 |                 |                 |                 |                 |                 |                 |                 |                 |                 |                 |                 |                 |                 |                 |                 |                 |                 |                 |                 |                 |                 |                 |                 |                 |                 |                 |                 |                 |                 |                 |                 |                 |                 |                 |                 |                 |                 |                 |                 |                 |                 |                 |                 |                 |                 |                 |
| Roy Beerens       | 0               | 0               | 0               | 0               | 0               | 0               | 0               |                 | 0               | 0               | 0               | 0               | 0               | 0               | 0               |                 | 0               | 0               | 0               | 0               | 0               | 0               | 0               |                 |                 |                 |                 |                 |                 |                 |                 |                 |                 |                 |                 |                 |                 |                 |                 |                 |                 |                 |                 |                 |                 |                 |                 |
| Armando Broja     | 30              | 10              | 2               | 0               | 0               | 2               | 1874            |                 | 4               | 1               | 0               | 0               | 0               | 0               | 302             |                 | 34              | 11              | 2               | 0               | 0               | 2               | 2176            |                 |                 |                 |                 |                 |                 |                 |                 |                 |                 |                 |                 |                 |                 |                 |                 |                 |                 |                 |                 |                 |                 |                 |                 |
| Thomas Buitink    | 14              | 1               | 2               | 0               | 0               | 3               | 293             |                 | 2               | 1               | 0               | 0               | 0               | 0               | 41              |                 | 16              | 2               | 2               | 0               | 0               | 3               | 334             |                 |                 |                 |                 |                 |                 |                 |                 |                 |                 |                 |                 |                 |                 |                 |                 |                 |                 |                 |                 |                 |                 |                 |                 |
| Oussama Darfalou  | 32              | 8               | 2               | 0               | 0               | 2               | 1461            |                 | 4               | 0               | 0               | 0               | 0               | 1               | 121             |                 | 36              | 8               | 2               | 0               | 0               | 3               | 1582            |                 |                 |                 |                 |                 |                 |                 |                 |                 |                 |                 |                 |                 |                 |                 |                 |                 |                 |                 |                 |                 |                 |                 |                 |
| Filip Delaveris   | 1               | 0               | 0               | 0               | 0               | 1               | 2               |                 | 0               | 0               | 0               | 0               | 0               | 0               | 0               |                 | 1               | 0               | 0               | 0               | 0               | 1               | 2               |                 |                 |                 |                 |                 |                 |                 |                 |                 |                 |                 |                 |                 |                 |                 |                 |                 |                 |                 |                 |                 |                 |                 |                 |
| Hilary Gong       | 7               | 0               | 0               | 0               | 0               | 19              | 113             |                 | 1               | 0               | 0               | 0               | 0               | 4               | 1               |                 | 8               | 0               | 0               | 0               | 0               | 23              | 114             |                 |                 |                 |                 |                 |                 |                 |                 |                 |                 |                 |                 |                 |                 |                 |                 |                 |                 |                 |                 |                 |                 |                 |                 |
| Enrico Hernández  | 2               | 0               | 0               | 0               | 0               | 7               | 78              |                 | 1               | 0               | 0               | 0               | 0               | 1               | 0               |                 | 3               | 0               | 0               | 0               | 0               | 8               | 78              |                 |                 |                 |                 |                 |                 |                 |                 |                 |                 |                 |                 |                 |                 |                 |                 |                 |                 |                 |                 |                 |                 |                 |                 |
| Noah Ohio         | 4               | 0               | 0               | 0               | 0               | 9               | 26              |                 | 0               | 0               | 0               | 0               | 0               | 3               | 0               |                 | 4               | 0               | 0               | 0               | 0               | 12              | 26              |                 |                 |                 |                 |                 |                 |                 |                 |                 |                 |                 |                 |                 |                 |                 |                 |                 |                 |                 |                 |                 |                 |                 |                 |
| Loïs Openda       | 33              | 10              | 1               | 0               | 0               | 1               | 2435            |                 | 5               | 3               | 0               | 0               | 0               | 0               | 369             |                 | 38              | 13              | 1               | 0               | 0               | 1               | 2804            |                 |                 |                 |                 |                 |                 |                 |                 |                 |                 |                 |                 |                 |                 |                 |                 |                 |                 |                 |                 |                 |                 |                 |                 |
| Oussama Tannane   | 29              | 7               | 9               | 1               | 1               | 1               | 2415            |                 | 5               | 1               | 2               | 0               | 0               | 0               | 414             |                 | 34              | 8               | 11              | 1               | 1               | 1               | 2829            |                 |                 |                 |                 |                 |                 |                 |                 |                 |                 |                 |                 |                 |                 |                 |                 |                 |                 |                 |                 |                 |                 |                 |                 |
| Totaal            | 34              | 52              | 60              | 2               | 5               | 227             | 3060            |                 | 5               | 8               | 6               | 0               | 1               | 40              | 450             |                 | 39              | 60              | 66              | 2               | 6               | 267             | 3510            |                 |                 |                 |                 |                 |                 |                 |                 |                 |                 |                 |                 |                 |                 |                 |                 |                 |                 |                 |                 |                 |                 |                 |                 |
|                   | W               |                 |                 |                 |                 | B               | min             |                 | W               |                 |                 |                 |                 | B               | min             |                 | W               |                 |                 |                 |                 | B               | min             |                 |                 |                 |                 |                 |                 |                 |                 |                 |                 |                 |                 |                 |                 |                 |                 |                 |                 |                 |                 |                 |                 |                 |                 |
| Eredivisie        | Eredivisie      | Eredivisie      | Eredivisie      | Eredivisie      | Eredivisie      | Eredivisie      |                 | KNVB beker      | KNVB beker      | KNVB beker      | KNVB beker      | KNVB beker      | KNVB beker      | KNVB beker      |                 | Totaal          | Totaal          | Totaal          | Totaal          | Totaal          | Totaal          | Totaal          |                 |                 |                 |                 |                 |                 |                 |                 |                 |                 |                 |                 |                 |                 |                 |                 |                 |                 |                 |                 |                 |                 |                 |                 |                 |

### Mutaties

#### Aangetrokken in de zomer
| Speler            | Vorige club          | Contract                           |
| ----------------- | -------------------- | ---------------------------------- |
| Armando Broja     | Chelsea FC           | 2021 (op huurbasis)                |
| Thomas Bruns      | VVV-Venlo            | 2021 (was verhuurd)                |
| Oussama Darfalou  | VVV-Venlo            | 2022 (was verhuurd)                |
| Jeroen Houwen     | Go Ahead Eagles      | 2021 (was verhuurd)                |
| Loïs Openda       | Club Brugge          | 2021 (op huurbasis)                |
| Jacob Rasmussen   | ACF Fiorentina       | 2021 (op huurbasis, optie +1 jaar) |
| Idrissa Touré     | Juventus FC          | 2021 (op huurbasis)                |
| Maximilian Wittek | SpVgg Greuther Fürth | 2023                               |

#### Vertrokken in de zomer
| Speler             | Nieuwe club         | Mutatietype                      |
| ------------------ | ------------------- | -------------------------------- |
| Özgür Aktaş        | Fortuna Sittard     | Einde contract                   |
| Joshua Brenet      | TSG 1899 Hoffenheim | Einde huurperiode                |
| Nouha Dicko        | Hull City           | Einde huurperiode                |
| Jay-Roy Grot       | Leeds United        | Einde huurperiode                |
| Khalid Karami      | n.n.b.              | Einde contract (en was verhuurd) |
| Kostas Lamprou     | RKC Waalwijk        | Einde contract                   |
| Julian Lelieveld   | BV De Graafschap    | Einde contract                   |
| Bryan Linssen      | Feyenoord           | Einde contract                   |
| Tim Matavž         | Al-Wahda FC         | Einde contract                   |
| Richie Musaba      | Fortuna Sittard     | Transfer                         |
| Charly Musonda jr. | Chelsea FC          | Einde huurperiode                |
| Armando Obispo     | PSV                 | Einde huurperiode                |

#### Aangetrokken in de winter
| Speler       | Vorige club  | Contract             |
| ------------ | ------------ | -------------------- |
| Noah Ohio    | RB Leipzig   | 2022 (op huurbasis)  |
| Dominik Oroz | FC Liefering | 2023 (optie +1 jaar) |

#### Vertrokken in de winter
| Speler          | Nieuwe club   | Mutatietype                        |
| --------------- | ------------- | ---------------------------------- |
| Roy Beerens     | n.v.t.        | Contract ontbonden, einde carrière |
| Thomas Buitink  | PEC Zwolle    | Verhuur                            |
| Max Clark       | Hull City AFC | Transfer                           |
| Filip Delaveris | SK Brann      | Transfer                           |
| Roy Kuijpers    | FC Den Bosch  | Verhuur                            |
| Yassin Oukili   | RKC Waalwijk  | Transfer                           |

#### Contractverlenging
| Speler            | Contract oud             | Contract nieuw       |
| ----------------- | ------------------------ | -------------------- |
| Thomas Buitink    | 2022                     | 2023                 |
| Enzo Cornelisse   | Vitesse Voetbal Academie | 2022 (optie +1 jaar) |
| Espen van Ee      | Vitesse Voetbal Academie | 2023                 |
| Enrico Hernández  | Vitesse Voetbal Academie | 2023                 |
| Jeroen Houwen     | 2021                     | 2023                 |
| Daan Huisman      | Vitesse Voetbal Academie | 2022 (optie +1 jaar) |
| Daan Huisman      | 2022                     | 2023 (optie +1 jaar) |
| Miliano Jonathans | Vitesse Voetbal Academie | 2023                 |
| Brend Leeflang    | Vitesse Voetbal Academie | 2022 (optie +1 jaar) |
| Million Manhoef   | Vitesse Voetbal Academie | 2023                 |
| Eelco Mostert     | Vitesse Voetbal Academie | 2022 (optie +1 jaar) |
| Remko Pasveer     | 2020                     | 2021                 |
| Gyan de Regt      | Vitesse Voetbal Academie | 2022 (optie +1 jaar) |
| Patrick Vroegh    | 2020                     | 2023                 |

## Wedstrijden

### Eredivisie
Speelronde 1:
| zondag 13 september 2020, 16:45 | RKC Waalwijk | 0–1 (0–1) | Vitesse        | Opstelling RKC Waalwijk | Opstelling Vitesse |  |
| Stadion: Mandemakers Stadion, Waalwijk Toeschouwers: 1.967 Arbiter: Van de Graaf Assistenten: Van de Ven Assistenten: Siebert 4de official: Gerrets Video-assistenten: Teuben Video-assistenten: Frijn |              |           | 45+2' Darfalou | Lamprou, Bakari, Nieuwpoort, Touba, Wouters 81' ( Lutonda), Van der Venne 55' ( Olsak), Anita, Tahiri , Efmorfidis 70' ( Min), Stokkers 70' ( Sow 88'), Daneels 82' ( El Haddouti) RESERVEBANK: M. Grim, Gaari, Nöstlinger, Augustijns | Pasveer , Doekhi, Bazoer, Rasmussen, Dasa, Bero, Bruns 85' ( Broja), Tannane, Wittek, Openda 65' ( Buitink 89'), Darfalou 75' ( Touré) RESERVEBANK: Houwen, Froeling, Gong, Hájek, Vroegh, Huisman, Manhoef |  |
| Stadion: Mandemakers Stadion, Waalwijk Toeschouwers: 1.967 Arbiter: Van de Graaf Assistenten: Van de Ven Assistenten: Siebert 4de official: Gerrets Video-assistenten: Teuben Video-assistenten: Frijn |              |           |                | Lamprou, Bakari, Nieuwpoort, Touba, Wouters 81' ( Lutonda), Van der Venne 55' ( Olsak), Anita, Tahiri , Efmorfidis 70' ( Min), Stokkers 70' ( Sow 88'), Daneels 82' ( El Haddouti) RESERVEBANK: M. Grim, Gaari, Nöstlinger, Augustijns | Pasveer , Doekhi, Bazoer, Rasmussen, Dasa, Bero, Bruns 85' ( Broja), Tannane, Wittek, Openda 65' ( Buitink 89'), Darfalou 75' ( Touré) RESERVEBANK: Houwen, Froeling, Gong, Hájek, Vroegh, Huisman, Manhoef |  |
| Stadion: Mandemakers Stadion, Waalwijk Toeschouwers: 1.967 Arbiter: Van de Graaf Assistenten: Van de Ven Assistenten: Siebert 4de official: Gerrets Video-assistenten: Teuben Video-assistenten: Frijn |              |           |                | Lamprou, Bakari, Nieuwpoort, Touba, Wouters 81' ( Lutonda), Van der Venne 55' ( Olsak), Anita, Tahiri , Efmorfidis 70' ( Min), Stokkers 70' ( Sow 88'), Daneels 82' ( El Haddouti) RESERVEBANK: M. Grim, Gaari, Nöstlinger, Augustijns | Pasveer , Doekhi, Bazoer, Rasmussen, Dasa, Bero, Bruns 85' ( Broja), Tannane, Wittek, Openda 65' ( Buitink 89'), Darfalou 75' ( Touré) RESERVEBANK: Houwen, Froeling, Gong, Hájek, Vroegh, Huisman, Manhoef |  |
| Bijz.: Vitesse draagt een wit-tenue met op de borst de tekst "Bedankt! Samen tegen Corona"; debuut Broja, Openda, Rasmussen, Touré, Wittek Afwezig: Clark, Delaveris, Tronstad (geblesseerd)           |              |           |                | | |  |

Speelronde 2:
| zaterdag 19 september 2020, 18:45 | Vitesse               | 2–0 (1–0) | Sparta Rotterdam | Opstelling Vitesse | Opstelling Sparta Rotterdam |  |
| Stadion: GelreDome, Arnhem Toeschouwers: 4.914 Arbiter: Kuipers Assistenten: Van Roekel Assistenten: Zeinstra 4de official: Dröge Video-assistenten: Van der Laan Video-assistenten: Van Kampen                                          | Tannane 27' Broja 82' |           |                  | Pasveer , Dasa, Doekhi, Bazoer, Hájek 53', Wittek, Bero, Bruns 88' ( Touré), Tannane, Openda 90+2' ( Huisman), Darfalou 44' 66' ( Broja) RESERVEBANK: Houwen, Froeling, Delaveris, Gong, Buitink, Vroegh, Cornelisse, Manhoef | Van Leer, Fortes, Vriends, Beugelsdijk, Heylen 20', 42', Pinto 54' ( 88'+), Harroui 6' 75' ( Meijers), Auassar 88' ( Mijnans), Smeets 75' ( Gravenberch), Thy 64' ( Emegha), Rayhi RESERVEBANK: Okoye, Fabrie, Abels, L. Duarte |  |
| Stadion: GelreDome, Arnhem Toeschouwers: 4.914 Arbiter: Kuipers Assistenten: Van Roekel Assistenten: Zeinstra 4de official: Dröge Video-assistenten: Van der Laan Video-assistenten: Van Kampen                                          |                       |           |                  | Pasveer , Dasa, Doekhi, Bazoer, Hájek 53', Wittek, Bero, Bruns 88' ( Touré), Tannane, Openda 90+2' ( Huisman), Darfalou 44' 66' ( Broja) RESERVEBANK: Houwen, Froeling, Delaveris, Gong, Buitink, Vroegh, Cornelisse, Manhoef | Van Leer, Fortes, Vriends, Beugelsdijk, Heylen 20', 42', Pinto 54' ( 88'+), Harroui 6' 75' ( Meijers), Auassar 88' ( Mijnans), Smeets 75' ( Gravenberch), Thy 64' ( Emegha), Rayhi RESERVEBANK: Okoye, Fabrie, Abels, L. Duarte |  |
| Stadion: GelreDome, Arnhem Toeschouwers: 4.914 Arbiter: Kuipers Assistenten: Van Roekel Assistenten: Zeinstra 4de official: Dröge Video-assistenten: Van der Laan Video-assistenten: Van Kampen                                          |                       |           |                  | Pasveer , Dasa, Doekhi, Bazoer, Hájek 53', Wittek, Bero, Bruns 88' ( Touré), Tannane, Openda 90+2' ( Huisman), Darfalou 44' 66' ( Broja) RESERVEBANK: Houwen, Froeling, Delaveris, Gong, Buitink, Vroegh, Cornelisse, Manhoef | Van Leer, Fortes, Vriends, Beugelsdijk, Heylen 20', 42', Pinto 54' ( 88'+), Harroui 6' 75' ( Meijers), Auassar 88' ( Mijnans), Smeets 75' ( Gravenberch), Thy 64' ( Emegha), Rayhi RESERVEBANK: Okoye, Fabrie, Abels, L. Duarte |  |
| Bijz.: Airborne-duel; Johannes Spors, Edward Sturing en Nicky Hofs zitten op de bank, omdat (o.a.) Thomas Letsch, Joseph Oosting en Jan Fiesser Corona hebben; debuut Huisman Afwezig: Clark, Tronstad (geblesseerd); Rasmussen (Corona) |                       |           |                  | | |  |

Speelronde 3:
| zaterdag 26 september 2020, 21:00 | Ajax                  | 2–1 (1–0) | Vitesse    | Opstelling Ajax | Opstelling Vitesse |  |
| Stadion: Johan Cruijff ArenA, Amsterdam Toeschouwers: 12.176 Arbiter: Van Boekel Assistenten: Bluemink Assistenten: Kleinjan 4de official: Blank Video-assistenten: Van den Kerkhof Video-assistenten: Vandeursen | Promes 21' Antony 70' |           | 56' Bazoer | Onana, Mazraoui 84' ( Dest), Schuurs 10' 31' ( J. Timber), Blind 45+1', Tagliafico 89', Álvarez 44', Promes 90+1' ( Traoré), Kudus, Antony, Labyad 46' ( Ekkelenkamp), Tadić RESERVEBANK: Stekelenburg, Kotarski, Neres, Huntelaar, Rensch, Martínez, Taylor | Pasveer , Dasa 81' ( Buitink), Doekhi, Bazoer, Hájek 45+3', Wittek 81' 81' ( Manhoef), Bero, Bruns 35' 61' ( Vroegh), Tannane 82', Openda, Darfalou 60' ( Broja) RESERVEBANK: Houwen, Froeling, Tronstad, Touré, Cornelisse |  |
| Stadion: Johan Cruijff ArenA, Amsterdam Toeschouwers: 12.176 Arbiter: Van Boekel Assistenten: Bluemink Assistenten: Kleinjan 4de official: Blank Video-assistenten: Van den Kerkhof Video-assistenten: Vandeursen |                       |           |            | Onana, Mazraoui 84' ( Dest), Schuurs 10' 31' ( J. Timber), Blind 45+1', Tagliafico 89', Álvarez 44', Promes 90+1' ( Traoré), Kudus, Antony, Labyad 46' ( Ekkelenkamp), Tadić RESERVEBANK: Stekelenburg, Kotarski, Neres, Huntelaar, Rensch, Martínez, Taylor | Pasveer , Dasa 81' ( Buitink), Doekhi, Bazoer, Hájek 45+3', Wittek 81' 81' ( Manhoef), Bero, Bruns 35' 61' ( Vroegh), Tannane 82', Openda, Darfalou 60' ( Broja) RESERVEBANK: Houwen, Froeling, Tronstad, Touré, Cornelisse |  |
| Stadion: Johan Cruijff ArenA, Amsterdam Toeschouwers: 12.176 Arbiter: Van Boekel Assistenten: Bluemink Assistenten: Kleinjan 4de official: Blank Video-assistenten: Van den Kerkhof Video-assistenten: Vandeursen |                       |           |            | Onana, Mazraoui 84' ( Dest), Schuurs 10' 31' ( J. Timber), Blind 45+1', Tagliafico 89', Álvarez 44', Promes 90+1' ( Traoré), Kudus, Antony, Labyad 46' ( Ekkelenkamp), Tadić RESERVEBANK: Stekelenburg, Kotarski, Neres, Huntelaar, Rensch, Martínez, Taylor | Pasveer , Dasa 81' ( Buitink), Doekhi, Bazoer, Hájek 45+3', Wittek 81' 81' ( Manhoef), Bero, Bruns 35' 61' ( Vroegh), Tannane 82', Openda, Darfalou 60' ( Broja) RESERVEBANK: Houwen, Froeling, Tronstad, Touré, Cornelisse |  |
| Bijz.: Debuut Manhoef Afwezig: Beerens, Clark, Delaveris (niet wedstrijdfit) |                       |           |            | | |  |

Speelronde 4:
| zaterdag 3 oktober 2020, 16:30 | Vitesse                             | 3–0 (2–0) | Heracles Almelo | Opstelling Vitesse | Opstelling Heracles Almelo |  |
| Stadion: GelreDome, Arnhem Toeschouwers: - Arbiter: Van den Kerkhof Assistenten: De Nas Assistenten: Van Kampen 4de official: Gansner Video-assistenten: Nagtegaal Video-assistenten: Dobre | Openda 34' Darfalou 37' Tannane 63' |           |                 | Pasveer , Dasa, Doekhi, Bazoer, Hájek, Wittek, Bero 33' 74' ( Touré), Bruns 90' ( Cornelisse), Tannane 31' 90' ( Gong), Openda 74' ( Broja), Darfalou 83' ( Huisman) RESERVEBANK: Houwen, Buitink, Vroegh, Manhoef | Brouwer, Breukers, Rente 46' ( Schoofs), Pröpper , Knoester, Hardeveld, Kiomourtzoglou, Vloet, Bijleveld 36' 46' ( Van der Water), Bakış 46' ( Cijntje), Szőke 66' ( Burgzorg) RESERVEBANK: Bucker, Mesenhöler, Quagliata, De la Torre, Leš |  |
| Stadion: GelreDome, Arnhem Toeschouwers: - Arbiter: Van den Kerkhof Assistenten: De Nas Assistenten: Van Kampen 4de official: Gansner Video-assistenten: Nagtegaal Video-assistenten: Dobre |                                     |           |                 | Pasveer , Dasa, Doekhi, Bazoer, Hájek, Wittek, Bero 33' 74' ( Touré), Bruns 90' ( Cornelisse), Tannane 31' 90' ( Gong), Openda 74' ( Broja), Darfalou 83' ( Huisman) RESERVEBANK: Houwen, Buitink, Vroegh, Manhoef | Brouwer, Breukers, Rente 46' ( Schoofs), Pröpper , Knoester, Hardeveld, Kiomourtzoglou, Vloet, Bijleveld 36' 46' ( Van der Water), Bakış 46' ( Cijntje), Szőke 66' ( Burgzorg) RESERVEBANK: Bucker, Mesenhöler, Quagliata, De la Torre, Leš |  |
| Stadion: GelreDome, Arnhem Toeschouwers: - Arbiter: Van den Kerkhof Assistenten: De Nas Assistenten: Van Kampen 4de official: Gansner Video-assistenten: Nagtegaal Video-assistenten: Dobre |                                     |           |                 | Pasveer , Dasa, Doekhi, Bazoer, Hájek, Wittek, Bero 33' 74' ( Touré), Bruns 90' ( Cornelisse), Tannane 31' 90' ( Gong), Openda 74' ( Broja), Darfalou 83' ( Huisman) RESERVEBANK: Houwen, Buitink, Vroegh, Manhoef | Brouwer, Breukers, Rente 46' ( Schoofs), Pröpper , Knoester, Hardeveld, Kiomourtzoglou, Vloet, Bijleveld 36' 46' ( Van der Water), Bakış 46' ( Cijntje), Szőke 66' ( Burgzorg) RESERVEBANK: Bucker, Mesenhöler, Quagliata, De la Torre, Leš |  |
| Bijz.: Geen publiek toegestaan i.v.m. nationale Coronamaatregelen; debuut Cornelisse Afwezig: Delaveris, Rasmussen, Tronstad (niet wedstrijdfit)                                            |                                     |           |                 | | |  |

Speelronde 5:
| zondag 18 oktober 2020, 14:30 | ADO Den Haag | 0–2 (0–1) | Vitesse       | Opstelling ADO Den Haag | Opstelling Vitesse |  |
| Stadion: Cars Jeans Stadion, Den Haag Toeschouwers: - Arbiter: Martens Assistenten: Dobre Assistenten: Honig 4de official: Hensgens Video-assistenten: Nijhuis Video-assistenten: De Nas |              |           | 32' 71' Broja | Koopmans, Van Ewijk, Bijen , Pinas, Faye 55' ( Philipp 70'), De Boer, Rigo 78' ( Elmkies), Bourard 46' ( Morrison 90+3'), Besuijen 55' ( Kramer), Arweiler, Ćatić 68' ( Karelis) RESERVEBANK: Zwinkels, Schoonderwaldt, Kemper, Rațiu, Goossens, Del Fabro, Pascu | Pasveer , Dasa, Rasmussen 65', Bazoer 88' ( Delaveris), Hájek, Wittek, Tronstad, Tannane 45', 45', Huisman 79' ( Buitink), Openda 71' ( Touré), Broja 78' ( Darfalou) RESERVEBANK: Bayazit, Houwen, Vroegh, Cornelisse |  |
| Stadion: Cars Jeans Stadion, Den Haag Toeschouwers: - Arbiter: Martens Assistenten: Dobre Assistenten: Honig 4de official: Hensgens Video-assistenten: Nijhuis Video-assistenten: De Nas |              |           |               | Koopmans, Van Ewijk, Bijen , Pinas, Faye 55' ( Philipp 70'), De Boer, Rigo 78' ( Elmkies), Bourard 46' ( Morrison 90+3'), Besuijen 55' ( Kramer), Arweiler, Ćatić 68' ( Karelis) RESERVEBANK: Zwinkels, Schoonderwaldt, Kemper, Rațiu, Goossens, Del Fabro, Pascu | Pasveer , Dasa, Rasmussen 65', Bazoer 88' ( Delaveris), Hájek, Wittek, Tronstad, Tannane 45', 45', Huisman 79' ( Buitink), Openda 71' ( Touré), Broja 78' ( Darfalou) RESERVEBANK: Bayazit, Houwen, Vroegh, Cornelisse |  |
| Stadion: Cars Jeans Stadion, Den Haag Toeschouwers: - Arbiter: Martens Assistenten: Dobre Assistenten: Honig 4de official: Hensgens Video-assistenten: Nijhuis Video-assistenten: De Nas |              |           |               | Koopmans, Van Ewijk, Bijen , Pinas, Faye 55' ( Philipp 70'), De Boer, Rigo 78' ( Elmkies), Bourard 46' ( Morrison 90+3'), Besuijen 55' ( Kramer), Arweiler, Ćatić 68' ( Karelis) RESERVEBANK: Zwinkels, Schoonderwaldt, Kemper, Rațiu, Goossens, Del Fabro, Pascu | Pasveer , Dasa, Rasmussen 65', Bazoer 88' ( Delaveris), Hájek, Wittek, Tronstad, Tannane 45', 45', Huisman 79' ( Buitink), Openda 71' ( Touré), Broja 78' ( Darfalou) RESERVEBANK: Bayazit, Houwen, Vroegh, Cornelisse |  |
| Bijz.: Geen publiek toegestaan i.v.m. nationale Coronamaatregelen; debuut Delaveris Afwezig: Bero (geblesseerd); Bruns, Doekhi, Manhoef (Corona)                                         |              |           |               | | |  |

Speelronde 6:
| zondag 25 oktober 2020, 14:30 | Vitesse                 | 2–1 (1–0) | PSV          | Opstelling Vitesse | Opstelling PSV |  |
| Stadion: GelreDome, Arnhem Toeschouwers: - Arbiter: Nijhuis Assistenten: Van Dongen Assistenten: Zeinstra 4de official: Dieperink Video-assistenten: Makkelie Video-assistenten: Kleinjan       | Rasmussen 9' Openda 54' |           | 50' Boscagli | Pasveer , Dasa 84', Doekhi, Bazoer, Rasmussen, Wittek 82' ( Cornelisse), Tronstad 64', Huisman 60' ( Hájek), Touré, Openda 74' ( Buitink 80'), Broja 82' ( Darfalou) RESERVEBANK: Bayazit, Houwen, Leeflang, Hernández, Cheung | Mvogo, Mauro Júnior, Teze, Boscagli, Max, Thomas 62' ( Malen), Sangaré, Ihattaren, Hendrix , Madueke 89' ( Fein), Zahavi RESERVEBANK: Unnerstall, Müller, Viergever |  |
| Stadion: GelreDome, Arnhem Toeschouwers: - Arbiter: Nijhuis Assistenten: Van Dongen Assistenten: Zeinstra 4de official: Dieperink Video-assistenten: Makkelie Video-assistenten: Kleinjan       |                         |           |              | Pasveer , Dasa 84', Doekhi, Bazoer, Rasmussen, Wittek 82' ( Cornelisse), Tronstad 64', Huisman 60' ( Hájek), Touré, Openda 74' ( Buitink 80'), Broja 82' ( Darfalou) RESERVEBANK: Bayazit, Houwen, Leeflang, Hernández, Cheung | Mvogo, Mauro Júnior, Teze, Boscagli, Max, Thomas 62' ( Malen), Sangaré, Ihattaren, Hendrix , Madueke 89' ( Fein), Zahavi RESERVEBANK: Unnerstall, Müller, Viergever |  |
| Stadion: GelreDome, Arnhem Toeschouwers: - Arbiter: Nijhuis Assistenten: Van Dongen Assistenten: Zeinstra 4de official: Dieperink Video-assistenten: Makkelie Video-assistenten: Kleinjan       |                         |           |              | Pasveer , Dasa 84', Doekhi, Bazoer, Rasmussen, Wittek 82' ( Cornelisse), Tronstad 64', Huisman 60' ( Hájek), Touré, Openda 74' ( Buitink 80'), Broja 82' ( Darfalou) RESERVEBANK: Bayazit, Houwen, Leeflang, Hernández, Cheung | Mvogo, Mauro Júnior, Teze, Boscagli, Max, Thomas 62' ( Malen), Sangaré, Ihattaren, Hendrix , Madueke 89' ( Fein), Zahavi RESERVEBANK: Unnerstall, Müller, Viergever |  |
| Bijz.: Geen publiek toegestaan i.v.m. nationale Coronamaatregelen Afwezig: Tannane (geschorst); Bero, Delaveris, Gong, Manhoef (geblesseerd); Bruns (Corona); Clark, Vroegh (niet wedstrijdfit) |                         |           |              | | |  |

Speelronde 7:
| zaterdag 31 oktober 2020, 21:00 | Willem II   | 1–3 (1–0) | Vitesse                         | Opstelling Willem II | Opstelling Vitesse |  |
| Stadion: Koning Willem II Stadion, Tilburg Toeschouwers: - Arbiter: Nagtegaal Assistenten: Goossens Assistenten: Ketting 4de official: Ruperti Video-assistenten: Cantineau Video-assistenten: Honig | Nunnely 25' |           | 57' Openda 63' Broja 85' Vroegh | Brondeel, Owusu 6', Holmén, Peters 62', Köhn, Llonch, Trésor 68' ( Sağlam), Van der Heijden, Nunnely, Pavlidis 71', Köhlert 75' ( Yeboah) RESERVEBANK: Van den Berg, Gladon, Romeny, Zuijderwijk, Nelom, Van den Bogert, Schippers | Pasveer , Dasa, Doekhi, Bazoer 90', Rasmussen, Manhoef 70' ( Hájek), Tronstad 60' ( Bruns), Huisman, Touré 20' 60' ( Buitink), Openda 78' ( Vroegh), Broja 78' ( Darfalou) RESERVEBANK: Bayazit, Houwen, Cornelisse, Hernández |  |
| Stadion: Koning Willem II Stadion, Tilburg Toeschouwers: - Arbiter: Nagtegaal Assistenten: Goossens Assistenten: Ketting 4de official: Ruperti Video-assistenten: Cantineau Video-assistenten: Honig |             |           |                                 | Brondeel, Owusu 6', Holmén, Peters 62', Köhn, Llonch, Trésor 68' ( Sağlam), Van der Heijden, Nunnely, Pavlidis 71', Köhlert 75' ( Yeboah) RESERVEBANK: Van den Berg, Gladon, Romeny, Zuijderwijk, Nelom, Van den Bogert, Schippers | Pasveer , Dasa, Doekhi, Bazoer 90', Rasmussen, Manhoef 70' ( Hájek), Tronstad 60' ( Bruns), Huisman, Touré 20' 60' ( Buitink), Openda 78' ( Vroegh), Broja 78' ( Darfalou) RESERVEBANK: Bayazit, Houwen, Cornelisse, Hernández |  |
| Stadion: Koning Willem II Stadion, Tilburg Toeschouwers: - Arbiter: Nagtegaal Assistenten: Goossens Assistenten: Ketting 4de official: Ruperti Video-assistenten: Cantineau Video-assistenten: Honig |             |           |                                 | Brondeel, Owusu 6', Holmén, Peters 62', Köhn, Llonch, Trésor 68' ( Sağlam), Van der Heijden, Nunnely, Pavlidis 71', Köhlert 75' ( Yeboah) RESERVEBANK: Van den Berg, Gladon, Romeny, Zuijderwijk, Nelom, Van den Bogert, Schippers | Pasveer , Dasa, Doekhi, Bazoer 90', Rasmussen, Manhoef 70' ( Hájek), Tronstad 60' ( Bruns), Huisman, Touré 20' 60' ( Buitink), Openda 78' ( Vroegh), Broja 78' ( Darfalou) RESERVEBANK: Bayazit, Houwen, Cornelisse, Hernández |  |
| Bijz.: Geen publiek toegestaan i.v.m. nationale Coronamaatregelen Afwezig: Tannane (Corona); Bero, Wittek (geblesseerd); Delaveris, Gong (niet wedstrijdfit); Clark (niet bij selectie)              |             |           |                                 | | |  |

Speelronde 8:
| zondag 8 november 2020, 14:30 | Vitesse                          | 3–1 (3–0) | FC Emmen     | Opstelling Vitesse | Opstelling FC Emmen |  |
| Stadion: GelreDome, Arnhem Toeschouwers: - Arbiter: Manschot Assistenten: De Nas Assistenten: Dobre 4de official: Smit Video-assistenten: Bijl Video-assistenten: Van de Ven | Tannane 9' (pen.) 26' Openda 44' |           | 58' De Leeuw | Pasveer , Dasa, Doekhi, Bazoer 29', Rasmussen, Wittek, Tannane 73' ( Darfalou), Tronstad, Bruns 62' ( Touré), Openda 61' ( Vroegh), Broja 61' ( Buitink) RESERVEBANK: Bayazit, Houwen, Hájek, Cornelisse, Huisman, Manhoef | Wiedwald 8', Bijl, Van Rhijn 88', Araujo, Veendorp 43' 76' ( Sidibe), Cavlan, Tibbling 20' 46' ( Carty 79'), Peña, Chacón 57' ( Bernadou), Laursen, De Leeuw RESERVEBANK: Telgenkamp, Van der Lei, Payne, Bakker, Görgülü, Granečný, Ben Moussa, Caciano |  |
| Stadion: GelreDome, Arnhem Toeschouwers: - Arbiter: Manschot Assistenten: De Nas Assistenten: Dobre 4de official: Smit Video-assistenten: Bijl Video-assistenten: Van de Ven |                                  |           |              | Pasveer , Dasa, Doekhi, Bazoer 29', Rasmussen, Wittek, Tannane 73' ( Darfalou), Tronstad, Bruns 62' ( Touré), Openda 61' ( Vroegh), Broja 61' ( Buitink) RESERVEBANK: Bayazit, Houwen, Hájek, Cornelisse, Huisman, Manhoef | Wiedwald 8', Bijl, Van Rhijn 88', Araujo, Veendorp 43' 76' ( Sidibe), Cavlan, Tibbling 20' 46' ( Carty 79'), Peña, Chacón 57' ( Bernadou), Laursen, De Leeuw RESERVEBANK: Telgenkamp, Van der Lei, Payne, Bakker, Görgülü, Granečný, Ben Moussa, Caciano |  |
| Stadion: GelreDome, Arnhem Toeschouwers: - Arbiter: Manschot Assistenten: De Nas Assistenten: Dobre 4de official: Smit Video-assistenten: Bijl Video-assistenten: Van de Ven |                                  |           |              | Pasveer , Dasa, Doekhi, Bazoer 29', Rasmussen, Wittek, Tannane 73' ( Darfalou), Tronstad, Bruns 62' ( Touré), Openda 61' ( Vroegh), Broja 61' ( Buitink) RESERVEBANK: Bayazit, Houwen, Hájek, Cornelisse, Huisman, Manhoef | Wiedwald 8', Bijl, Van Rhijn 88', Araujo, Veendorp 43' 76' ( Sidibe), Cavlan, Tibbling 20' 46' ( Carty 79'), Peña, Chacón 57' ( Bernadou), Laursen, De Leeuw RESERVEBANK: Telgenkamp, Van der Lei, Payne, Bakker, Görgülü, Granečný, Ben Moussa, Caciano |  |
| Bijz.: Geen publiek toegestaan i.v.m. nationale Coronamaatregelen Afwezig: Bero, Delaveris, Gong (niet wedstrijdfit); Clark (niet bij selectie)                              |                                  |           |              | | |  |

Speelronde 9:
| zaterdag 21 november 2020, 20:00 | FC Groningen | 1–1 (1–1) | Vitesse    | Opstelling FC Groningen | Opstelling Vitesse |  |
| Stadion: Hitachi Capital Mobility Stadion, Groningen Toeschouwers: - Arbiter: Kuipers Assistenten: Van Roekel Assistenten: Zeinstra 4de official: Ruperti Video-assistenten: Pérez Video-assistenten: Goossens | Joosten 29'  |           | 45' Openda | Padt, Dammers 55', Itakura, Van Hintum 54', J. van Kaam, D. van Kaam, Matusiwa , Gudmundsson 75' ( Balk), Joosten 75' ( El Hankouri), El Messaoudi, Strand Larsen RESERVEBANK: Bertrams, De Boer, Lundqvist, Schreck, Leal, Suslov, Poll, Miguel | Pasveer , Dasa, Rasmussen, Doekhi, Hájek 46' ( Buitink), Wittek, Bero 33', Tannane, Tronstad, Openda 81' ( Gong), Broja 81' ( Huisman) RESERVEBANK: Bayazit, Houwen, Darfalou, Bruns, Vroegh, Manhoef |  |
| Stadion: Hitachi Capital Mobility Stadion, Groningen Toeschouwers: - Arbiter: Kuipers Assistenten: Van Roekel Assistenten: Zeinstra 4de official: Ruperti Video-assistenten: Pérez Video-assistenten: Goossens |              |           |            | Padt, Dammers 55', Itakura, Van Hintum 54', J. van Kaam, D. van Kaam, Matusiwa , Gudmundsson 75' ( Balk), Joosten 75' ( El Hankouri), El Messaoudi, Strand Larsen RESERVEBANK: Bertrams, De Boer, Lundqvist, Schreck, Leal, Suslov, Poll, Miguel | Pasveer , Dasa, Rasmussen, Doekhi, Hájek 46' ( Buitink), Wittek, Bero 33', Tannane, Tronstad, Openda 81' ( Gong), Broja 81' ( Huisman) RESERVEBANK: Bayazit, Houwen, Darfalou, Bruns, Vroegh, Manhoef |  |
| Stadion: Hitachi Capital Mobility Stadion, Groningen Toeschouwers: - Arbiter: Kuipers Assistenten: Van Roekel Assistenten: Zeinstra 4de official: Ruperti Video-assistenten: Pérez Video-assistenten: Goossens |              |           |            | Padt, Dammers 55', Itakura, Van Hintum 54', J. van Kaam, D. van Kaam, Matusiwa , Gudmundsson 75' ( Balk), Joosten 75' ( El Hankouri), El Messaoudi, Strand Larsen RESERVEBANK: Bertrams, De Boer, Lundqvist, Schreck, Leal, Suslov, Poll, Miguel | Pasveer , Dasa, Rasmussen, Doekhi, Hájek 46' ( Buitink), Wittek, Bero 33', Tannane, Tronstad, Openda 81' ( Gong), Broja 81' ( Huisman) RESERVEBANK: Bayazit, Houwen, Darfalou, Bruns, Vroegh, Manhoef |  |
| Bijz.: Geen publiek toegestaan i.v.m. nationale Coronamaatregelen Afwezig: Bazoer (geschorst); Delaveris, Touré (geblesseerd)                                                                                  |              |           |            | | |  |

Speelronde 10:
| zondag 29 november 2020, 12:15 | Vitesse                | 2–0 (0–0) | Fortuna Sittard | Opstelling Vitesse | Opstelling Fortuna Sittard |  |
| Stadion: GelreDome, Arnhem Toeschouwers: - Arbiter: Kamphuis Assistenten: Strijker Assistenten: Vandeursen 4de official: Vos Video-assistenten: Bax Video-assistenten: Van Zuilen | Darfalou 72' Broja 84' |           |                 | Pasveer , Dasa, Doekhi, Rasmussen, Cornelisse, Wittek, Bero, Tannane 87' ( Vroegh), Tronstad 63' ( Darfalou), Openda 76' ( Bruns), Broja 86' ( Buitink) RESERVEBANK: Bayazit, Houwen, Gong, Hájek, Huisman, Manhoef | Van Osch, Angha, Rienstra ( 55'+) 90+2', Janssen 67' 70' ( Jach 83'), Cox, Hansson, Tekie, Smeets 85' ( Moutoussamy), Seuntjens, Flemming, Polter 70' ( Semedo) RESERVEBANK: Hendriks, Koșelev, Niňaj, Essers, Dianessy, Van Beijnen, Ugur, Rota |  |
| Stadion: GelreDome, Arnhem Toeschouwers: - Arbiter: Kamphuis Assistenten: Strijker Assistenten: Vandeursen 4de official: Vos Video-assistenten: Bax Video-assistenten: Van Zuilen |                        |           |                 | Pasveer , Dasa, Doekhi, Rasmussen, Cornelisse, Wittek, Bero, Tannane 87' ( Vroegh), Tronstad 63' ( Darfalou), Openda 76' ( Bruns), Broja 86' ( Buitink) RESERVEBANK: Bayazit, Houwen, Gong, Hájek, Huisman, Manhoef | Van Osch, Angha, Rienstra ( 55'+) 90+2', Janssen 67' 70' ( Jach 83'), Cox, Hansson, Tekie, Smeets 85' ( Moutoussamy), Seuntjens, Flemming, Polter 70' ( Semedo) RESERVEBANK: Hendriks, Koșelev, Niňaj, Essers, Dianessy, Van Beijnen, Ugur, Rota |  |
| Stadion: GelreDome, Arnhem Toeschouwers: - Arbiter: Kamphuis Assistenten: Strijker Assistenten: Vandeursen 4de official: Vos Video-assistenten: Bax Video-assistenten: Van Zuilen |                        |           |                 | Pasveer , Dasa, Doekhi, Rasmussen, Cornelisse, Wittek, Bero, Tannane 87' ( Vroegh), Tronstad 63' ( Darfalou), Openda 76' ( Bruns), Broja 86' ( Buitink) RESERVEBANK: Bayazit, Houwen, Gong, Hájek, Huisman, Manhoef | Van Osch, Angha, Rienstra ( 55'+) 90+2', Janssen 67' 70' ( Jach 83'), Cox, Hansson, Tekie, Smeets 85' ( Moutoussamy), Seuntjens, Flemming, Polter 70' ( Semedo) RESERVEBANK: Hendriks, Koșelev, Niňaj, Essers, Dianessy, Van Beijnen, Ugur, Rota |  |
| Bijz.: Geen publiek toegestaan i.v.m. nationale Coronamaatregelen Afwezig: Bazoer (geschorst); Touré (geblesseerd)                                                                |                        |           |                 | | |  |

Speelronde 11:
| zaterdag 5 december 2020, 21:00 | PEC Zwolle                      | 2–1 (0–1) | Vitesse     | Opstelling PEC Zwolle | Opstelling Vitesse |  |
| Stadion: MAC³PARK stadion, Zwolle Toeschouwers: - Arbiter: Higler Assistenten: Kleinjan Assistenten: Weterings 4de official: Teuben Video-assistenten: Mulder Video-assistenten: Boonman | Drost 65' Van Duinen 76' (pen.) |           | 7' Darfalou | Zetterer, Van Wermeskerken, Kersten, Nakayama, Paal, Saymak 83' ( Clement), Strieder 77' ( Van Polen), Huiberts, Drost 77', Reijnders 90', Van Duinen RESERVEBANK: Mous, Hauptmeijer, Ghoochannejhad, Leemans, Van den Belt, Lagsir, Doué | Pasveer , Touré 64', Doekhi, Bazoer 90+2', Rasmussen, Wittek, Tannane 71' ( Manhoef), Bero 74', Bruns 46' ( Openda), Broja, Darfalou 70' ( Tronstad) RESERVEBANK: Bayazit, Houwen, Gong, Hájek, Buitink, Cornelisse, Huisman, Hernández |  |
| Stadion: MAC³PARK stadion, Zwolle Toeschouwers: - Arbiter: Higler Assistenten: Kleinjan Assistenten: Weterings 4de official: Teuben Video-assistenten: Mulder Video-assistenten: Boonman |                                 |           |             | Zetterer, Van Wermeskerken, Kersten, Nakayama, Paal, Saymak 83' ( Clement), Strieder 77' ( Van Polen), Huiberts, Drost 77', Reijnders 90', Van Duinen RESERVEBANK: Mous, Hauptmeijer, Ghoochannejhad, Leemans, Van den Belt, Lagsir, Doué | Pasveer , Touré 64', Doekhi, Bazoer 90+2', Rasmussen, Wittek, Tannane 71' ( Manhoef), Bero 74', Bruns 46' ( Openda), Broja, Darfalou 70' ( Tronstad) RESERVEBANK: Bayazit, Houwen, Gong, Hájek, Buitink, Cornelisse, Huisman, Hernández |  |
| Stadion: MAC³PARK stadion, Zwolle Toeschouwers: - Arbiter: Higler Assistenten: Kleinjan Assistenten: Weterings 4de official: Teuben Video-assistenten: Mulder Video-assistenten: Boonman |                                 |           |             | Zetterer, Van Wermeskerken, Kersten, Nakayama, Paal, Saymak 83' ( Clement), Strieder 77' ( Van Polen), Huiberts, Drost 77', Reijnders 90', Van Duinen RESERVEBANK: Mous, Hauptmeijer, Ghoochannejhad, Leemans, Van den Belt, Lagsir, Doué | Pasveer , Touré 64', Doekhi, Bazoer 90+2', Rasmussen, Wittek, Tannane 71' ( Manhoef), Bero 74', Bruns 46' ( Openda), Broja, Darfalou 70' ( Tronstad) RESERVEBANK: Bayazit, Houwen, Gong, Hájek, Buitink, Cornelisse, Huisman, Hernández |  |
| Bijz.: Geen publiek toegestaan i.v.m. nationale Coronamaatregelen Afwezig: Dasa, Vroegh (Corona); Delaveris (niet wedstrijdfit)                                                          |                                 |           |             | | |  |

Speelronde 12:
| zondag 13 december 2020, 12:15 | Vitesse      | 1–1 (1–0) | sc Heerenveen | Opstelling Vitesse | Opstelling sc Heerenveen |  |
| Stadion: GelreDome, Arnhem Toeschouwers: - Arbiter: Lindhout Assistenten: Van Dongen Assistenten: Honig 4de official: Hensgens Video-assistenten: Blom Video-assistenten: Osseweijer | Darfalou 39' |           | 54' Floranus  | Pasveer , Manhoef 78' ( Gong), Doekhi, Bazoer 87', Rasmussen, Wittek 68', Bero, Tannane, Tronstad, Darfalou 90+2' ( Buitink), Openda 78' ( Huisman) RESERVEBANK: Bayazit, Houwen, Hájek, Bruns, Cornelisse, Leeflang, Hernández | Mulder, Floranus 90+1', Van Hecke, Bochniewicz, Woudenberg 58', Kongolo, Batista Meier 46' ( Hajal), J. Veerman, Nygren, H. Veerman , Van Bergen RESERVEBANK: Dijkstra, Bekkema, Fernández, Llanez, Shopov, Drešević, Dewaele, Akujobi |  |
| Stadion: GelreDome, Arnhem Toeschouwers: - Arbiter: Lindhout Assistenten: Van Dongen Assistenten: Honig 4de official: Hensgens Video-assistenten: Blom Video-assistenten: Osseweijer |              |           |               | Pasveer , Manhoef 78' ( Gong), Doekhi, Bazoer 87', Rasmussen, Wittek 68', Bero, Tannane, Tronstad, Darfalou 90+2' ( Buitink), Openda 78' ( Huisman) RESERVEBANK: Bayazit, Houwen, Hájek, Bruns, Cornelisse, Leeflang, Hernández | Mulder, Floranus 90+1', Van Hecke, Bochniewicz, Woudenberg 58', Kongolo, Batista Meier 46' ( Hajal), J. Veerman, Nygren, H. Veerman , Van Bergen RESERVEBANK: Dijkstra, Bekkema, Fernández, Llanez, Shopov, Drešević, Dewaele, Akujobi |  |
| Stadion: GelreDome, Arnhem Toeschouwers: - Arbiter: Lindhout Assistenten: Van Dongen Assistenten: Honig 4de official: Hensgens Video-assistenten: Blom Video-assistenten: Osseweijer |              |           |               | Pasveer , Manhoef 78' ( Gong), Doekhi, Bazoer 87', Rasmussen, Wittek 68', Bero, Tannane, Tronstad, Darfalou 90+2' ( Buitink), Openda 78' ( Huisman) RESERVEBANK: Bayazit, Houwen, Hájek, Bruns, Cornelisse, Leeflang, Hernández | Mulder, Floranus 90+1', Van Hecke, Bochniewicz, Woudenberg 58', Kongolo, Batista Meier 46' ( Hajal), J. Veerman, Nygren, H. Veerman , Van Bergen RESERVEBANK: Dijkstra, Bekkema, Fernández, Llanez, Shopov, Drešević, Dewaele, Akujobi |  |
| Bijz.: Geen publiek toegestaan i.v.m. nationale Coronamaatregelen Afwezig: Touré (geschorst); Broja, Dasa, Vroegh (Corona)                                                           |              |           |               | | |  |

Speelronde 13:
| zondag 20 december 2020, 12:15 | Vitesse      | 1–0 (1–0) | Feyenoord | Opstelling Vitesse | Opstelling Feyenoord |  |
| Stadion: GelreDome, Arnhem Toeschouwers: - Arbiter: Van Boekel Assistenten: De Nas Assistenten: Goossens 4de official: Bax Video-assistenten: Manschot Video-assistenten: Polman | Darfalou 40' |           |           | Pasveer , Dasa, Doekhi, Bazoer, Rasmussen 73', Wittek, Tronstad, Bero 79' ( Touré 86'), Tannane 31', Darfalou 53' 89' ( Buitink), Openda 68' ( Huisman) RESERVEBANK: Bayazit, Houwen, Gong, Hájek, Bruns, Vroegh, Cornelisse, Manhoef, Hernández | Marsman, Nieuwkoop 67' 71' ( Narsingh), Botteghin ( 59'+), Spajić, Senesi, Malacia, Toornstra, Fer 61' ( Sinisterra), Diemers, Jørgensen, Linssen 87' ( Bannis) RESERVEBANK: Ten Hove, Jansen, Geertruida, Johnston, Wehrmann, Azarkan, Vente |  |
| Stadion: GelreDome, Arnhem Toeschouwers: - Arbiter: Van Boekel Assistenten: De Nas Assistenten: Goossens 4de official: Bax Video-assistenten: Manschot Video-assistenten: Polman |              |           |           | Pasveer , Dasa, Doekhi, Bazoer, Rasmussen 73', Wittek, Tronstad, Bero 79' ( Touré 86'), Tannane 31', Darfalou 53' 89' ( Buitink), Openda 68' ( Huisman) RESERVEBANK: Bayazit, Houwen, Gong, Hájek, Bruns, Vroegh, Cornelisse, Manhoef, Hernández | Marsman, Nieuwkoop 67' 71' ( Narsingh), Botteghin ( 59'+), Spajić, Senesi, Malacia, Toornstra, Fer 61' ( Sinisterra), Diemers, Jørgensen, Linssen 87' ( Bannis) RESERVEBANK: Ten Hove, Jansen, Geertruida, Johnston, Wehrmann, Azarkan, Vente |  |
| Stadion: GelreDome, Arnhem Toeschouwers: - Arbiter: Van Boekel Assistenten: De Nas Assistenten: Goossens 4de official: Bax Video-assistenten: Manschot Video-assistenten: Polman |              |           |           | Pasveer , Dasa, Doekhi, Bazoer, Rasmussen 73', Wittek, Tronstad, Bero 79' ( Touré 86'), Tannane 31', Darfalou 53' 89' ( Buitink), Openda 68' ( Huisman) RESERVEBANK: Bayazit, Houwen, Gong, Hájek, Bruns, Vroegh, Cornelisse, Manhoef, Hernández | Marsman, Nieuwkoop 67' 71' ( Narsingh), Botteghin ( 59'+), Spajić, Senesi, Malacia, Toornstra, Fer 61' ( Sinisterra), Diemers, Jørgensen, Linssen 87' ( Bannis) RESERVEBANK: Ten Hove, Jansen, Geertruida, Johnston, Wehrmann, Azarkan, Vente |  |
| Bijz.: Geen publiek toegestaan i.v.m. nationale Coronamaatregelen Afwezig: Broja (Corona)                                                                                        |              |           |           | | |  |

Speelronde 14:
| woensdag 23 december 2020, 16:30 | AZ                               | 3–1 (2–0) | Vitesse    | Opstelling AZ | Opstelling Vitesse |  |
| Stadion: AFAS Stadion, Alkmaar Toeschouwers: - Arbiter: Nijhuis Assistenten: Balder Assistenten: Bluemink 4de official: Martens Video-assistenten: Van den Kerkhof Video-assistenten: Vandeursen | Karlsson 5' Boadu 40' Druijf 75' |           | 46' Openda | Bizot, Sugawara, Hatzidiakos, Letschert 53' ( Aboukhlal), Wijndal, Midtsjø, Reijnders, Koopmeiners , Stengs, Boadu 75' ( Druijf), Karlsson 82' ( Evjen) RESERVEBANK: Verhulst, Vlaar, Familia-Castillo, Goudmijn, Taabouni, Oosting, Leeuwin, Guðmundsson, Velthuis | Pasveer , Dasa, Doekhi, Bazoer 69' ( Buitink), Rasmussen, Wittek 78' ( Manhoef), Bero, Tannane, Tronstad 23' ( Bruns), Darfalou, Openda 79' ( Broja) RESERVEBANK: Bayazit, Houwen, Gong, Hájek, Touré, Vroegh, Cornelisse, Huisman |  |
| Stadion: AFAS Stadion, Alkmaar Toeschouwers: - Arbiter: Nijhuis Assistenten: Balder Assistenten: Bluemink 4de official: Martens Video-assistenten: Van den Kerkhof Video-assistenten: Vandeursen |                                  |           |            | Bizot, Sugawara, Hatzidiakos, Letschert 53' ( Aboukhlal), Wijndal, Midtsjø, Reijnders, Koopmeiners , Stengs, Boadu 75' ( Druijf), Karlsson 82' ( Evjen) RESERVEBANK: Verhulst, Vlaar, Familia-Castillo, Goudmijn, Taabouni, Oosting, Leeuwin, Guðmundsson, Velthuis | Pasveer , Dasa, Doekhi, Bazoer 69' ( Buitink), Rasmussen, Wittek 78' ( Manhoef), Bero, Tannane, Tronstad 23' ( Bruns), Darfalou, Openda 79' ( Broja) RESERVEBANK: Bayazit, Houwen, Gong, Hájek, Touré, Vroegh, Cornelisse, Huisman |  |
| Stadion: AFAS Stadion, Alkmaar Toeschouwers: - Arbiter: Nijhuis Assistenten: Balder Assistenten: Bluemink 4de official: Martens Video-assistenten: Van den Kerkhof Video-assistenten: Vandeursen |                                  |           |            | Bizot, Sugawara, Hatzidiakos, Letschert 53' ( Aboukhlal), Wijndal, Midtsjø, Reijnders, Koopmeiners , Stengs, Boadu 75' ( Druijf), Karlsson 82' ( Evjen) RESERVEBANK: Verhulst, Vlaar, Familia-Castillo, Goudmijn, Taabouni, Oosting, Leeuwin, Guðmundsson, Velthuis | Pasveer , Dasa, Doekhi, Bazoer 69' ( Buitink), Rasmussen, Wittek 78' ( Manhoef), Bero, Tannane, Tronstad 23' ( Bruns), Darfalou, Openda 79' ( Broja) RESERVEBANK: Bayazit, Houwen, Gong, Hájek, Touré, Vroegh, Cornelisse, Huisman |  |
| Bijz.: Geen publiek toegestaan i.v.m. nationale Coronamaatregelen |                                  |           |            | | |  |

Speelronde 15:
| zaterdag 9 januari 2021, 20:00 | Heracles Almelo | 0–2 (0–1) | Vitesse                     | Opstelling Heracles Almelo | Opstelling Vitesse |  |
| Stadion: Erve Asito, Almelo Toeschouwers: - Arbiter: Makkelie Assistenten: Steegstra Assistenten: De Vries 4de official: Smit Video-assistenten: Van der Laan Video-assistenten: Honig |                 |           | 38' (e.d.) Pröpper 83' Bero | Blaswich, Breukers, Rente 83' ( Knoester), Pröpper , Quagliata, Schoofs 59' ( De la Torre), Vloet, Kiomourtzoglou 52', Van der Water 87' ( Lunding 90+1'), Bakış 27' 59' ( Szőke), Burgzorg 59' ( Azzaoui) RESERVEBANK: Brouwer, Bucker, Fadiga, Agca, Hardeveld | Pasveer , Dasa, Doekhi, Bazoer, Rasmussen, Wittek, Bero, Tannane 71' ( Huisman), Bruns 14', Darfalou 71' ( Vroegh), Openda 70' ( Buitink) RESERVEBANK: Bayazit, Houwen, Broja, Gong, Hájek, Touré, Cornelisse, Manhoef |  |
| Stadion: Erve Asito, Almelo Toeschouwers: - Arbiter: Makkelie Assistenten: Steegstra Assistenten: De Vries 4de official: Smit Video-assistenten: Van der Laan Video-assistenten: Honig |                 |           |                             | Blaswich, Breukers, Rente 83' ( Knoester), Pröpper , Quagliata, Schoofs 59' ( De la Torre), Vloet, Kiomourtzoglou 52', Van der Water 87' ( Lunding 90+1'), Bakış 27' 59' ( Szőke), Burgzorg 59' ( Azzaoui) RESERVEBANK: Brouwer, Bucker, Fadiga, Agca, Hardeveld | Pasveer , Dasa, Doekhi, Bazoer, Rasmussen, Wittek, Bero, Tannane 71' ( Huisman), Bruns 14', Darfalou 71' ( Vroegh), Openda 70' ( Buitink) RESERVEBANK: Bayazit, Houwen, Broja, Gong, Hájek, Touré, Cornelisse, Manhoef |  |
| Stadion: Erve Asito, Almelo Toeschouwers: - Arbiter: Makkelie Assistenten: Steegstra Assistenten: De Vries 4de official: Smit Video-assistenten: Van der Laan Video-assistenten: Honig |                 |           |                             | Blaswich, Breukers, Rente 83' ( Knoester), Pröpper , Quagliata, Schoofs 59' ( De la Torre), Vloet, Kiomourtzoglou 52', Van der Water 87' ( Lunding 90+1'), Bakış 27' 59' ( Szőke), Burgzorg 59' ( Azzaoui) RESERVEBANK: Brouwer, Bucker, Fadiga, Agca, Hardeveld | Pasveer , Dasa, Doekhi, Bazoer, Rasmussen, Wittek, Bero, Tannane 71' ( Huisman), Bruns 14', Darfalou 71' ( Vroegh), Openda 70' ( Buitink) RESERVEBANK: Bayazit, Houwen, Broja, Gong, Hájek, Touré, Cornelisse, Manhoef |  |
| Bijz.: Geen publiek toegestaan i.v.m. nationale Coronamaatregelen Afwezig: Tronstad (geblesseerd)                                                                                      |                 |           |                             | | |  |

Speelronde 16:
| dinsdag 12 januari 2021, 18:45 | Vitesse    | 1–0 (1–0) | FC Utrecht | Opstelling Vitesse | Opstelling FC Utrecht |  |
| Stadion: GelreDome, Arnhem Toeschouwers: - Arbiter: Van de Graaf Assistenten: Schaap Assistenten: Weterings 4de official: Gerrets Video-assistenten: Bos Video-assistenten: Jansen | Doekhi 26' |           |            | Pasveer , Dasa, Doekhi, Bazoer 75' ( Hájek), Rasmussen, Wittek, Bruns 83' 83' ( Touré), Tannane 89' ( Oroz), Bero, Openda 75' ( Buitink), Darfalou 75' ( Huisman) RESERVEBANK: Bayazit, Houwen, Broja, Gong, Vroegh, Cornelisse, Manhoef | Oelschlägel, Van der Maarel 15' 57' ( Mokono), Benamar, Janssen , Warmerdam, Maher, Van Overeem 80' ( Dalmau), Van de Streek, Gustafson 58' ( Sylla), Kerk, Mahi RESERVEBANK: Nijhuis, Houweling, Hoogma, Troupée, Velanas, Boussaid, Emanuelson, Mamengi |  |
| Stadion: GelreDome, Arnhem Toeschouwers: - Arbiter: Van de Graaf Assistenten: Schaap Assistenten: Weterings 4de official: Gerrets Video-assistenten: Bos Video-assistenten: Jansen |            |           |            | Pasveer , Dasa, Doekhi, Bazoer 75' ( Hájek), Rasmussen, Wittek, Bruns 83' 83' ( Touré), Tannane 89' ( Oroz), Bero, Openda 75' ( Buitink), Darfalou 75' ( Huisman) RESERVEBANK: Bayazit, Houwen, Broja, Gong, Vroegh, Cornelisse, Manhoef | Oelschlägel, Van der Maarel 15' 57' ( Mokono), Benamar, Janssen , Warmerdam, Maher, Van Overeem 80' ( Dalmau), Van de Streek, Gustafson 58' ( Sylla), Kerk, Mahi RESERVEBANK: Nijhuis, Houweling, Hoogma, Troupée, Velanas, Boussaid, Emanuelson, Mamengi |  |
| Stadion: GelreDome, Arnhem Toeschouwers: - Arbiter: Van de Graaf Assistenten: Schaap Assistenten: Weterings 4de official: Gerrets Video-assistenten: Bos Video-assistenten: Jansen |            |           |            | Pasveer , Dasa, Doekhi, Bazoer 75' ( Hájek), Rasmussen, Wittek, Bruns 83' 83' ( Touré), Tannane 89' ( Oroz), Bero, Openda 75' ( Buitink), Darfalou 75' ( Huisman) RESERVEBANK: Bayazit, Houwen, Broja, Gong, Vroegh, Cornelisse, Manhoef | Oelschlägel, Van der Maarel 15' 57' ( Mokono), Benamar, Janssen , Warmerdam, Maher, Van Overeem 80' ( Dalmau), Van de Streek, Gustafson 58' ( Sylla), Kerk, Mahi RESERVEBANK: Nijhuis, Houweling, Hoogma, Troupée, Velanas, Boussaid, Emanuelson, Mamengi |  |
| Bijz.: Geen publiek toegestaan i.v.m. nationale Coronamaatregelen; debuut Oroz Afwezig: Hernández, Tronstad (geblesseerd)                                                          |            |           |            | | |  |

Speelronde 17:
| zaterdag 16 januari 2021, 16:30 | FC Emmen     | 1–4 (0–2) | Vitesse                                      | Opstelling FC Emmen | Opstelling Vitesse |  |
| Stadion: De Oude Meerdijk, Emmen Toeschouwers: - Arbiter: Kamphuis Assistenten: Honig Assistenten: Van de Ven 4de official: Teuben Video-assistenten: Pérez Video-assistenten: Boonman | De Leeuw 58' |           | 2' Buitink 9' Tannane 49' Broja 90+3' Vroegh | Telgenkamp, Van Rhijn, Veendorp 78', Bakker 84', Cavlan, Kolar 28' ( Ben Moussa), Tibbling, Peña 81' ( Jansen), Bernadou 70' ( Vlak 87'), Avdijaj 81' ( Granečný), De Leeuw RESERVEBANK: Wiedwald, Van der Lei, Görgülü, Timmerman, De Vos, Laursen, Sidibe | Pasveer , Dasa, Doekhi, Bazoer 57', Rasmussen, Wittek 72' 77' ( Manhoef), Bero, Tannane 88' ( Touré), Bruns 64' 67' ( Vroegh), Buitink 68' ( Huisman), Broja 77' ( Darfalou) RESERVEBANK: Bayazit, Houwen, Openda, Oroz, Gong, Hájek, Cornelisse |  |
| Stadion: De Oude Meerdijk, Emmen Toeschouwers: - Arbiter: Kamphuis Assistenten: Honig Assistenten: Van de Ven 4de official: Teuben Video-assistenten: Pérez Video-assistenten: Boonman |              |           |                                              | Telgenkamp, Van Rhijn, Veendorp 78', Bakker 84', Cavlan, Kolar 28' ( Ben Moussa), Tibbling, Peña 81' ( Jansen), Bernadou 70' ( Vlak 87'), Avdijaj 81' ( Granečný), De Leeuw RESERVEBANK: Wiedwald, Van der Lei, Görgülü, Timmerman, De Vos, Laursen, Sidibe | Pasveer , Dasa, Doekhi, Bazoer 57', Rasmussen, Wittek 72' 77' ( Manhoef), Bero, Tannane 88' ( Touré), Bruns 64' 67' ( Vroegh), Buitink 68' ( Huisman), Broja 77' ( Darfalou) RESERVEBANK: Bayazit, Houwen, Openda, Oroz, Gong, Hájek, Cornelisse |  |
| Stadion: De Oude Meerdijk, Emmen Toeschouwers: - Arbiter: Kamphuis Assistenten: Honig Assistenten: Van de Ven 4de official: Teuben Video-assistenten: Pérez Video-assistenten: Boonman |              |           |                                              | Telgenkamp, Van Rhijn, Veendorp 78', Bakker 84', Cavlan, Kolar 28' ( Ben Moussa), Tibbling, Peña 81' ( Jansen), Bernadou 70' ( Vlak 87'), Avdijaj 81' ( Granečný), De Leeuw RESERVEBANK: Wiedwald, Van der Lei, Görgülü, Timmerman, De Vos, Laursen, Sidibe | Pasveer , Dasa, Doekhi, Bazoer 57', Rasmussen, Wittek 72' 77' ( Manhoef), Bero, Tannane 88' ( Touré), Bruns 64' 67' ( Vroegh), Buitink 68' ( Huisman), Broja 77' ( Darfalou) RESERVEBANK: Bayazit, Houwen, Openda, Oroz, Gong, Hájek, Cornelisse |  |
| Bijz.: Geen publiek toegestaan i.v.m. nationale Coronamaatregelen; Jan Fießer Afwezig: Hernández, Tronstad (geblesseerd)                                                               |              |           |                                              | | |  |

Speelronde 18:
| zaterdag 23 januari 2021, 18:45 | Vitesse    | 1–0 (1–0) | FC Groningen | Opstelling Vitesse | Opstelling FC Groningen |  |
| Stadion: GelreDome, Arnhem Toeschouwers: - Arbiter: Kuipers Assistenten: Van Roekel Assistenten: Zeinstra 4de official: Martens Video-assistenten: Cantineau Video-assistenten: De Vries | Bazoer 36' |           |              | Pasveer , Dasa, Doekhi, Bazoer, Rasmussen, Wittek, Bero, Tannane 73' 85' ( Huisman), Bruns 65' ( Touré), Openda 85' ( Darfalou), Broja 65' ( Vroegh 79') RESERVEBANK: Bayazit, Houwen, Oroz, Gong, Hájek, Ohio, Cornelisse, Manhoef | Padt, Dankerlui 79' ( Schreck), Te Wierik 78' ( Van Hintum), Matusiwa 78' ( Lundqvist), Itakura, Gudmundsson, El Messaoudi 45' 85' ( Joosten), El Hankouri, D. van Kaam, Strand Larsen, Da Cruz 58' 69' ( Suslov) RESERVEBANK: Bråtveit, De Boer, Dammers, Leal, J. van Kaam, Slor |  |
| Stadion: GelreDome, Arnhem Toeschouwers: - Arbiter: Kuipers Assistenten: Van Roekel Assistenten: Zeinstra 4de official: Martens Video-assistenten: Cantineau Video-assistenten: De Vries |            |           |              | Pasveer , Dasa, Doekhi, Bazoer, Rasmussen, Wittek, Bero, Tannane 73' 85' ( Huisman), Bruns 65' ( Touré), Openda 85' ( Darfalou), Broja 65' ( Vroegh 79') RESERVEBANK: Bayazit, Houwen, Oroz, Gong, Hájek, Ohio, Cornelisse, Manhoef | Padt, Dankerlui 79' ( Schreck), Te Wierik 78' ( Van Hintum), Matusiwa 78' ( Lundqvist), Itakura, Gudmundsson, El Messaoudi 45' 85' ( Joosten), El Hankouri, D. van Kaam, Strand Larsen, Da Cruz 58' 69' ( Suslov) RESERVEBANK: Bråtveit, De Boer, Dammers, Leal, J. van Kaam, Slor |  |
| Stadion: GelreDome, Arnhem Toeschouwers: - Arbiter: Kuipers Assistenten: Van Roekel Assistenten: Zeinstra 4de official: Martens Video-assistenten: Cantineau Video-assistenten: De Vries |            |           |              | Pasveer , Dasa, Doekhi, Bazoer, Rasmussen, Wittek, Bero, Tannane 73' 85' ( Huisman), Bruns 65' ( Touré), Openda 85' ( Darfalou), Broja 65' ( Vroegh 79') RESERVEBANK: Bayazit, Houwen, Oroz, Gong, Hájek, Ohio, Cornelisse, Manhoef | Padt, Dankerlui 79' ( Schreck), Te Wierik 78' ( Van Hintum), Matusiwa 78' ( Lundqvist), Itakura, Gudmundsson, El Messaoudi 45' 85' ( Joosten), El Hankouri, D. van Kaam, Strand Larsen, Da Cruz 58' 69' ( Suslov) RESERVEBANK: Bråtveit, De Boer, Dammers, Leal, J. van Kaam, Slor |  |
| Bijz.: Geen publiek toegestaan i.v.m. nationale Coronamaatregelen |            |           |              | | |  |

Speelronde 19:
| woensdag 27 januari 2021, 20:00 | VVV-Venlo                   | 4–1 (3–0) | Vitesse   | Opstelling VVV-Venlo | Opstelling Vitesse |  |
| Stadion: Covebo Stadion - De Koel -, Venlo Toeschouwers: - Arbiter: Lindhout Assistenten: Fikkert Assistenten: Van Kampen 4de official: Bos Video-assistenten: Oostrom Video-assistenten: De Groot | Giakoumakis 16' 28' 43' 79' |           | 60' Broja | Kirschbaum, Pachonik, Gelmi, Da Graca, Guwara, Donis 52' ( Swinkels), Post , Linthorst, Machach 78' ( Hunte), Giakoumakis 82' ( Arias), V. van Crooij 81' RESERVEBANK: D. van Crooij, Verbong, Schäfer, Kum, Ćorić, Janssen, Essanoussi, Roemer, Bastiaans | Pasveer , Dasa, Doekhi, Bazoer, Rasmussen, Wittek, Bero 46' ( Touré), Tannane, Bruns 46' ( Broja 62'), Darfalou, Openda 85' ( Ohio) RESERVEBANK: Bayazit, Houwen, Oroz, Hájek, Vroegh, Cornelisse, Huisman, Manhoef |  |
| Stadion: Covebo Stadion - De Koel -, Venlo Toeschouwers: - Arbiter: Lindhout Assistenten: Fikkert Assistenten: Van Kampen 4de official: Bos Video-assistenten: Oostrom Video-assistenten: De Groot |                             |           |           | Kirschbaum, Pachonik, Gelmi, Da Graca, Guwara, Donis 52' ( Swinkels), Post , Linthorst, Machach 78' ( Hunte), Giakoumakis 82' ( Arias), V. van Crooij 81' RESERVEBANK: D. van Crooij, Verbong, Schäfer, Kum, Ćorić, Janssen, Essanoussi, Roemer, Bastiaans | Pasveer , Dasa, Doekhi, Bazoer, Rasmussen, Wittek, Bero 46' ( Touré), Tannane, Bruns 46' ( Broja 62'), Darfalou, Openda 85' ( Ohio) RESERVEBANK: Bayazit, Houwen, Oroz, Hájek, Vroegh, Cornelisse, Huisman, Manhoef |  |
| Stadion: Covebo Stadion - De Koel -, Venlo Toeschouwers: - Arbiter: Lindhout Assistenten: Fikkert Assistenten: Van Kampen 4de official: Bos Video-assistenten: Oostrom Video-assistenten: De Groot |                             |           |           | Kirschbaum, Pachonik, Gelmi, Da Graca, Guwara, Donis 52' ( Swinkels), Post , Linthorst, Machach 78' ( Hunte), Giakoumakis 82' ( Arias), V. van Crooij 81' RESERVEBANK: D. van Crooij, Verbong, Schäfer, Kum, Ćorić, Janssen, Essanoussi, Roemer, Bastiaans | Pasveer , Dasa, Doekhi, Bazoer, Rasmussen, Wittek, Bero 46' ( Touré), Tannane, Bruns 46' ( Broja 62'), Darfalou, Openda 85' ( Ohio) RESERVEBANK: Bayazit, Houwen, Oroz, Hájek, Vroegh, Cornelisse, Huisman, Manhoef |  |
| Bijz.: Geen publiek toegestaan i.v.m. nationale Coronamaatregelen; debuut Ohio Afwezig: Hernández, Tronstad (geblesseerd)                                                                          |                             |           |           | | |  |

Speelronde 20:
| zaterdag 30 januari 2021, 21:00 | Vitesse    | 1–1 (0–0) | RKC Waalwijk      | Opstelling Vitesse | Opstelling RKC Waalwijk |  |
| Stadion: GelreDome, Arnhem Toeschouwers: - Arbiter: Martens Assistenten: Brondijk Assistenten: Goossens 4de official: Smit Video-assistenten: Nagtegaal Video-assistenten: Frijn | Bazoer 71' |           | 75' Van der Venne | Pasveer , Dasa, Doekhi, Bazoer, Rasmussen, Wittek 86' ( Manhoef), Bero 59', Touré 55' ( Vroegh), Tannane, Broja 55' ( Huisman), Openda 78' ( Darfalou) RESERVEBANK: Bayazit, Houwen, Tronstad, Oroz, Hájek, Ohio, Bruns, Cornelisse | Lamprou, Bakari, Meulensteen, Touba, Quasten 66' ( Gaari), Anita 33', Van der Venne 13' 89' ( Mulder), Tahiri , Sow 66' ( Lutonda), Stokkers 63' ( Oosting), Daneels RESERVEBANK: Vaessen, M. Grim, Nieuwpoort, Azhil, Damașcan |  |
| Stadion: GelreDome, Arnhem Toeschouwers: - Arbiter: Martens Assistenten: Brondijk Assistenten: Goossens 4de official: Smit Video-assistenten: Nagtegaal Video-assistenten: Frijn |            |           |                   | Pasveer , Dasa, Doekhi, Bazoer, Rasmussen, Wittek 86' ( Manhoef), Bero 59', Touré 55' ( Vroegh), Tannane, Broja 55' ( Huisman), Openda 78' ( Darfalou) RESERVEBANK: Bayazit, Houwen, Tronstad, Oroz, Hájek, Ohio, Bruns, Cornelisse | Lamprou, Bakari, Meulensteen, Touba, Quasten 66' ( Gaari), Anita 33', Van der Venne 13' 89' ( Mulder), Tahiri , Sow 66' ( Lutonda), Stokkers 63' ( Oosting), Daneels RESERVEBANK: Vaessen, M. Grim, Nieuwpoort, Azhil, Damașcan |  |
| Stadion: GelreDome, Arnhem Toeschouwers: - Arbiter: Martens Assistenten: Brondijk Assistenten: Goossens 4de official: Smit Video-assistenten: Nagtegaal Video-assistenten: Frijn |            |           |                   | Pasveer , Dasa, Doekhi, Bazoer, Rasmussen, Wittek 86' ( Manhoef), Bero 59', Touré 55' ( Vroegh), Tannane, Broja 55' ( Huisman), Openda 78' ( Darfalou) RESERVEBANK: Bayazit, Houwen, Tronstad, Oroz, Hájek, Ohio, Bruns, Cornelisse | Lamprou, Bakari, Meulensteen, Touba, Quasten 66' ( Gaari), Anita 33', Van der Venne 13' 89' ( Mulder), Tahiri , Sow 66' ( Lutonda), Stokkers 63' ( Oosting), Daneels RESERVEBANK: Vaessen, M. Grim, Nieuwpoort, Azhil, Damașcan |  |
| Bijz.: Geen publiek toegestaan i.v.m. nationale Coronamaatregelen |            |           |                   | | |  |

Speelronde 21:
| zaterdag 6 februari 2021, 16:30 | sc Heerenveen                        | 1–0 (0–0) | Vitesse | Opstelling sc Heerenveen | Opstelling Vitesse |  |
| Stadion: Abe Lenstra Stadion, Heerenveen Toeschouwers: - Arbiter: Nijhuis Assistenten: Kleinjan Assistenten: Lapar 4de official: Vos Video-assistenten: Blank Video-assistenten: Koopman | J. Veerman 30' (pen.) H. Veerman 83' |           |         | Mulder, Van Hecke, Drešević, Bochniewicz, Kaib, Kongolo, De Jong 78' ( Nygren), Halilović, J. Veerman, Van Bergen 88' ( Floranus), H. Veerman RESERVEBANK: Harush, Woudenberg, Batista Meier, Van der Heide, Hajal, Akujobi, Bekkema, Van Ottele | Pasveer , Dasa 73' ( Gong), Doekhi, Bazoer, Rasmussen, Wittek, Tronstad 73', Vroegh, Bruns 62' ( Broja), Openda 82' ( Ohio), Darfalou 74' ( Hernández) RESERVEBANK: Houwen, Oroz, Hájek, Touré, Cornelisse, Manhoef |  |
| Stadion: Abe Lenstra Stadion, Heerenveen Toeschouwers: - Arbiter: Nijhuis Assistenten: Kleinjan Assistenten: Lapar 4de official: Vos Video-assistenten: Blank Video-assistenten: Koopman |                                      |           |         | Mulder, Van Hecke, Drešević, Bochniewicz, Kaib, Kongolo, De Jong 78' ( Nygren), Halilović, J. Veerman, Van Bergen 88' ( Floranus), H. Veerman RESERVEBANK: Harush, Woudenberg, Batista Meier, Van der Heide, Hajal, Akujobi, Bekkema, Van Ottele | Pasveer , Dasa 73' ( Gong), Doekhi, Bazoer, Rasmussen, Wittek, Tronstad 73', Vroegh, Bruns 62' ( Broja), Openda 82' ( Ohio), Darfalou 74' ( Hernández) RESERVEBANK: Houwen, Oroz, Hájek, Touré, Cornelisse, Manhoef |  |
| Stadion: Abe Lenstra Stadion, Heerenveen Toeschouwers: - Arbiter: Nijhuis Assistenten: Kleinjan Assistenten: Lapar 4de official: Vos Video-assistenten: Blank Video-assistenten: Koopman |                                      |           |         | Mulder, Van Hecke, Drešević, Bochniewicz, Kaib, Kongolo, De Jong 78' ( Nygren), Halilović, J. Veerman, Van Bergen 88' ( Floranus), H. Veerman RESERVEBANK: Harush, Woudenberg, Batista Meier, Van der Heide, Hajal, Akujobi, Bekkema, Van Ottele | Pasveer , Dasa 73' ( Gong), Doekhi, Bazoer, Rasmussen, Wittek, Tronstad 73', Vroegh, Bruns 62' ( Broja), Openda 82' ( Ohio), Darfalou 74' ( Hernández) RESERVEBANK: Houwen, Oroz, Hájek, Touré, Cornelisse, Manhoef |  |
| Bijz.: Geen publiek toegestaan i.v.m. nationale Coronamaatregelen; aftrap vervroegd i.v.m. winterweer Afwezig: Bero, Huisman, Tannane (geblesseerd)                                      |                                      |           |         | | |  |

Speelronde 22:
| zondag 14 februari 2021, 16:45 | Vitesse | 0–2 (0–1) | FC Twente                   | Opstelling Vitesse | Opstelling FC Twente |  |
| Stadion: GelreDome, Arnhem Toeschouwers: - Arbiter: Van der Eijk Assistenten: Honig Assistenten: De Nas 4de official: Van der Laan Video-assistenten: Lindhout Video-assistenten: De Groot |         |           | 16' Menig 90+4' Van Leeuwen | Pasveer , Dasa, Doekhi, Bazoer 82' ( Gong), Rasmussen, Wittek, Tronstad 40' 66' ( Bero), Tannane 38' ( Huisman), Vroegh, Broja 66' ( Darfalou), Openda 82' ( Ohio) RESERVEBANK: Houwen, Oroz, Hájek, Bruns, Touré, Cornelisse, Manhoef | Drommel, Ebuehi, Đumić, Pierie, Oosterwolde 46' ( Smal), Bosch 56', Roemeratoe, Zerrouki, Narsingh 87' ( Hilgers), Danilo 90+2' ( Abass), Menig 90+2' ( Van Leeuwen) RESERVEBANK: De Lange, Van der Gouw, Markelo, Bruns, Rots, Staring |  |
| Stadion: GelreDome, Arnhem Toeschouwers: - Arbiter: Van der Eijk Assistenten: Honig Assistenten: De Nas 4de official: Van der Laan Video-assistenten: Lindhout Video-assistenten: De Groot |         |           |                             | Pasveer , Dasa, Doekhi, Bazoer 82' ( Gong), Rasmussen, Wittek, Tronstad 40' 66' ( Bero), Tannane 38' ( Huisman), Vroegh, Broja 66' ( Darfalou), Openda 82' ( Ohio) RESERVEBANK: Houwen, Oroz, Hájek, Bruns, Touré, Cornelisse, Manhoef | Drommel, Ebuehi, Đumić, Pierie, Oosterwolde 46' ( Smal), Bosch 56', Roemeratoe, Zerrouki, Narsingh 87' ( Hilgers), Danilo 90+2' ( Abass), Menig 90+2' ( Van Leeuwen) RESERVEBANK: De Lange, Van der Gouw, Markelo, Bruns, Rots, Staring |  |
| Stadion: GelreDome, Arnhem Toeschouwers: - Arbiter: Van der Eijk Assistenten: Honig Assistenten: De Nas 4de official: Van der Laan Video-assistenten: Lindhout Video-assistenten: De Groot |         |           |                             | Pasveer , Dasa, Doekhi, Bazoer 82' ( Gong), Rasmussen, Wittek, Tronstad 40' 66' ( Bero), Tannane 38' ( Huisman), Vroegh, Broja 66' ( Darfalou), Openda 82' ( Ohio) RESERVEBANK: Houwen, Oroz, Hájek, Bruns, Touré, Cornelisse, Manhoef | Drommel, Ebuehi, Đumić, Pierie, Oosterwolde 46' ( Smal), Bosch 56', Roemeratoe, Zerrouki, Narsingh 87' ( Hilgers), Danilo 90+2' ( Abass), Menig 90+2' ( Van Leeuwen) RESERVEBANK: De Lange, Van der Gouw, Markelo, Bruns, Rots, Staring |  |
| Bijz.: Geen publiek toegestaan i.v.m. nationale Coronamaatregelen |         |           |                             | | |  |

Speelronde 23:
| zondag 21 februari 2021, 16:45 | PSV                     | 3–1 (0–1) | Vitesse  | Opstelling PSV | Opstelling Vitesse |  |
| Stadion: Philips Stadion, Eindhoven Toeschouwers: - Arbiter: Kuipers Assistenten: Van Roekel Assistenten: Zeinstra 4de official: Martens Video-assistenten: Van Boekel Video-assistenten: Vandeursen | Malen 66' Götze 86' 88' |           | 4' Broja | Mvogo, Dumfries , Baumgartl, Rosario, Viergever 89' ( Teze), Mauro Júnior 65' ( Thomas), Fein 46' ( Max), Gutiérrez 38' 46' ( Malen), Sangaré 74', Zahavi, Vertessen 64' ( Götze) RESERVEBANK: Unnerstall, Delanghe, Van Ginkel, Piroe | Pasveer , Dasa, Doekhi, Bazoer, Rasmussen, Wittek, Bero, Tannane 75' ( Darfalou), Tronstad, Broja 85' ( Huisman), Openda 63' ( Touré) RESERVEBANK: Houwen, Oroz, Gong, Hájek, Ohio, Bruns, Vroegh, Cornelisse, Manhoef |  |
| Stadion: Philips Stadion, Eindhoven Toeschouwers: - Arbiter: Kuipers Assistenten: Van Roekel Assistenten: Zeinstra 4de official: Martens Video-assistenten: Van Boekel Video-assistenten: Vandeursen |                         |           |          | Mvogo, Dumfries , Baumgartl, Rosario, Viergever 89' ( Teze), Mauro Júnior 65' ( Thomas), Fein 46' ( Max), Gutiérrez 38' 46' ( Malen), Sangaré 74', Zahavi, Vertessen 64' ( Götze) RESERVEBANK: Unnerstall, Delanghe, Van Ginkel, Piroe | Pasveer , Dasa, Doekhi, Bazoer, Rasmussen, Wittek, Bero, Tannane 75' ( Darfalou), Tronstad, Broja 85' ( Huisman), Openda 63' ( Touré) RESERVEBANK: Houwen, Oroz, Gong, Hájek, Ohio, Bruns, Vroegh, Cornelisse, Manhoef |  |
| Stadion: Philips Stadion, Eindhoven Toeschouwers: - Arbiter: Kuipers Assistenten: Van Roekel Assistenten: Zeinstra 4de official: Martens Video-assistenten: Van Boekel Video-assistenten: Vandeursen |                         |           |          | Mvogo, Dumfries , Baumgartl, Rosario, Viergever 89' ( Teze), Mauro Júnior 65' ( Thomas), Fein 46' ( Max), Gutiérrez 38' 46' ( Malen), Sangaré 74', Zahavi, Vertessen 64' ( Götze) RESERVEBANK: Unnerstall, Delanghe, Van Ginkel, Piroe | Pasveer , Dasa, Doekhi, Bazoer, Rasmussen, Wittek, Bero, Tannane 75' ( Darfalou), Tronstad, Broja 85' ( Huisman), Openda 63' ( Touré) RESERVEBANK: Houwen, Oroz, Gong, Hájek, Ohio, Bruns, Vroegh, Cornelisse, Manhoef |  |
| Bijz.: Geen publiek toegestaan i.v.m. nationale Coronamaatregelen |                         |           |          | | |  |

Speelronde 24:
| zaterdag 27 februari 2021, 20:00 | Vitesse                                     | 4–1 (1–1) | VVV-Venlo              | Opstelling Vitesse | Opstelling VVV-Venlo |  |
| Stadion: GelreDome, Arnhem Toeschouwers: - Arbiter: Blank Assistenten: Polman Assistenten: Van Vlokhoven 4de official: Hensgens Video-assistenten: Oostrom Video-assistenten: Van Marrewijk | Openda 3' Bazoer 57' Tronstad 75' Broja 82' |           | 19' (pen.) Giakoumakis | Pasveer , Dasa, Doekhi, Bazoer 80' ( Hájek), Rasmussen, Wittek, Tronstad 85' ( Bruns), Tannane, Bero 85' ( Vroegh), Broja 85' ( Ohio), Openda 80' ( Darfalou) RESERVEBANK: Houwen, Oroz, Gong, Touré, Cornelisse, Huisman, Manhoef | Kirschbaum, Pachonik, Gelmi, Da Graca, Schäfer, Shabani 79' ( Janssen), Post , C. Donis, Machach 79' ( Roemer), Giakoumakis, Hunte 65' ( Arias) RESERVEBANK: D. van Crooij, Verbong, Swinkels, Schmitz, S'rifi, Essanoussi, John, Hupperts, Nabbe |  |
| Stadion: GelreDome, Arnhem Toeschouwers: - Arbiter: Blank Assistenten: Polman Assistenten: Van Vlokhoven 4de official: Hensgens Video-assistenten: Oostrom Video-assistenten: Van Marrewijk |                                             |           |                        | Pasveer , Dasa, Doekhi, Bazoer 80' ( Hájek), Rasmussen, Wittek, Tronstad 85' ( Bruns), Tannane, Bero 85' ( Vroegh), Broja 85' ( Ohio), Openda 80' ( Darfalou) RESERVEBANK: Houwen, Oroz, Gong, Touré, Cornelisse, Huisman, Manhoef | Kirschbaum, Pachonik, Gelmi, Da Graca, Schäfer, Shabani 79' ( Janssen), Post , C. Donis, Machach 79' ( Roemer), Giakoumakis, Hunte 65' ( Arias) RESERVEBANK: D. van Crooij, Verbong, Swinkels, Schmitz, S'rifi, Essanoussi, John, Hupperts, Nabbe |  |
| Stadion: GelreDome, Arnhem Toeschouwers: - Arbiter: Blank Assistenten: Polman Assistenten: Van Vlokhoven 4de official: Hensgens Video-assistenten: Oostrom Video-assistenten: Van Marrewijk |                                             |           |                        | Pasveer , Dasa, Doekhi, Bazoer 80' ( Hájek), Rasmussen, Wittek, Tronstad 85' ( Bruns), Tannane, Bero 85' ( Vroegh), Broja 85' ( Ohio), Openda 80' ( Darfalou) RESERVEBANK: Houwen, Oroz, Gong, Touré, Cornelisse, Huisman, Manhoef | Kirschbaum, Pachonik, Gelmi, Da Graca, Schäfer, Shabani 79' ( Janssen), Post , C. Donis, Machach 79' ( Roemer), Giakoumakis, Hunte 65' ( Arias) RESERVEBANK: D. van Crooij, Verbong, Swinkels, Schmitz, S'rifi, Essanoussi, John, Hupperts, Nabbe |  |
| Bijz.: Geen publiek toegestaan i.v.m. nationale Coronamaatregelen |                                             |           |                        | | |  |

Speelronde 25:
| zondag 7 maart 2021, 16:45 | Vitesse                  | 2–1 (1–0) | AZ           | Opstelling Vitesse | Opstelling AZ |  |
| Stadion: GelreDome, Arnhem Toeschouwers: - Arbiter: Van Boekel Assistenten: Honig Assistenten: Van Dongen 4de official: Pérez Video-assistenten: Mulder Video-assistenten: Schaap | Openda 31' Rasmussen 72' |           | 81' Karlsson | Pasveer , Dasa 90+3', Doekhi, Cornelisse 79', Rasmussen, Wittek 90+1' ( Oroz), Bero 12', Tannane 12' 86' ( Vroegh), Tronstad, Broja 74' ( Darfalou), Openda 86' ( Hájek) RESERVEBANK: Houwen, Gong, Ohio, Bruns, Touré, Huisman, Manhoef | Bizot, Svensson 76' ( Aboukhlal), Letschert, Hatzidiakos, Martins Indi 62' ( Clasie), Wijndal, Stengs, De Wit 19' 68' ( Karlsson), T. Koopmeiners , Boadu, Guðmundsson 76' ( Sugawara) RESERVEBANK: Verhulst, Bakker, Evjen, Duin, Goudmijn, Reijnders, Gullit |  |
| Stadion: GelreDome, Arnhem Toeschouwers: - Arbiter: Van Boekel Assistenten: Honig Assistenten: Van Dongen 4de official: Pérez Video-assistenten: Mulder Video-assistenten: Schaap |                          |           |              | Pasveer , Dasa 90+3', Doekhi, Cornelisse 79', Rasmussen, Wittek 90+1' ( Oroz), Bero 12', Tannane 12' 86' ( Vroegh), Tronstad, Broja 74' ( Darfalou), Openda 86' ( Hájek) RESERVEBANK: Houwen, Gong, Ohio, Bruns, Touré, Huisman, Manhoef | Bizot, Svensson 76' ( Aboukhlal), Letschert, Hatzidiakos, Martins Indi 62' ( Clasie), Wijndal, Stengs, De Wit 19' 68' ( Karlsson), T. Koopmeiners , Boadu, Guðmundsson 76' ( Sugawara) RESERVEBANK: Verhulst, Bakker, Evjen, Duin, Goudmijn, Reijnders, Gullit |  |
| Stadion: GelreDome, Arnhem Toeschouwers: - Arbiter: Van Boekel Assistenten: Honig Assistenten: Van Dongen 4de official: Pérez Video-assistenten: Mulder Video-assistenten: Schaap |                          |           |              | Pasveer , Dasa 90+3', Doekhi, Cornelisse 79', Rasmussen, Wittek 90+1' ( Oroz), Bero 12', Tannane 12' 86' ( Vroegh), Tronstad, Broja 74' ( Darfalou), Openda 86' ( Hájek) RESERVEBANK: Houwen, Gong, Ohio, Bruns, Touré, Huisman, Manhoef | Bizot, Svensson 76' ( Aboukhlal), Letschert, Hatzidiakos, Martins Indi 62' ( Clasie), Wijndal, Stengs, De Wit 19' 68' ( Karlsson), T. Koopmeiners , Boadu, Guðmundsson 76' ( Sugawara) RESERVEBANK: Verhulst, Bakker, Evjen, Duin, Goudmijn, Reijnders, Gullit |  |
| Bijz.: Geen publiek toegestaan i.v.m. nationale Coronamaatregelen Afwezig: Bazoer (disciplinair gestraft)                                                                         |                          |           |              | | |  |

Speelronde 26:
| zondag 14 maart 2021, 14:30 | FC Utrecht | 1–3 (1–1) | Vitesse                            | Opstelling FC Utrecht | Opstelling Vitesse |  |
| Stadion: Stadion Galgenwaard, Utrecht Toeschouwers: - Arbiter: Kamphuis Assistenten: De Nas Assistenten: De Vries 4de official: Rozendal Video-assistenten: Lindhout Video-assistenten: Bluemink | Kerk 41'   |           | 44' 54' (pen.) Darfalou 57' Wittek | Oelschlägel 54', Ter Avest, St. Jago, Janssen 79', Warmerdam, Van Overeem 65' ( Boussaid), Van de Streek 85' ( Emanuelson), Maher 48', Kerk, Mahi 51', Ramselaar 65' ( Hilterman) RESERVEBANK: Paes, Nijhuis, Van der Maarel, Bergström, Benamar, Troupée, Velanas, Mallahi, Mokono | Pasveer , Dasa 85' ( Oroz), Doekhi, Bazoer 23', 82', Rasmussen, Wittek 17', Vroegh, Openda 51' 66' ( Bruns 90+5'), Tronstad, Darfalou 85' ( Hájek), Broja 71' ( Huisman 88') RESERVEBANK: Houwen, Gong, Ohio, Touré, Manhoef |  |
| Stadion: Stadion Galgenwaard, Utrecht Toeschouwers: - Arbiter: Kamphuis Assistenten: De Nas Assistenten: De Vries 4de official: Rozendal Video-assistenten: Lindhout Video-assistenten: Bluemink |            |           |                                    | Oelschlägel 54', Ter Avest, St. Jago, Janssen 79', Warmerdam, Van Overeem 65' ( Boussaid), Van de Streek 85' ( Emanuelson), Maher 48', Kerk, Mahi 51', Ramselaar 65' ( Hilterman) RESERVEBANK: Paes, Nijhuis, Van der Maarel, Bergström, Benamar, Troupée, Velanas, Mallahi, Mokono | Pasveer , Dasa 85' ( Oroz), Doekhi, Bazoer 23', 82', Rasmussen, Wittek 17', Vroegh, Openda 51' 66' ( Bruns 90+5'), Tronstad, Darfalou 85' ( Hájek), Broja 71' ( Huisman 88') RESERVEBANK: Houwen, Gong, Ohio, Touré, Manhoef |  |
| Stadion: Stadion Galgenwaard, Utrecht Toeschouwers: - Arbiter: Kamphuis Assistenten: De Nas Assistenten: De Vries 4de official: Rozendal Video-assistenten: Lindhout Video-assistenten: Bluemink |            |           |                                    | Oelschlägel 54', Ter Avest, St. Jago, Janssen 79', Warmerdam, Van Overeem 65' ( Boussaid), Van de Streek 85' ( Emanuelson), Maher 48', Kerk, Mahi 51', Ramselaar 65' ( Hilterman) RESERVEBANK: Paes, Nijhuis, Van der Maarel, Bergström, Benamar, Troupée, Velanas, Mallahi, Mokono | Pasveer , Dasa 85' ( Oroz), Doekhi, Bazoer 23', 82', Rasmussen, Wittek 17', Vroegh, Openda 51' 66' ( Bruns 90+5'), Tronstad, Darfalou 85' ( Hájek), Broja 71' ( Huisman 88') RESERVEBANK: Houwen, Gong, Ohio, Touré, Manhoef |  |
| Bijz.: Geen publiek toegestaan i.v.m. nationale Coronamaatregelen Afwezig: Bero, Cornelisse, Tannane (geschorst)                                                                                 |            |           |                                    | | |  |

Speelronde 27:
| zondag 21 maart 2021, 14:30 | Vitesse | 0–0 (0–0) | Willem II | Opstelling Vitesse | Opstelling Willem II |  |
| Stadion: GelreDome, Arnhem Toeschouwers: - Arbiter: Makkelie Assistenten: Steegstra Assistenten: Diks 4de official: Cantineau Video-assistenten: Blank Video-assistenten: Koopman |         |           |           | Pasveer , Dasa, Doekhi, Cornelisse, Rasmussen 20', Wittek 46' ( Openda), Tronstad 77' ( Vroegh), Tannane 54' 77' ( Manhoef), Bero, Broja, Darfalou RESERVEBANK: Bayazit, Houwen, Oroz, Gong, Hájek, Ohio, Touré, Huisman | Murić, Owusu, Van Beek, Holmén , Köhn, Spieringhs 24', Trésor 82' ( Selahi), Llonch, Nunnely 77' ( Köhlert), Wriedt 89' ( Romeny), Pavlidis RESERVEBANK: Van den Berg, Brondeel, Peters, Smeulers, Zuijderwijk, Sağlam |  |
| Stadion: GelreDome, Arnhem Toeschouwers: - Arbiter: Makkelie Assistenten: Steegstra Assistenten: Diks 4de official: Cantineau Video-assistenten: Blank Video-assistenten: Koopman |         |           |           | Pasveer , Dasa, Doekhi, Cornelisse, Rasmussen 20', Wittek 46' ( Openda), Tronstad 77' ( Vroegh), Tannane 54' 77' ( Manhoef), Bero, Broja, Darfalou RESERVEBANK: Bayazit, Houwen, Oroz, Gong, Hájek, Ohio, Touré, Huisman | Murić, Owusu, Van Beek, Holmén , Köhn, Spieringhs 24', Trésor 82' ( Selahi), Llonch, Nunnely 77' ( Köhlert), Wriedt 89' ( Romeny), Pavlidis RESERVEBANK: Van den Berg, Brondeel, Peters, Smeulers, Zuijderwijk, Sağlam |  |
| Stadion: GelreDome, Arnhem Toeschouwers: - Arbiter: Makkelie Assistenten: Steegstra Assistenten: Diks 4de official: Cantineau Video-assistenten: Blank Video-assistenten: Koopman |         |           |           | Pasveer , Dasa, Doekhi, Cornelisse, Rasmussen 20', Wittek 46' ( Openda), Tronstad 77' ( Vroegh), Tannane 54' 77' ( Manhoef), Bero, Broja, Darfalou RESERVEBANK: Bayazit, Houwen, Oroz, Gong, Hájek, Ohio, Touré, Huisman | Murić, Owusu, Van Beek, Holmén , Köhn, Spieringhs 24', Trésor 82' ( Selahi), Llonch, Nunnely 77' ( Köhlert), Wriedt 89' ( Romeny), Pavlidis RESERVEBANK: Van den Berg, Brondeel, Peters, Smeulers, Zuijderwijk, Sağlam |  |
| Bijz.: Geen publiek toegestaan i.v.m. nationale Coronamaatregelen Afwezig: Bazoer, Bruns (geschorst); Hernández (interlandvoetbal)                                                |         |           |           | | |  |

Speelronde 28:
| zaterdag 3 april 2021, 20:00 | FC Twente         | 1–2 (1–1) | Vitesse                         | Opstelling FC Twente | Opstelling Vitesse |  |
| Stadion: De Grolsch Veste, Enschede Toeschouwers: - Arbiter: Van Boekel Assistenten: Van Kampen Assistenten: Bodde 4de official: Hensgens Video-assistenten: Kamphuis Video-assistenten: Nanninga | Danilo 20' (pen.) |           | 44' (pen.) 90+5' (pen.) Tannane | Drommel , Ebuehi, Đumić 4', Pierie, Oosterwolde, Bosch, Zerrouki 90+4' ( Staring), Ilić 79' ( Abass), Narsingh 46' ( Roemeratoe 88'), Danilo, Menig 71' ( Van Leeuwen) RESERVEBANK: De Lange, Van der Gouw, Markelo, Smal, Bruns, Rots | Houwen, Dasa, Doekhi , Bazoer, Rasmussen, Wittek, Tronstad, Tannane, Bero, Broja 88', Openda 85' ( Vroegh) RESERVEBANK: Bayazit, Darfalou, Oroz, Gong, Hájek, Bruns, Huisman |  |
| Stadion: De Grolsch Veste, Enschede Toeschouwers: - Arbiter: Van Boekel Assistenten: Van Kampen Assistenten: Bodde 4de official: Hensgens Video-assistenten: Kamphuis Video-assistenten: Nanninga |                   |           |                                 | Drommel , Ebuehi, Đumić 4', Pierie, Oosterwolde, Bosch, Zerrouki 90+4' ( Staring), Ilić 79' ( Abass), Narsingh 46' ( Roemeratoe 88'), Danilo, Menig 71' ( Van Leeuwen) RESERVEBANK: De Lange, Van der Gouw, Markelo, Smal, Bruns, Rots | Houwen, Dasa, Doekhi , Bazoer, Rasmussen, Wittek, Tronstad, Tannane, Bero, Broja 88', Openda 85' ( Vroegh) RESERVEBANK: Bayazit, Darfalou, Oroz, Gong, Hájek, Bruns, Huisman |  |
| Stadion: De Grolsch Veste, Enschede Toeschouwers: - Arbiter: Van Boekel Assistenten: Van Kampen Assistenten: Bodde 4de official: Hensgens Video-assistenten: Kamphuis Video-assistenten: Nanninga |                   |           |                                 | Drommel , Ebuehi, Đumić 4', Pierie, Oosterwolde, Bosch, Zerrouki 90+4' ( Staring), Ilić 79' ( Abass), Narsingh 46' ( Roemeratoe 88'), Danilo, Menig 71' ( Van Leeuwen) RESERVEBANK: De Lange, Van der Gouw, Markelo, Smal, Bruns, Rots | Houwen, Dasa, Doekhi , Bazoer, Rasmussen, Wittek, Tronstad, Tannane, Bero, Broja 88', Openda 85' ( Vroegh) RESERVEBANK: Bayazit, Darfalou, Oroz, Gong, Hájek, Bruns, Huisman |  |
| Bijz.: Geen publiek toegestaan i.v.m. nationale Coronamaatregelen Afwezig: Pasveer (geblesseerd)                                                                                                  |                   |           |                                 | | |  |

Speelronde 29:
| vrijdag 9 april 2021, 20:00 | Vitesse | 0–0 (0–0) | ADO Den Haag | Opstelling Vitesse | Opstelling ADO Den Haag |  |
| Stadion: GelreDome, Arnhem Toeschouwers: - Arbiter: Kamphuis Assistenten: Van de Ven Assistenten: Strijker 4de official: Dröge Video-assistenten: Lindhout Video-assistenten: Dobre |         |           |              | Pasveer , Dasa, Oroz, Bazoer, Rasmussen, Wittek 46' ( Vroegh), Tronstad 38' 61' ( Darfalou), Tannane 23', Bero, Openda 83' ( Bruns), Broja 83' ( Huisman) RESERVEBANK: Bayazit, Houwen, Hájek, Touré, Cornelisse | Fraisl, Van Ewijk, Zuiverloon 65', Pinas 60', Kemper 90', De Boer, Vejinović 35', Pascu 74' ( Castillo), Besuijen 20', Arweiler, Kishna 46' ( Philipp 57') RESERVEBANK: Koopmans, Goossens, Seedorf, Severina, Esajas, Gomelt |  |
| Stadion: GelreDome, Arnhem Toeschouwers: - Arbiter: Kamphuis Assistenten: Van de Ven Assistenten: Strijker 4de official: Dröge Video-assistenten: Lindhout Video-assistenten: Dobre |         |           |              | Pasveer , Dasa, Oroz, Bazoer, Rasmussen, Wittek 46' ( Vroegh), Tronstad 38' 61' ( Darfalou), Tannane 23', Bero, Openda 83' ( Bruns), Broja 83' ( Huisman) RESERVEBANK: Bayazit, Houwen, Hájek, Touré, Cornelisse | Fraisl, Van Ewijk, Zuiverloon 65', Pinas 60', Kemper 90', De Boer, Vejinović 35', Pascu 74' ( Castillo), Besuijen 20', Arweiler, Kishna 46' ( Philipp 57') RESERVEBANK: Koopmans, Goossens, Seedorf, Severina, Esajas, Gomelt |  |
| Stadion: GelreDome, Arnhem Toeschouwers: - Arbiter: Kamphuis Assistenten: Van de Ven Assistenten: Strijker 4de official: Dröge Video-assistenten: Lindhout Video-assistenten: Dobre |         |           |              | Pasveer , Dasa, Oroz, Bazoer, Rasmussen, Wittek 46' ( Vroegh), Tronstad 38' 61' ( Darfalou), Tannane 23', Bero, Openda 83' ( Bruns), Broja 83' ( Huisman) RESERVEBANK: Bayazit, Houwen, Hájek, Touré, Cornelisse | Fraisl, Van Ewijk, Zuiverloon 65', Pinas 60', Kemper 90', De Boer, Vejinović 35', Pascu 74' ( Castillo), Besuijen 20', Arweiler, Kishna 46' ( Philipp 57') RESERVEBANK: Koopmans, Goossens, Seedorf, Severina, Esajas, Gomelt |  |
| Bijz.: Geen publiek toegestaan i.v.m. nationale Coronamaatregelen Afwezig: Doekhi (ziek)                                                                                            |         |           |              | | |  |

Speelronde 30:
| zondag 25 april 2021, 16:45 | Feyenoord | 0–0 (0–0) | Vitesse | Opstelling Feyenoord | Opstelling Vitesse |  |
| Stadion: Stadion Feijenoord, Rotterdam Toeschouwers: 6.500 Arbiter: Higler Assistenten: Diks Assistenten: Balder 4de official: Van der Laan Video-assistenten: Van de Graaf Video-assistenten: De Vries |           |           |         | Bijlow, Geertruida, Botteghin, Senesi, Malacia 90+1', Diemers 46' ( Fer ( 75+')), Toornstra 26', Kökçü, Berghuis 75', Linssen 72' ( Boženík), Sinisterra 79' ( Baldé) RESERVEBANK: Marsman, Ten Hove, Spajić, Haps, El Bouchataoui, Teixeira, Jørgensen, Pratto | Pasveer , Oroz 72' ( Touré), Doekhi, Bazoer 45', Hájek 3', Wittek 43' 78' ( Manhoef), Tronstad 45+1', Tannane, Bero, Broja 85' ( Gong), Openda 85' ( Darfalou) RESERVEBANK: Bayazit, Houwen, Ohio, Bruns, Cornelisse, Huisman, Hernández |  |
| Stadion: Stadion Feijenoord, Rotterdam Toeschouwers: 6.500 Arbiter: Higler Assistenten: Diks Assistenten: Balder 4de official: Van der Laan Video-assistenten: Van de Graaf Video-assistenten: De Vries |           |           |         | Bijlow, Geertruida, Botteghin, Senesi, Malacia 90+1', Diemers 46' ( Fer ( 75+')), Toornstra 26', Kökçü, Berghuis 75', Linssen 72' ( Boženík), Sinisterra 79' ( Baldé) RESERVEBANK: Marsman, Ten Hove, Spajić, Haps, El Bouchataoui, Teixeira, Jørgensen, Pratto | Pasveer , Oroz 72' ( Touré), Doekhi, Bazoer 45', Hájek 3', Wittek 43' 78' ( Manhoef), Tronstad 45+1', Tannane, Bero, Broja 85' ( Gong), Openda 85' ( Darfalou) RESERVEBANK: Bayazit, Houwen, Ohio, Bruns, Cornelisse, Huisman, Hernández |  |
| Stadion: Stadion Feijenoord, Rotterdam Toeschouwers: 6.500 Arbiter: Higler Assistenten: Diks Assistenten: Balder 4de official: Van der Laan Video-assistenten: Van de Graaf Video-assistenten: De Vries |           |           |         | Bijlow, Geertruida, Botteghin, Senesi, Malacia 90+1', Diemers 46' ( Fer ( 75+')), Toornstra 26', Kökçü, Berghuis 75', Linssen 72' ( Boženík), Sinisterra 79' ( Baldé) RESERVEBANK: Marsman, Ten Hove, Spajić, Haps, El Bouchataoui, Teixeira, Jørgensen, Pratto | Pasveer , Oroz 72' ( Touré), Doekhi, Bazoer 45', Hájek 3', Wittek 43' 78' ( Manhoef), Tronstad 45+1', Tannane, Bero, Broja 85' ( Gong), Openda 85' ( Darfalou) RESERVEBANK: Bayazit, Houwen, Ohio, Bruns, Cornelisse, Huisman, Hernández |  |
| Bijz.: Beperkt publiek toegestaan ondanks Coronamaatregelen Afwezig: Rasmussen (geschorst); Dasa, Vroegh (geblesseerd)                                                                                  |           |           |         | | |  |

Speelronde 31:
| zaterdag 1 mei 2021, 20:00 | Vitesse               | 2–1 (1–0) | PEC Zwolle | Opstelling Vitesse | Opstelling PEC Zwolle |  |
| Stadion: GelreDome, Arnhem Toeschouwers: - Arbiter: Kooij Assistenten: Inia Assistenten: Fikkert 4de official: Gansner Video-assistenten: Nagtegaal Video-assistenten: Steegstra | Broja 27' Touré 90+2' |           | 54' Drost  | Pasveer , Oroz, Doekhi 69', Cornelisse 69' ( Huisman), Hájek, Manhoef 42', Bruns 86' ( Touré), Tannane, Bero 62', Broja, Openda 62' ( Darfalou) RESERVEBANK: Bayazit, Houwen, Gong, Ohio, Hernández, Van Zwam | Mous, Van den Berg, Lam , Nakayama, Paal, Van den Belt 78' ( Strieder), Huiberts 21' ( Manuel), Saymak, Drost, Tedić, Clement RESERVEBANK: Van Drenth, Hauptmeijer, Ghoochannejhad, Lagsir, Chirino, Doué |  |
| Stadion: GelreDome, Arnhem Toeschouwers: - Arbiter: Kooij Assistenten: Inia Assistenten: Fikkert 4de official: Gansner Video-assistenten: Nagtegaal Video-assistenten: Steegstra |                       |           |            | Pasveer , Oroz, Doekhi 69', Cornelisse 69' ( Huisman), Hájek, Manhoef 42', Bruns 86' ( Touré), Tannane, Bero 62', Broja, Openda 62' ( Darfalou) RESERVEBANK: Bayazit, Houwen, Gong, Ohio, Hernández, Van Zwam | Mous, Van den Berg, Lam , Nakayama, Paal, Van den Belt 78' ( Strieder), Huiberts 21' ( Manuel), Saymak, Drost, Tedić, Clement RESERVEBANK: Van Drenth, Hauptmeijer, Ghoochannejhad, Lagsir, Chirino, Doué |  |
| Stadion: GelreDome, Arnhem Toeschouwers: - Arbiter: Kooij Assistenten: Inia Assistenten: Fikkert 4de official: Gansner Video-assistenten: Nagtegaal Video-assistenten: Steegstra |                       |           |            | Pasveer , Oroz, Doekhi 69', Cornelisse 69' ( Huisman), Hájek, Manhoef 42', Bruns 86' ( Touré), Tannane, Bero 62', Broja, Openda 62' ( Darfalou) RESERVEBANK: Bayazit, Houwen, Gong, Ohio, Hernández, Van Zwam | Mous, Van den Berg, Lam , Nakayama, Paal, Van den Belt 78' ( Strieder), Huiberts 21' ( Manuel), Saymak, Drost, Tedić, Clement RESERVEBANK: Van Drenth, Hauptmeijer, Ghoochannejhad, Lagsir, Chirino, Doué |  |
| Bijz.: Geen publiek toegestaan i.v.m. nationale Coronamaatregelen Afwezig: Bazoer, Rasmussen, Tronstad, Wittek (geschorst); Dasa (geblesseerd)                                   |                       |           |            | | |  |

Speelronde 32:
| vrijdag 7 mei 2021, 20:00 | Sparta Rotterdam              | 3–0 (1–0) | Vitesse | Opstelling Sparta Rotterdam | Opstelling Vitesse |  |
| Stadion: Spartastadion Het Kasteel, Rotterdam Toeschouwers: - Arbiter: Nijhuis Assistenten: Honig Assistenten: Kucukerbir 4de official: Hensgens Video-assistenten: Lindhout Video-assistenten: De Vries | Smeets 36' Thy 77' Emegha 80' |           |         | Okoye, Abels, Vriends, Beugelsdijk, Meijers, Harroui, Smeets 82' ( Kharchouch), Auassar, Mijnans 73' ( Emegha), Thy, Engels 73' ( Heylen) RESERVEBANK: Van Leer, Fabrie, Fortes, Burger, Pinto, D. Duarte, Gravenberch, Vianello | Pasveer , Dasa, Doekhi, Bazoer, Rasmussen 67' ( Darfalou), Wittek, Bero, Tannane, Tronstad, Broja 83' ( Oroz), Openda 84' ( Touré) RESERVEBANK: Houwen, Gong, Hájek, Bruns, Cornelisse, Huisman, Manhoef |  |
| Stadion: Spartastadion Het Kasteel, Rotterdam Toeschouwers: - Arbiter: Nijhuis Assistenten: Honig Assistenten: Kucukerbir 4de official: Hensgens Video-assistenten: Lindhout Video-assistenten: De Vries |                               |           |         | Okoye, Abels, Vriends, Beugelsdijk, Meijers, Harroui, Smeets 82' ( Kharchouch), Auassar, Mijnans 73' ( Emegha), Thy, Engels 73' ( Heylen) RESERVEBANK: Van Leer, Fabrie, Fortes, Burger, Pinto, D. Duarte, Gravenberch, Vianello | Pasveer , Dasa, Doekhi, Bazoer, Rasmussen 67' ( Darfalou), Wittek, Bero, Tannane, Tronstad, Broja 83' ( Oroz), Openda 84' ( Touré) RESERVEBANK: Houwen, Gong, Hájek, Bruns, Cornelisse, Huisman, Manhoef |  |
| Stadion: Spartastadion Het Kasteel, Rotterdam Toeschouwers: - Arbiter: Nijhuis Assistenten: Honig Assistenten: Kucukerbir 4de official: Hensgens Video-assistenten: Lindhout Video-assistenten: De Vries |                               |           |         | Okoye, Abels, Vriends, Beugelsdijk, Meijers, Harroui, Smeets 82' ( Kharchouch), Auassar, Mijnans 73' ( Emegha), Thy, Engels 73' ( Heylen) RESERVEBANK: Van Leer, Fabrie, Fortes, Burger, Pinto, D. Duarte, Gravenberch, Vianello | Pasveer , Dasa, Doekhi, Bazoer, Rasmussen 67' ( Darfalou), Wittek, Bero, Tannane, Tronstad, Broja 83' ( Oroz), Openda 84' ( Touré) RESERVEBANK: Houwen, Gong, Hájek, Bruns, Cornelisse, Huisman, Manhoef |  |
| Bijz.: Geen publiek toegestaan i.v.m. nationale Coronamaatregelen Afwezig: Vroegh (geblesseerd) |                               |           |         | | |  |

Speelronde 33:
| donderdag 13 mei 2021, 14:30 | Fortuna Sittard              | 3–3 (2–2) | Vitesse                              | Opstelling Fortuna Sittard | Opstelling Vitesse |  |
| Stadion: Fortuna Sittard Stadion, Sittard Toeschouwers: - Arbiter: Nagtegaal Assistenten: Nanninga Assistenten: Weterings 4de official: Bos Video-assistenten: Teuben Video-assistenten: Van Marrewijk | Rienstra 1' Flemming 41' 54' |           | 25' Tronstad 30' Bazoer 90+5' Openda | Van Osch, Rota 67' 69' ( Essers), Angha, Janssen, Cox, Tekie, Flemming, Rienstra , Semedo 80' ( Emmanouilidis), Polter, Seuntjens 80' ( Moutoussamy) RESERVEBANK: Velthuizen, Wehking, Van den Buijs, Hansson, Kastrati, Amiot, El Ablak, George, Verlinden | Pasveer , Dasa, Doekhi, Bazoer 64', Rasmussen 69' ( Huisman), Wittek, Tronstad 78' ( Touré), Tannane, Bero, Darfalou 69' ( Openda), Bruns 57' ( Broja) RESERVEBANK: Houwen, Oroz, Gong, Hájek, Cornelisse, Manhoef |  |
| Stadion: Fortuna Sittard Stadion, Sittard Toeschouwers: - Arbiter: Nagtegaal Assistenten: Nanninga Assistenten: Weterings 4de official: Bos Video-assistenten: Teuben Video-assistenten: Van Marrewijk |                              |           |                                      | Van Osch, Rota 67' 69' ( Essers), Angha, Janssen, Cox, Tekie, Flemming, Rienstra , Semedo 80' ( Emmanouilidis), Polter, Seuntjens 80' ( Moutoussamy) RESERVEBANK: Velthuizen, Wehking, Van den Buijs, Hansson, Kastrati, Amiot, El Ablak, George, Verlinden | Pasveer , Dasa, Doekhi, Bazoer 64', Rasmussen 69' ( Huisman), Wittek, Tronstad 78' ( Touré), Tannane, Bero, Darfalou 69' ( Openda), Bruns 57' ( Broja) RESERVEBANK: Houwen, Oroz, Gong, Hájek, Cornelisse, Manhoef |  |
| Stadion: Fortuna Sittard Stadion, Sittard Toeschouwers: - Arbiter: Nagtegaal Assistenten: Nanninga Assistenten: Weterings 4de official: Bos Video-assistenten: Teuben Video-assistenten: Van Marrewijk |                              |           |                                      | Van Osch, Rota 67' 69' ( Essers), Angha, Janssen, Cox, Tekie, Flemming, Rienstra , Semedo 80' ( Emmanouilidis), Polter, Seuntjens 80' ( Moutoussamy) RESERVEBANK: Velthuizen, Wehking, Van den Buijs, Hansson, Kastrati, Amiot, El Ablak, George, Verlinden | Pasveer , Dasa, Doekhi, Bazoer 64', Rasmussen 69' ( Huisman), Wittek, Tronstad 78' ( Touré), Tannane, Bero, Darfalou 69' ( Openda), Bruns 57' ( Broja) RESERVEBANK: Houwen, Oroz, Gong, Hájek, Cornelisse, Manhoef |  |
| Bijz.: Geen publiek toegestaan i.v.m. nationale Coronamaatregelen; Vitesse na afloop zeker van vierde plaats en plaatsing Europees voetbal Afwezig: Vroegh (geblesseerd)                               |                              |           |                                      | | |  |

Speelronde 34:
| zondag 16 mei 2021, 14:30 | Vitesse    | 1–3 (1–2) | Ajax                               | Opstelling Vitesse | Opstelling Ajax |  |
| Stadion: GelreDome, Arnhem Toeschouwers: - Arbiter: Gözübüyük Assistenten: Van Zuilen Assistenten: Balder 4de official: Vos Video-assistenten: Dieperink Video-assistenten: Koopman | Openda 44' |           | 12' Haller 43' Antony 76' Martínez | Pasveer , Dasa, Doekhi, Bazoer 62' ( Touré), Hájek 23', Wittek 90+1' ( Manhoef), Tronstad, Hernández 62' ( Darfalou), Huisman 62' ( Bruns), Openda, Gong 62' ( Broja) RESERVEBANK: Bayazit, Houwen, Rasmussen, Tannane, Oroz, Ohio, Cornelisse | Stekelenburg, J. Timber, Schuurs, Martínez, Rensch 77' ( Klaiber), Gravenberch, Ekkelenkamp, Kudus 84' ( Labyad), Antony 25' 58' ( Neres 84'), Haller 77' ( Brobbey), Tadić 85' ( Idrissi) RESERVEBANK: Reiziger, Raatsie, Mazraoui, Traoré, Llansana, Fitz-Jim |  |
| Stadion: GelreDome, Arnhem Toeschouwers: - Arbiter: Gözübüyük Assistenten: Van Zuilen Assistenten: Balder 4de official: Vos Video-assistenten: Dieperink Video-assistenten: Koopman |            |           |                                    | Pasveer , Dasa, Doekhi, Bazoer 62' ( Touré), Hájek 23', Wittek 90+1' ( Manhoef), Tronstad, Hernández 62' ( Darfalou), Huisman 62' ( Bruns), Openda, Gong 62' ( Broja) RESERVEBANK: Bayazit, Houwen, Rasmussen, Tannane, Oroz, Ohio, Cornelisse | Stekelenburg, J. Timber, Schuurs, Martínez, Rensch 77' ( Klaiber), Gravenberch, Ekkelenkamp, Kudus 84' ( Labyad), Antony 25' 58' ( Neres 84'), Haller 77' ( Brobbey), Tadić 85' ( Idrissi) RESERVEBANK: Reiziger, Raatsie, Mazraoui, Traoré, Llansana, Fitz-Jim |  |
| Stadion: GelreDome, Arnhem Toeschouwers: - Arbiter: Gözübüyük Assistenten: Van Zuilen Assistenten: Balder 4de official: Vos Video-assistenten: Dieperink Video-assistenten: Koopman |            |           |                                    | Pasveer , Dasa, Doekhi, Bazoer 62' ( Touré), Hájek 23', Wittek 90+1' ( Manhoef), Tronstad, Hernández 62' ( Darfalou), Huisman 62' ( Bruns), Openda, Gong 62' ( Broja) RESERVEBANK: Bayazit, Houwen, Rasmussen, Tannane, Oroz, Ohio, Cornelisse | Stekelenburg, J. Timber, Schuurs, Martínez, Rensch 77' ( Klaiber), Gravenberch, Ekkelenkamp, Kudus 84' ( Labyad), Antony 25' 58' ( Neres 84'), Haller 77' ( Brobbey), Tadić 85' ( Idrissi) RESERVEBANK: Reiziger, Raatsie, Mazraoui, Traoré, Llansana, Fitz-Jim |  |
| Bijz.: Geen publiek toegestaan i.v.m. nationale Coronamaatregelen |            |           |                                    | | |  |

### KNVB beker
- Op 3 oktober vond de loting voor de eerste ronde plaats, wat voor Vitesse een uitwedstrijd tegen HHC Hardenberg of GVVV opleverde.
- Op 6 oktober won HHC Hardenberg in de tweede voorronde van GVVV er werd daarmee de tegenstander van Vitesse in de eerste ronde. Het duel werd aanvankelijk ingepland op 28 oktober, maar door aangescherpte Coronamaatregelen werden de bekerduels met amateurteams verplaatst naar 1 of 2 december.[64] Nadat ook deze data niet mogelijk bleken door Coronamaatregelen, werden de amateurclubs uit het bekertoernooi genomen; Vitesse ging zonder te spelen door naar de tweede ronde.
- Op 21 november werd een uitwedstrijd tegen Willem II geloot voor de tweede ronde.
- Op 19 december lootte Vitesse een thuiswedstrijd tegen ADO Den Haag in de achtste finale.
- Op 23 januari lootte Vitesse een uitwedstrijd tegen Excelsior in de kwartfinale.
- Op 13 februari lootte Vitesse een thuiswedstrijd tegen NEC of VVV-Venlo in de halve finale. Vier dagen later won VVV-Venlo de kwartfinale van NEC.
- Op 2 maart behaalde Vitesse de finale van de beker voor de vijfde keer in de clubhistorie en voor de tweede keer in vier jaar.
- Op 30 maart werd door de KNVB bekendgemaakt dat er definitief geen publiek aanwezig zou mogen zijn bij de bekerfinale op 18 april.

Tweede ronde
| donderdag 17 december 2020, 21:00 | Willem II | 0–2 (0–1) | Vitesse                 | Opstelling Willem II | Opstelling Vitesse |  |
| Stadion: Koning Willem II Stadion, Tilburg Toeschouwers: - Arbiter: Van der Eijk Assistenten: Polman Assistenten: Frijn 4de official: Bijl               |           |           | 20' Manhoef 63' Buitink | Ruiter, Owusu 79' ( Schippers 84'), Holmén 41', Van der Heijden, Köhn, Spieringhs 79' ( Yeboah), Sağlam 72' ( Trésor), Heerkens , Nunnely, Pavlidis, Köhlert 66' ( Wriedt) RESERVEBANK: Van den Berg, Brondeel, Gladon, Zuijderwijk, Van der Avert | Pasveer , Manhoef 89' ( Gong), Doekhi, Bazoer, Rasmussen, Wittek 89' ( Hájek), Bero, Tronstad, Tannane 90+1' ( Hernández), Darfalou 59' ( Buitink), Openda 59' ( Huisman) RESERVEBANK: Bayazit, Houwen, Bruns, Vroegh, Cornelisse, Leeflang |  |
| Stadion: Koning Willem II Stadion, Tilburg Toeschouwers: - Arbiter: Van der Eijk Assistenten: Polman Assistenten: Frijn 4de official: Bijl               |           |           |                         | Ruiter, Owusu 79' ( Schippers 84'), Holmén 41', Van der Heijden, Köhn, Spieringhs 79' ( Yeboah), Sağlam 72' ( Trésor), Heerkens , Nunnely, Pavlidis, Köhlert 66' ( Wriedt) RESERVEBANK: Van den Berg, Brondeel, Gladon, Zuijderwijk, Van der Avert | Pasveer , Manhoef 89' ( Gong), Doekhi, Bazoer, Rasmussen, Wittek 89' ( Hájek), Bero, Tronstad, Tannane 90+1' ( Hernández), Darfalou 59' ( Buitink), Openda 59' ( Huisman) RESERVEBANK: Bayazit, Houwen, Bruns, Vroegh, Cornelisse, Leeflang |  |
| Stadion: Koning Willem II Stadion, Tilburg Toeschouwers: - Arbiter: Van der Eijk Assistenten: Polman Assistenten: Frijn 4de official: Bijl               |           |           |                         | Ruiter, Owusu 79' ( Schippers 84'), Holmén 41', Van der Heijden, Köhn, Spieringhs 79' ( Yeboah), Sağlam 72' ( Trésor), Heerkens , Nunnely, Pavlidis, Köhlert 66' ( Wriedt) RESERVEBANK: Van den Berg, Brondeel, Gladon, Zuijderwijk, Van der Avert | Pasveer , Manhoef 89' ( Gong), Doekhi, Bazoer, Rasmussen, Wittek 89' ( Hájek), Bero, Tronstad, Tannane 90+1' ( Hernández), Darfalou 59' ( Buitink), Openda 59' ( Huisman) RESERVEBANK: Bayazit, Houwen, Bruns, Vroegh, Cornelisse, Leeflang |  |
| Bijz.: Geen publiek toegestaan i.v.m. nationale Coronamaatregelen; debuut Hernández Afwezig: Touré (geschorst); Broja (Corona); Dasa (niet wedstrijdfit) |           |           |                         | | |  |

Achtste finale
| dinsdag 19 januari 2021, 18:45                                                                                           | Vitesse             | 2–1 (1–0) | ADO Den Haag | Opstelling Vitesse | Opstelling ADO Den Haag |  |
| Stadion: GelreDome, Arnhem Toeschouwers: - Arbiter: Higler Assistenten: Polman Assistenten: Nanninga 4de official: Blank | Openda 25' Bero 71' |           | 81' Ćatić    | Pasveer , Dasa, Doekhi, Bazoer 75' ( Hájek), Rasmussen, Wittek, Bruns 58' ( Touré), Tannane 58' ( Huisman), Bero, Openda 80' ( Buitink), Darfalou 58' ( Broja) RESERVEBANK: Bayazit, Houwen, Oroz, Gong, Vroegh, Cornelisse, Manhoef | Koopmans , Rațiu, Amofa 71' ( Philipp), Del Fabro, Kemper, Castillo 54' 61' ( De Boer), Ould-Chikh 62' ( Arweiler), Goossens, Pinas, Bourard 46' ( Ćatić), Besuijen 83' ( Karelis) RESERVEBANK: Zwinkels, Schoonderwaldt, Rigo, Seedorf, M. Mulder, Pascu, J. Mulder |  |
| Stadion: GelreDome, Arnhem Toeschouwers: - Arbiter: Higler Assistenten: Polman Assistenten: Nanninga 4de official: Blank |                     |           |              | Pasveer , Dasa, Doekhi, Bazoer 75' ( Hájek), Rasmussen, Wittek, Bruns 58' ( Touré), Tannane 58' ( Huisman), Bero, Openda 80' ( Buitink), Darfalou 58' ( Broja) RESERVEBANK: Bayazit, Houwen, Oroz, Gong, Vroegh, Cornelisse, Manhoef | Koopmans , Rațiu, Amofa 71' ( Philipp), Del Fabro, Kemper, Castillo 54' 61' ( De Boer), Ould-Chikh 62' ( Arweiler), Goossens, Pinas, Bourard 46' ( Ćatić), Besuijen 83' ( Karelis) RESERVEBANK: Zwinkels, Schoonderwaldt, Rigo, Seedorf, M. Mulder, Pascu, J. Mulder |  |
| Stadion: GelreDome, Arnhem Toeschouwers: - Arbiter: Higler Assistenten: Polman Assistenten: Nanninga 4de official: Blank |                     |           |              | Pasveer , Dasa, Doekhi, Bazoer 75' ( Hájek), Rasmussen, Wittek, Bruns 58' ( Touré), Tannane 58' ( Huisman), Bero, Openda 80' ( Buitink), Darfalou 58' ( Broja) RESERVEBANK: Bayazit, Houwen, Oroz, Gong, Vroegh, Cornelisse, Manhoef | Koopmans , Rațiu, Amofa 71' ( Philipp), Del Fabro, Kemper, Castillo 54' 61' ( De Boer), Ould-Chikh 62' ( Arweiler), Goossens, Pinas, Bourard 46' ( Ćatić), Besuijen 83' ( Karelis) RESERVEBANK: Zwinkels, Schoonderwaldt, Rigo, Seedorf, M. Mulder, Pascu, J. Mulder |  |
| Bijz.: Geen publiek toegestaan i.v.m. nationale Coronamaatregelen Afwezig: Tronstad (geblesseerd)                        |                     |           |              | | |  |

Kwartfinale
| dinsdag 9 februari 2021, 20:00 | Excelsior | 0–1 (0–0) | Vitesse      | Opstelling Excelsior | Opstelling Vitesse |  |
| Stadion: Van Donge & De Roo Stadion, Rotterdam Toeschouwers: - Arbiter: Higler Assistenten: Bluemink Assistenten: Strijker 4de official: Cantineau Video-assistenten: Gerrets Video-assistenten: De Nas |           |           | 90+1' Openda | Damen , Horemans, Aberkane 90+1' ( Verhaar), Wieffer, Matthys, Ormonde-Ottewill, Baas 90+1' ( Mendes Moreira), Niemeijer, Bruins, Ómarsson, Zwarts RESERVEBANK: De Fockert, Bleijenberg, Skogen, Fischer, Den Heeten, Van Rooijen, Gouda, Van Delft | Pasveer , Manhoef, Doekhi, Bazoer 20', Rasmussen, Wittek, Bruns 31' ( Huisman), Tannane, Vroegh, Broja, Openda RESERVEBANK: Houwen, Dasa, Darfalou, Oroz, Gong, Hájek, Ohio, Touré, Cornelisse, Hernández |  |
| Stadion: Van Donge & De Roo Stadion, Rotterdam Toeschouwers: - Arbiter: Higler Assistenten: Bluemink Assistenten: Strijker 4de official: Cantineau Video-assistenten: Gerrets Video-assistenten: De Nas |           |           |              | Damen , Horemans, Aberkane 90+1' ( Verhaar), Wieffer, Matthys, Ormonde-Ottewill, Baas 90+1' ( Mendes Moreira), Niemeijer, Bruins, Ómarsson, Zwarts RESERVEBANK: De Fockert, Bleijenberg, Skogen, Fischer, Den Heeten, Van Rooijen, Gouda, Van Delft | Pasveer , Manhoef, Doekhi, Bazoer 20', Rasmussen, Wittek, Bruns 31' ( Huisman), Tannane, Vroegh, Broja, Openda RESERVEBANK: Houwen, Dasa, Darfalou, Oroz, Gong, Hájek, Ohio, Touré, Cornelisse, Hernández |  |
| Stadion: Van Donge & De Roo Stadion, Rotterdam Toeschouwers: - Arbiter: Higler Assistenten: Bluemink Assistenten: Strijker 4de official: Cantineau Video-assistenten: Gerrets Video-assistenten: De Nas |           |           |              | Damen , Horemans, Aberkane 90+1' ( Verhaar), Wieffer, Matthys, Ormonde-Ottewill, Baas 90+1' ( Mendes Moreira), Niemeijer, Bruins, Ómarsson, Zwarts RESERVEBANK: De Fockert, Bleijenberg, Skogen, Fischer, Den Heeten, Van Rooijen, Gouda, Van Delft | Pasveer , Manhoef, Doekhi, Bazoer 20', Rasmussen, Wittek, Bruns 31' ( Huisman), Tannane, Vroegh, Broja, Openda RESERVEBANK: Houwen, Dasa, Darfalou, Oroz, Gong, Hájek, Ohio, Touré, Cornelisse, Hernández |  |
| Bijz.: Geen publiek toegestaan i.v.m. nationale Coronamaatregelen Afwezig: Bero (geblesseerd); Tronstad (rust)                                                                                          |           |           |              | | |  |

Halve finale
| dinsdag 2 maart 2021, 21:00 | Vitesse               | 2–0 (0–0) | VVV-Venlo | Opstelling Vitesse | Opstelling VVV-Venlo |  |
| Stadion: GelreDome, Arnhem Toeschouwers: - Arbiter: Lindhout Assistenten: Goossens Assistenten: Van de Ven 4de official: Gerrets Video-assistenten: Makkelie Video-assistenten: Polman | Broja 75' Tannane 84' |           |           | Pasveer , Dasa, Doekhi, Bazoer 89' ( Hájek), Rasmussen, Wittek, Bero, Tannane 63' 87' ( Darfalou), Tronstad, Broja, Openda 75' ( Vroegh) RESERVEBANK: Houwen, Oroz, Gong, Ohio, Bruns, Touré, Cornelisse, Huisman, Manhoef | Kirschbaum, Pachonik, Gelmi, Da Graca, Schäfer 83' ( Arias), Post , Machach 37' ( Janssen), C. Donis, Shabani, Giakoumakis 26', Hunte RESERVEBANK: D. van Crooij, Verbong, Swinkels, Hupperts, John, Kum, Roemer, Essanoussi, Schmitz, Nabbe |  |
| Stadion: GelreDome, Arnhem Toeschouwers: - Arbiter: Lindhout Assistenten: Goossens Assistenten: Van de Ven 4de official: Gerrets Video-assistenten: Makkelie Video-assistenten: Polman |                       |           |           | Pasveer , Dasa, Doekhi, Bazoer 89' ( Hájek), Rasmussen, Wittek, Bero, Tannane 63' 87' ( Darfalou), Tronstad, Broja, Openda 75' ( Vroegh) RESERVEBANK: Houwen, Oroz, Gong, Ohio, Bruns, Touré, Cornelisse, Huisman, Manhoef | Kirschbaum, Pachonik, Gelmi, Da Graca, Schäfer 83' ( Arias), Post , Machach 37' ( Janssen), C. Donis, Shabani, Giakoumakis 26', Hunte RESERVEBANK: D. van Crooij, Verbong, Swinkels, Hupperts, John, Kum, Roemer, Essanoussi, Schmitz, Nabbe |  |
| Stadion: GelreDome, Arnhem Toeschouwers: - Arbiter: Lindhout Assistenten: Goossens Assistenten: Van de Ven 4de official: Gerrets Video-assistenten: Makkelie Video-assistenten: Polman |                       |           |           | Pasveer , Dasa, Doekhi, Bazoer 89' ( Hájek), Rasmussen, Wittek, Bero, Tannane 63' 87' ( Darfalou), Tronstad, Broja, Openda 75' ( Vroegh) RESERVEBANK: Houwen, Oroz, Gong, Ohio, Bruns, Touré, Cornelisse, Huisman, Manhoef | Kirschbaum, Pachonik, Gelmi, Da Graca, Schäfer 83' ( Arias), Post , Machach 37' ( Janssen), C. Donis, Shabani, Giakoumakis 26', Hunte RESERVEBANK: D. van Crooij, Verbong, Swinkels, Hupperts, John, Kum, Roemer, Essanoussi, Schmitz, Nabbe |  |
| Bijz.: Geen publiek toegestaan i.v.m. nationale Coronamaatregelen |                       |           |           | | |  |

Finale
| zondag 18 april 2021, 18:00 | Ajax                        | 2–1 (1–1) | Vitesse    | Opstelling Ajax | Opstelling Vitesse |  |
| Stadion: De Kuip, Rotterdam Toeschouwers: - Arbiter: Kuipers Assistenten: Van Roekel Assistenten: Zeinstra 4de official: Lindhout Video-assistenten: Van Boekel Video-assistenten: Van Zuilen | Gravenberch 23' Neres 90+1' |           | 30' Openda | Stekelenburg, Rensch 75' ( Schuurs), J. Timber, Martínez, Tagliafico 90+5', Álvarez, Klaassen 88' ( Ekkelenkamp), Gravenberch, Antony 87' ( Neres), Haller, Tadić RESERVEBANK: Scherpen, Kotarski, Klaiber, Idrissi, Mazraoui, Labyad, Kudus, Traoré, Brobbey | Pasveer , Dasa 46' ( Oroz), Doekhi, Bazoer, Rasmussen 86', Wittek 74' 89' ( Hájek), Bero 90+3', Tannane 63' 89' ( Darfalou), Tronstad, Broja, Openda 65' ( Touré 72') RESERVEBANK: Bayazit, Houwen, Gong, Ohio, Bruns, Cornelisse, Huisman, Manhoef |  |
| Stadion: De Kuip, Rotterdam Toeschouwers: - Arbiter: Kuipers Assistenten: Van Roekel Assistenten: Zeinstra 4de official: Lindhout Video-assistenten: Van Boekel Video-assistenten: Van Zuilen |                             |           |            | Stekelenburg, Rensch 75' ( Schuurs), J. Timber, Martínez, Tagliafico 90+5', Álvarez, Klaassen 88' ( Ekkelenkamp), Gravenberch, Antony 87' ( Neres), Haller, Tadić RESERVEBANK: Scherpen, Kotarski, Klaiber, Idrissi, Mazraoui, Labyad, Kudus, Traoré, Brobbey | Pasveer , Dasa 46' ( Oroz), Doekhi, Bazoer, Rasmussen 86', Wittek 74' 89' ( Hájek), Bero 90+3', Tannane 63' 89' ( Darfalou), Tronstad, Broja, Openda 65' ( Touré 72') RESERVEBANK: Bayazit, Houwen, Gong, Ohio, Bruns, Cornelisse, Huisman, Manhoef |  |
| Stadion: De Kuip, Rotterdam Toeschouwers: - Arbiter: Kuipers Assistenten: Van Roekel Assistenten: Zeinstra 4de official: Lindhout Video-assistenten: Van Boekel Video-assistenten: Van Zuilen |                             |           |            | Stekelenburg, Rensch 75' ( Schuurs), J. Timber, Martínez, Tagliafico 90+5', Álvarez, Klaassen 88' ( Ekkelenkamp), Gravenberch, Antony 87' ( Neres), Haller, Tadić RESERVEBANK: Scherpen, Kotarski, Klaiber, Idrissi, Mazraoui, Labyad, Kudus, Traoré, Brobbey | Pasveer , Dasa 46' ( Oroz), Doekhi, Bazoer, Rasmussen 86', Wittek 74' 89' ( Hájek), Bero 90+3', Tannane 63' 89' ( Darfalou), Tronstad, Broja, Openda 65' ( Touré 72') RESERVEBANK: Bayazit, Houwen, Gong, Ohio, Bruns, Cornelisse, Huisman, Manhoef |  |
| Bijz.: Geen publiek toegestaan i.v.m. nationale Coronamaatregelen Afwezig: Vroegh (geblesseerd)                                                                                               |                             |           |            | | |  |

#### Niet gespeeld
Eerste ronde
| woensdag 2 december 2020, 19:45                                          | HHC Hardenberg | – (–) | Vitesse | Opstelling HHC Hardenberg | Opstelling Vitesse |
| Stadion: De Boshoek, Hardenberg                                          |                |       |         |                           |                    |
|                                                                          |                |       |         |                           |                    |
|                                                                          |                |       |         |                           |                    |
| Bijz.: Door Coronamaatregelen konden amateurclubs niet trainen of spelen |                |       |         |                           |                    |

### Oefenwedstrijden
| zaterdag 18 juli 2020, 12:00                                           | Vitesse                      | 3–3 (2–1) | Jong FC Utrecht                              | Opstelling Vitesse | Opstelling Jong FC Utrecht |  |
| Stadion: Sportcentrum Papendal, Arnhem Toeschouwers: 0 Arbiter: Timmer | Darfalou 23' 31' Huisman 77' |           | 33' De la Vega 48' Van Butselaar 83' Mallahi | Bayazit, Dasa 46' ( Musaba), Leeflang 46' ( Doekhi ( 46'+)), Cornelisse 46' ( Hájek 77' ( Oukili)), Clark 46' ( Manhoef), Vroegh 46' ( Bruns), Bero 46' ( Tronstad), Bazoer 46' ( Tannane), Kuijpers 46' ( Oukili 67' ( Huisman)), Darfalou 46' ( Buitink), Beerens 46' ( Delaveris) | NN                         |  |
| Stadion: Sportcentrum Papendal, Arnhem Toeschouwers: 0 Arbiter: Timmer |                              |           |                                              | Bayazit, Dasa 46' ( Musaba), Leeflang 46' ( Doekhi ( 46'+)), Cornelisse 46' ( Hájek 77' ( Oukili)), Clark 46' ( Manhoef), Vroegh 46' ( Bruns), Bero 46' ( Tronstad), Bazoer 46' ( Tannane), Kuijpers 46' ( Oukili 67' ( Huisman)), Darfalou 46' ( Buitink), Beerens 46' ( Delaveris) | NN                         |  |
| Stadion: Sportcentrum Papendal, Arnhem Toeschouwers: 0 Arbiter: Timmer |                              |           |                                              | Bayazit, Dasa 46' ( Musaba), Leeflang 46' ( Doekhi ( 46'+)), Cornelisse 46' ( Hájek 77' ( Oukili)), Clark 46' ( Manhoef), Vroegh 46' ( Bruns), Bero 46' ( Tronstad), Bazoer 46' ( Tannane), Kuijpers 46' ( Oukili 67' ( Huisman)), Darfalou 46' ( Buitink), Beerens 46' ( Delaveris) | NN                         |  |
| Bijz.: Besloten duel, niet toegankelijk voor publiek                   |                              |           |                                              | |                            |  |

| zondag 26 juli 2020, 14:30                                                    | FC Volendam | 0–5 (0–1) | Vitesse                                                 | Opstelling FC Volendam | Opstelling Vitesse |  |
| Stadion: Sportpark Woudlust, Westwoud Toeschouwers: 0 Arbiter: Groenewegen    |             |           | 7' (pen.) Darfalou 47' Huisman 53' 76' Openda 81' Bruns | Bakker 46' ( Roggeveen), B. Plat 46' ( Betti), M. Tol 46' ( Eerdhuijzen), Van de Ven 73' ( Baly), Murkin 63' ( James), A. Plat 73' ( El Azzouzi), Doodeman 63' ( Panka), J. Vlak 63' ( Ben Sallam), Kaars 63' ( Beers), El Kadiri 73' ( R. Tol), Deul RESERVEBANK: Antonioli | Houwen, Dasa 46' ( Musaba), Doekhi 58' ( Cornelisse), Cornelisse 34' ( Leeflang), Clark 46' ( Manhoef), Bero 46' ( Huisman), Tronstad 46' ( Bruns ( 46'+)), Tannane 46' ( Delaveris), Bazoer 46' ( Vroegh), Darfalou 46' ( Openda), Buitink 46' ( Beerens) RESERVEBANK: Bayazit, Oukili, Kuijpers |  |
| Stadion: Sportpark Woudlust, Westwoud Toeschouwers: 0 Arbiter: Groenewegen    |             |           |                                                         | Bakker 46' ( Roggeveen), B. Plat 46' ( Betti), M. Tol 46' ( Eerdhuijzen), Van de Ven 73' ( Baly), Murkin 63' ( James), A. Plat 73' ( El Azzouzi), Doodeman 63' ( Panka), J. Vlak 63' ( Ben Sallam), Kaars 63' ( Beers), El Kadiri 73' ( R. Tol), Deul RESERVEBANK: Antonioli | Houwen, Dasa 46' ( Musaba), Doekhi 58' ( Cornelisse), Cornelisse 34' ( Leeflang), Clark 46' ( Manhoef), Bero 46' ( Huisman), Tronstad 46' ( Bruns ( 46'+)), Tannane 46' ( Delaveris), Bazoer 46' ( Vroegh), Darfalou 46' ( Openda), Buitink 46' ( Beerens) RESERVEBANK: Bayazit, Oukili, Kuijpers |  |
| Stadion: Sportpark Woudlust, Westwoud Toeschouwers: 0 Arbiter: Groenewegen    |             |           |                                                         | Bakker 46' ( Roggeveen), B. Plat 46' ( Betti), M. Tol 46' ( Eerdhuijzen), Van de Ven 73' ( Baly), Murkin 63' ( James), A. Plat 73' ( El Azzouzi), Doodeman 63' ( Panka), J. Vlak 63' ( Ben Sallam), Kaars 63' ( Beers), El Kadiri 73' ( R. Tol), Deul RESERVEBANK: Antonioli | Houwen, Dasa 46' ( Musaba), Doekhi 58' ( Cornelisse), Cornelisse 34' ( Leeflang), Clark 46' ( Manhoef), Bero 46' ( Huisman), Tronstad 46' ( Bruns ( 46'+)), Tannane 46' ( Delaveris), Bazoer 46' ( Vroegh), Darfalou 46' ( Openda), Buitink 46' ( Beerens) RESERVEBANK: Bayazit, Oukili, Kuijpers |  |
| Bijz.: Besloten duel, niet toegankelijk voor publiek Afwezig: Gong (COVID-19) |             |           |                                                         | | |  |

| vrijdag 31 juli 2020, 15:00 | Vitesse                                               | 4–2 (2–1) | KVC Westerlo            | Opstelling Vitesse | Opstelling KVC Westerlo |  |
| Stadion: GelreDome, Arnhem Toeschouwers: 45 Arbiter: Voncken                                                                            | Openda 30' Darfalou 43' Tannane 49' Bazoer 57' (pen.) |           | 18' Vetokele 61' Soumah | Pasveer , Dasa 46' ( Musaba), Doekhi 46' ( Leeflang), Hájek 46' ( Rasmussen 69' ( Cornelisse)), Wittek 46' ( Manhoef), Bruns 40' 46' ( Tronstad 55'), Bero 46' ( Bazoer), Vroegh 46' ( Huisman), Delaveris 46' ( Tannane), Darfalou 46' ( Buitink), Openda 46' ( Beerens) RESERVEBANK: Bayazit | Özer 45+2' ( Van Langendonck), Perdichizzi 53' 63' ( Biset), Van Eenoo, Remmer, Ndong, Keita, Soumah, Brüls 55' 80' ( Petrov), Vetokele 71' ( Muritala), Abrahams, Dierckx |  |
| Stadion: GelreDome, Arnhem Toeschouwers: 45 Arbiter: Voncken                                                                            |                                                       |           |                         | Pasveer , Dasa 46' ( Musaba), Doekhi 46' ( Leeflang), Hájek 46' ( Rasmussen 69' ( Cornelisse)), Wittek 46' ( Manhoef), Bruns 40' 46' ( Tronstad 55'), Bero 46' ( Bazoer), Vroegh 46' ( Huisman), Delaveris 46' ( Tannane), Darfalou 46' ( Buitink), Openda 46' ( Beerens) RESERVEBANK: Bayazit | Özer 45+2' ( Van Langendonck), Perdichizzi 53' 63' ( Biset), Van Eenoo, Remmer, Ndong, Keita, Soumah, Brüls 55' 80' ( Petrov), Vetokele 71' ( Muritala), Abrahams, Dierckx |  |
| Stadion: GelreDome, Arnhem Toeschouwers: 45 Arbiter: Voncken                                                                            |                                                       |           |                         | Pasveer , Dasa 46' ( Musaba), Doekhi 46' ( Leeflang), Hájek 46' ( Rasmussen 69' ( Cornelisse)), Wittek 46' ( Manhoef), Bruns 40' 46' ( Tronstad 55'), Bero 46' ( Bazoer), Vroegh 46' ( Huisman), Delaveris 46' ( Tannane), Darfalou 46' ( Buitink), Openda 46' ( Beerens) RESERVEBANK: Bayazit | Özer 45+2' ( Van Langendonck), Perdichizzi 53' 63' ( Biset), Van Eenoo, Remmer, Ndong, Keita, Soumah, Brüls 55' 80' ( Petrov), Vetokele 71' ( Muritala), Abrahams, Dierckx |  |
| Bijz.: Besloten duel, niet toegankelijk voor publiek (met uitzondering van een aantal uitgenodigde supporters) Afwezig: Gong (COVID-19) |                                                       |           |                         | | |  |

| vrijdag 7 augustus 2020, 14:30                                             | sc Heerenveen | 1–2 (1–2) | Vitesse             | Opstelling sc Heerenveen | Opstelling Vitesse |  |
| Stadion: Abe Lenstra Stadion, Heerenveen Toeschouwers: 800 Arbiter: Mulder | Ejuke 43'     |           | 5' Bero 16' Buitink | Mulder, Floranus 73' ( Nunumete), Drešević 59', Fernández 46' ( Zaal), Woudenberg, Hajal, Dewaele 33' ( Akujobi 67'), Veerman , Van Bergen, Espejord 46' ( Smit), Ejuke 80' ( Van der Heide) RESERVEBANK: Kroesen, Kongolo, Westra, Offerhaus | Bayazit, Dasa, Doekhi 73' ( Leeflang), Rasmussen 46' ( Hájek), Wittek 62' ( Manhoef), Tronstad 73' ( Cornelisse), Bero 62' ( Vroegh), Tannane 62' ( Bruns), Huisman 62' ( Delaveris), Buitink 31' ( Darfalou), Openda 59' 62' ( Buitink 68' ( Musaba)) RESERVEBANK: Houwen |  |
| Stadion: Abe Lenstra Stadion, Heerenveen Toeschouwers: 800 Arbiter: Mulder |               |           |                     | Mulder, Floranus 73' ( Nunumete), Drešević 59', Fernández 46' ( Zaal), Woudenberg, Hajal, Dewaele 33' ( Akujobi 67'), Veerman , Van Bergen, Espejord 46' ( Smit), Ejuke 80' ( Van der Heide) RESERVEBANK: Kroesen, Kongolo, Westra, Offerhaus | Bayazit, Dasa, Doekhi 73' ( Leeflang), Rasmussen 46' ( Hájek), Wittek 62' ( Manhoef), Tronstad 73' ( Cornelisse), Bero 62' ( Vroegh), Tannane 62' ( Bruns), Huisman 62' ( Delaveris), Buitink 31' ( Darfalou), Openda 59' 62' ( Buitink 68' ( Musaba)) RESERVEBANK: Houwen |  |
| Stadion: Abe Lenstra Stadion, Heerenveen Toeschouwers: 800 Arbiter: Mulder |               |           |                     | Mulder, Floranus 73' ( Nunumete), Drešević 59', Fernández 46' ( Zaal), Woudenberg, Hajal, Dewaele 33' ( Akujobi 67'), Veerman , Van Bergen, Espejord 46' ( Smit), Ejuke 80' ( Van der Heide) RESERVEBANK: Kroesen, Kongolo, Westra, Offerhaus | Bayazit, Dasa, Doekhi 73' ( Leeflang), Rasmussen 46' ( Hájek), Wittek 62' ( Manhoef), Tronstad 73' ( Cornelisse), Bero 62' ( Vroegh), Tannane 62' ( Bruns), Huisman 62' ( Delaveris), Buitink 31' ( Darfalou), Openda 59' 62' ( Buitink 68' ( Musaba)) RESERVEBANK: Houwen |  |
| Bijz.: Uitsupporters niet toegestaan Afwezig: Gong (COVID-19)              |               |           |                     | | |  |

| zaterdag 15 augustus 2020, 18:45                                                 | PSV       | 1–1 (0–1) | Vitesse   | Opstelling PSV | Opstelling Vitesse |  |
| Stadion: Philips Stadion, Eindhoven Toeschouwers: 6.500 Arbiter: Gözübüyük       | Gakpo 52' |           | 6' Doekhi | Unnerstall 46' ( Zoet), Dumfries , Teze 46' ( Baumgartl), Boscagli 46' ( Viergever 50' ( Sadílek)), Mauro Júnior 75' ( Rigo), Rosario, Thomas 46' ( Ihattaren), Gakpo, Madueke 75' ( Piroe), Lammers 46' ( Romero), Malen 30' ( Hendrix) RESERVEBANK: Jurjus | Pasveer , Dasa, Doekhi 83' ( Leeflang), Rasmussen 71' ( Hájek), Wittek 56' 75' ( Manhoef), Bazoer 83' ( Cornelisse), Tronstad 71' ( Bruns), Bero 56' 71' ( Huisman), Tannane 83' ( Oukili 86'), Darfalou 75' ( Buitink), Openda 75' ( Beerens) RESERVEBANK: Houwen |  |
| Stadion: Philips Stadion, Eindhoven Toeschouwers: 6.500 Arbiter: Gözübüyük       |           |           |           | Unnerstall 46' ( Zoet), Dumfries , Teze 46' ( Baumgartl), Boscagli 46' ( Viergever 50' ( Sadílek)), Mauro Júnior 75' ( Rigo), Rosario, Thomas 46' ( Ihattaren), Gakpo, Madueke 75' ( Piroe), Lammers 46' ( Romero), Malen 30' ( Hendrix) RESERVEBANK: Jurjus | Pasveer , Dasa, Doekhi 83' ( Leeflang), Rasmussen 71' ( Hájek), Wittek 56' 75' ( Manhoef), Bazoer 83' ( Cornelisse), Tronstad 71' ( Bruns), Bero 56' 71' ( Huisman), Tannane 83' ( Oukili 86'), Darfalou 75' ( Buitink), Openda 75' ( Beerens) RESERVEBANK: Houwen |  |
| Stadion: Philips Stadion, Eindhoven Toeschouwers: 6.500 Arbiter: Gözübüyük       |           |           |           | Unnerstall 46' ( Zoet), Dumfries , Teze 46' ( Baumgartl), Boscagli 46' ( Viergever 50' ( Sadílek)), Mauro Júnior 75' ( Rigo), Rosario, Thomas 46' ( Ihattaren), Gakpo, Madueke 75' ( Piroe), Lammers 46' ( Romero), Malen 30' ( Hendrix) RESERVEBANK: Jurjus | Pasveer , Dasa, Doekhi 83' ( Leeflang), Rasmussen 71' ( Hájek), Wittek 56' 75' ( Manhoef), Bazoer 83' ( Cornelisse), Tronstad 71' ( Bruns), Bero 56' 71' ( Huisman), Tannane 83' ( Oukili 86'), Darfalou 75' ( Buitink), Openda 75' ( Beerens) RESERVEBANK: Houwen |  |
| Bijz.: FOX Sports Eredivisie Comeback Afwezig: Clark (blessure), Gong (COVID-19) |           |           |           | | |  |

| zaterdag 22 augustus 2020, 20:00                                                     | ADO Den Haag              | 2–2 (1–2) | Vitesse                        | Opstelling ADO Den Haag | Opstelling Vitesse |  |
| Stadion: Cars Jeans Stadion, Den Haag Toeschouwers: 1.000 Arbiter: Blom              | Bijen 7' Kramer 73' (pen) |           | 12' (pen) Tannane 24' Darfalou | Zwinkels 70' 75' ( Schoonderwalt), Amofa 60' ( Rațiu), Bijen ( 60'+) 75' ( Rieder), Pinas 75' ( Besuijen), Van Ewijk 75' ( Steijn), Immers 17' ( Bakker), Bourard 75' ( Essabri), De Boer 75' ( Reemst), Meijers 60' ( Kemper), Falkenburg 75' ( Boussakou), Kramer 75' ( Rottier) RESERVEBANK: Havekotte | Houwen, Dasa, Doekhi 46' ( Rasmussen), Hájek, Manhoef, Bazoer 84' ( Cornelisse), Bruns 86' ( Huisman), Bero ( 46'+), Tannane 73' 86' ( Serghini), Darfalou 76' ( Broja), Openda 70' 86' ( Hernández) RESERVEBANK: Pasveer |  |
| Stadion: Cars Jeans Stadion, Den Haag Toeschouwers: 1.000 Arbiter: Blom              |                           |           |                                | Zwinkels 70' 75' ( Schoonderwalt), Amofa 60' ( Rațiu), Bijen ( 60'+) 75' ( Rieder), Pinas 75' ( Besuijen), Van Ewijk 75' ( Steijn), Immers 17' ( Bakker), Bourard 75' ( Essabri), De Boer 75' ( Reemst), Meijers 60' ( Kemper), Falkenburg 75' ( Boussakou), Kramer 75' ( Rottier) RESERVEBANK: Havekotte | Houwen, Dasa, Doekhi 46' ( Rasmussen), Hájek, Manhoef, Bazoer 84' ( Cornelisse), Bruns 86' ( Huisman), Bero ( 46'+), Tannane 73' 86' ( Serghini), Darfalou 76' ( Broja), Openda 70' 86' ( Hernández) RESERVEBANK: Pasveer |  |
| Stadion: Cars Jeans Stadion, Den Haag Toeschouwers: 1.000 Arbiter: Blom              |                           |           |                                | Zwinkels 70' 75' ( Schoonderwalt), Amofa 60' ( Rațiu), Bijen ( 60'+) 75' ( Rieder), Pinas 75' ( Besuijen), Van Ewijk 75' ( Steijn), Immers 17' ( Bakker), Bourard 75' ( Essabri), De Boer 75' ( Reemst), Meijers 60' ( Kemper), Falkenburg 75' ( Boussakou), Kramer 75' ( Rottier) RESERVEBANK: Havekotte | Houwen, Dasa, Doekhi 46' ( Rasmussen), Hájek, Manhoef, Bazoer 84' ( Cornelisse), Bruns 86' ( Huisman), Bero ( 46'+), Tannane 73' 86' ( Serghini), Darfalou 76' ( Broja), Openda 70' 86' ( Hernández) RESERVEBANK: Pasveer |  |
| Bijz.: FOX Sports Eredivisie Comeback Afwezig: Beerens, Buitink, Clark (geblesseerd) |                           |           |                                | | |  |

| zondag 23 augustus 2020, 11:00                                                                           | Vitesse                                 | 4–0 (1–0) | Go Ahead Eagles | Opstelling Vitesse | Opstelling Go Ahead Eagles |  |
| Stadion: Sportcentrum Papendal, Arnhem Toeschouwers: 0 Arbiter: Van Zuilichem                            | Hernández 45' Huisman 52' Broja 72' 87' |           |                 | Bayazit, Leeflang 73' ( Manhoef), Cornelisse, Rasmussen, Wittek, Vroegh 46' ( Doekhi), Tronstad , Huisman, Oukili 46' ( Serghini), Hernández 46' ( Broja), Buitink | Budel, Eersteling, Leeflang, Cross, Abdat, Kemp, Dumay, Temminck, Spiridakis, Beumer, Crowther RESERVEBANK: Invallers: Kok, De Jong |  |
| Stadion: Sportcentrum Papendal, Arnhem Toeschouwers: 0 Arbiter: Van Zuilichem                            |                                         |           |                 | Bayazit, Leeflang 73' ( Manhoef), Cornelisse, Rasmussen, Wittek, Vroegh 46' ( Doekhi), Tronstad , Huisman, Oukili 46' ( Serghini), Hernández 46' ( Broja), Buitink | Budel, Eersteling, Leeflang, Cross, Abdat, Kemp, Dumay, Temminck, Spiridakis, Beumer, Crowther RESERVEBANK: Invallers: Kok, De Jong |  |
| Stadion: Sportcentrum Papendal, Arnhem Toeschouwers: 0 Arbiter: Van Zuilichem                            |                                         |           |                 | Bayazit, Leeflang 73' ( Manhoef), Cornelisse, Rasmussen, Wittek, Vroegh 46' ( Doekhi), Tronstad , Huisman, Oukili 46' ( Serghini), Hernández 46' ( Broja), Buitink | Budel, Eersteling, Leeflang, Cross, Abdat, Kemp, Dumay, Temminck, Spiridakis, Beumer, Crowther RESERVEBANK: Invallers: Kok, De Jong |  |
| Bijz.: Besloten duel, niet toegankelijk voor publiek; beide teams bestaan uit een combi-elftal met jeugd |                                         |           |                 | | |  |

| vrijdag 28 augustus 2020, 18:00                                | Vitesse              | 2–2 (1–2) | Fortuna Düsseldorf               | Opstelling Vitesse | Opstelling Fortuna Düsseldorf |  |
| Stadion: GelreDome, Arnhem Toeschouwers: 0 Arbiter: Van Dongen | Tannane 30' Bero 67' |           | 26' (e.d.) Darfalou 45' Hoffmann | Pasveer , Dasa, Doekhi, Bazoer, Rasmussen, Wittek 79', Bero 77', Tronstad 46' ( Huisman), Tannane, Darfalou 62' ( Broja), Openda 62' ( Buitink) RESERVEBANK: Houwen, Hájek, Bruns, Cornelisse, Manhoef | Kastenmeier, Zimmermann, Siebert, Hoffmann , Hartherz, Zimmer, Appelkamp, Sobottka, Pledl 79' ( Lofolomo), Karaman, Hennings RESERVEBANK: NN |  |
| Stadion: GelreDome, Arnhem Toeschouwers: 0 Arbiter: Van Dongen |                      |           |                                  | Pasveer , Dasa, Doekhi, Bazoer, Rasmussen, Wittek 79', Bero 77', Tronstad 46' ( Huisman), Tannane, Darfalou 62' ( Broja), Openda 62' ( Buitink) RESERVEBANK: Houwen, Hájek, Bruns, Cornelisse, Manhoef | Kastenmeier, Zimmermann, Siebert, Hoffmann , Hartherz, Zimmer, Appelkamp, Sobottka, Pledl 79' ( Lofolomo), Karaman, Hennings RESERVEBANK: NN |  |
| Stadion: GelreDome, Arnhem Toeschouwers: 0 Arbiter: Van Dongen |                      |           |                                  | Pasveer , Dasa, Doekhi, Bazoer, Rasmussen, Wittek 79', Bero 77', Tronstad 46' ( Huisman), Tannane, Darfalou 62' ( Broja), Openda 62' ( Buitink) RESERVEBANK: Houwen, Hájek, Bruns, Cornelisse, Manhoef | Kastenmeier, Zimmermann, Siebert, Hoffmann , Hartherz, Zimmer, Appelkamp, Sobottka, Pledl 79' ( Lofolomo), Karaman, Hennings RESERVEBANK: NN |  |
| Bijz.: Besloten duel, niet toegankelijk voor publiek           |                      |           |                                  | | |  |

| zaterdag 5 september 2020, 13:30 | Vitesse                   | 2–2 (1–0) | SV Darmstadt 98               | Opstelling Vitesse | Opstelling SV Darmstadt 98 |  |
| Stadion: GelreDome, Arnhem Toeschouwers: 1.600 Arbiter: Bijl | Tannane 17' Rasmussen 88' |           | 78' (pen.) Kempe 89' Pfeiffer | Pasveer , Manhoef 81' ( Leeflang), Bazoer, Rasmussen, Hájek, Wittek, Bruns, Cornelisse 46' ( Vroegh), Tannane, Buitink 73' ( Gong), Beerens 46' ( Huisman) RESERVEBANK: Houwen | Schuhen, Mehlem 71' ( Paik), Platte 64' ( Arslan), Kempe, Mai 71' ( Schnellhardt), Höhn, Rapp, Holland 90' ( Stanilewicz), Manu 87' ( Pfeiffer), Herrmann, Berko |  |
| Stadion: GelreDome, Arnhem Toeschouwers: 1.600 Arbiter: Bijl |                           |           |                               | Pasveer , Manhoef 81' ( Leeflang), Bazoer, Rasmussen, Hájek, Wittek, Bruns, Cornelisse 46' ( Vroegh), Tannane, Buitink 73' ( Gong), Beerens 46' ( Huisman) RESERVEBANK: Houwen | Schuhen, Mehlem 71' ( Paik), Platte 64' ( Arslan), Kempe, Mai 71' ( Schnellhardt), Höhn, Rapp, Holland 90' ( Stanilewicz), Manu 87' ( Pfeiffer), Herrmann, Berko |  |
| Stadion: GelreDome, Arnhem Toeschouwers: 1.600 Arbiter: Bijl |                           |           |                               | Pasveer , Manhoef 81' ( Leeflang), Bazoer, Rasmussen, Hájek, Wittek, Bruns, Cornelisse 46' ( Vroegh), Tannane, Buitink 73' ( Gong), Beerens 46' ( Huisman) RESERVEBANK: Houwen | Schuhen, Mehlem 71' ( Paik), Platte 64' ( Arslan), Kempe, Mai 71' ( Schnellhardt), Höhn, Rapp, Holland 90' ( Stanilewicz), Manu 87' ( Pfeiffer), Herrmann, Berko |  |
| Bijz.: Alleen voor seizoenkaarthouders op de Charly Bosveld-tribune (Oost) toegankelijk Afwezig: Bero, Broja, Dasa, Doekhi, Openda (interlandverplichtingen); Clark, Darfalou, Tronstad (geblesseerd) |                           |           |                               | | |  |

| maandag 14 september 2020, 14:00                                                                                        | FC Utrecht | 1–2 (0–0) | Vitesse               | Opstelling FC Utrecht | Opstelling Vitesse |  |
| Stadion: Sportcomplex Zoudenbalch, Utrecht Toeschouwers: 0 Arbiter: Van Kommer Assistenten: Rasch Assistenten: Van Rijn | Nasser 90' |           | 67' Manhoef 78' Broja | De Keijzer , Troupée, Bergström, Van der Maarel, Guwara, Emanuelson, Van den Berg, Van de Streek, Alou 22' ( Pieters 59' ( Nasser)), Lonwijk 76' ( Akmum), Velanas | Houwen, Leeflang 54' ( Mostert), Cornelisse, Hájek , Manhoef, Touré 62' ( Oukili), Vroegh, Huisman, Gong 62' ( Beerens), Buitink 62' ( Serghini), Broja 80' ( Hernández) |  |
| Stadion: Sportcomplex Zoudenbalch, Utrecht Toeschouwers: 0 Arbiter: Van Kommer Assistenten: Rasch Assistenten: Van Rijn |            |           |                       | De Keijzer , Troupée, Bergström, Van der Maarel, Guwara, Emanuelson, Van den Berg, Van de Streek, Alou 22' ( Pieters 59' ( Nasser)), Lonwijk 76' ( Akmum), Velanas | Houwen, Leeflang 54' ( Mostert), Cornelisse, Hájek , Manhoef, Touré 62' ( Oukili), Vroegh, Huisman, Gong 62' ( Beerens), Buitink 62' ( Serghini), Broja 80' ( Hernández) |  |
| Stadion: Sportcomplex Zoudenbalch, Utrecht Toeschouwers: 0 Arbiter: Van Kommer Assistenten: Rasch Assistenten: Van Rijn |            |           |                       | De Keijzer , Troupée, Bergström, Van der Maarel, Guwara, Emanuelson, Van den Berg, Van de Streek, Alou 22' ( Pieters 59' ( Nasser)), Lonwijk 76' ( Akmum), Velanas | Houwen, Leeflang 54' ( Mostert), Cornelisse, Hájek , Manhoef, Touré 62' ( Oukili), Vroegh, Huisman, Gong 62' ( Beerens), Buitink 62' ( Serghini), Broja 80' ( Hernández) |  |
| Bijz.: Vitesse combiteam van reserves en jeugd, Utrecht combiteam met jeugd                                             |            |           |                       | | |  |

| woensdag 11 november 2020, 12:30                              | Vitesse                                  | 3–1 (0–0) | sc Heerenveen  | Opstelling Vitesse                                                                                             | Opstelling sc Heerenveen |  |
| Stadion: GelreDome, Arnhem Toeschouwers: - Arbiter: Dieperink | Dewaele 53' (e.d.) Hájek 55' Manhoef 73' |           | 67' Van Bergen | Houwen, Cornelisse, Hájek, Touré, Manhoef, Vroegh, Huisman, Gong, Delaveris 46' ( Leeflang), Darfalou, Buitink | Bekkema 45' ( Kroesen), Westra, Van Hecke 64' ( Zaal), Fernández, Woudenberg 45' ( Ras), Dewaele 64' ( J. Veerman), Batista Meier, Hajal 73' ( Kongolo), Van Bergen, Smit 73' ( Boerhout), Driouech 64' ( Shopov) |  |
| Stadion: GelreDome, Arnhem Toeschouwers: - Arbiter: Dieperink |                                          |           |                | Houwen, Cornelisse, Hájek, Touré, Manhoef, Vroegh, Huisman, Gong, Delaveris 46' ( Leeflang), Darfalou, Buitink | Bekkema 45' ( Kroesen), Westra, Van Hecke 64' ( Zaal), Fernández, Woudenberg 45' ( Ras), Dewaele 64' ( J. Veerman), Batista Meier, Hajal 73' ( Kongolo), Van Bergen, Smit 73' ( Boerhout), Driouech 64' ( Shopov) |  |
| Stadion: GelreDome, Arnhem Toeschouwers: - Arbiter: Dieperink |                                          |           |                | Houwen, Cornelisse, Hájek, Touré, Manhoef, Vroegh, Huisman, Gong, Delaveris 46' ( Leeflang), Darfalou, Buitink | Bekkema 45' ( Kroesen), Westra, Van Hecke 64' ( Zaal), Fernández, Woudenberg 45' ( Ras), Dewaele 64' ( J. Veerman), Batista Meier, Hajal 73' ( Kongolo), Van Bergen, Smit 73' ( Boerhout), Driouech 64' ( Shopov) |  |
| Afwezig: Broja, Dasa, Doekhi, Openda (interlandvoetbal)       |                                          |           |                | | |  |

| woensdag 24 maart 2021, 13:00                                                        | RKC Waalwijk           | 3–1 (0–1) | Vitesse | Opstelling RKC Waalwijk | Opstelling Vitesse |  |
| Stadion: Mandemakers trainingscomplex, Waalwijk Toeschouwers: - Arbiter: Mandemakers | Sow 50' 63' Ngonge 67' |           | 3' Ohio | NN                      | Houwen, Touré 60', Bazoer 46' ( Van Zwam), Hájek , Cornelisse 46' ( Van Ee), Bruns 46' ( Jonathans), Gong, Vroegh 46' ( De Regt), Manhoef, Huisman, Ohio |  |
| Stadion: Mandemakers trainingscomplex, Waalwijk Toeschouwers: - Arbiter: Mandemakers |                        |           |         | NN                      | Houwen, Touré 60', Bazoer 46' ( Van Zwam), Hájek , Cornelisse 46' ( Van Ee), Bruns 46' ( Jonathans), Gong, Vroegh 46' ( De Regt), Manhoef, Huisman, Ohio |  |
| Stadion: Mandemakers trainingscomplex, Waalwijk Toeschouwers: - Arbiter: Mandemakers |                        |           |         | NN                      | Houwen, Touré 60', Bazoer 46' ( Van Zwam), Hájek , Cornelisse 46' ( Van Ee), Bruns 46' ( Jonathans), Gong, Vroegh 46' ( De Regt), Manhoef, Huisman, Ohio |  |
| Bijz.: Besloten duel; selecties van voornamelijk reserves                            |                        |           |         |                         | |  |